# Nya Älvsborg
För andra betydelser, se Älvsborg (olika betydelser).

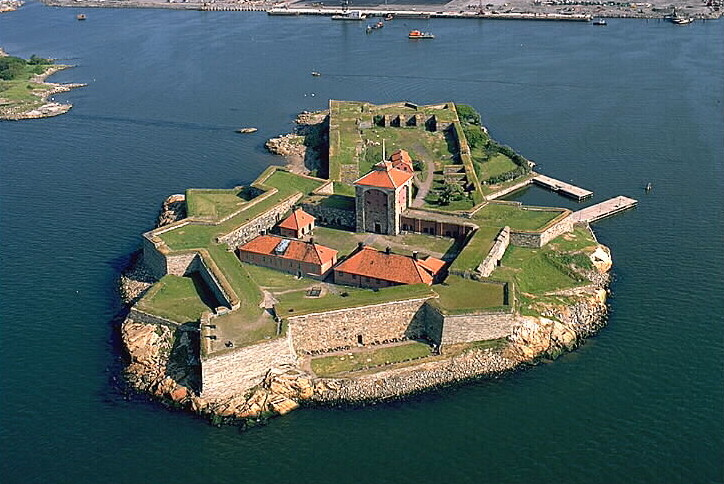
Flygfoto. Troligen från slutet av 1970-talet.

Nya Älvsborg, Nya Älvsborgs fästning eller bara Älvsborg är en fästning på Kyrkogårdsholmen i Älvsborgsfjorden (tidigare Wike fjord) i Göta älvs mynning, vid inloppet till Göteborgs hamn. Fästningen började byggas 1653 för att försvara staden mot den danska flottan, som 1644 hade försökt spärra Göteborg från sjösidan. Nya Älvsborg har varit belägrad, men aldrig intagen av fientliga styrkor. Nya Älvsborg är statligt byggnadsminne (SBM) sedan den 25 januari 1935. Fastighetsbeteckningen är Älvsborg 855:752. Nya Älvsborg är en av Sveriges 11 salutstationer där officiella saluter avges av Försvarsmakten vid särskilda högtider såsom nationaldagen, Konungens födelsedag, etc.
Fästningen är uppförd på vad som ursprungligen var två separata holmar, av vilken den södra upptas av själva fästningen och den norra av ett så kallat hornverk. Den smala rännan mellan holmarna fungerade under en tid som båthamn, och rännan fanns kvar fram till åtminstone 1820. Anläggningen kallades först Kyrkogårdzholmen innan Gamla Älvsborg blivit utdömt.
Under Skånska kriget 1675-1679 deltog fästningen i Göteborgs försvar mot danska angrepp och under senare delen av stora nordiska kriget var den 1717-1719 inblandad i strider med dansk-norska sjöstyrkor under ledning av amiral Peder Tordenskjold.
När fästningen senare på 1700-talet minskade i betydelse som militär anläggning, användes den i stället i ökande grad som fängelse fram till 1866. Under första världskriget hade fästningen rollen som minförråd, som en del i försvaret av Göteborgs hamn.
Nya Älvsborg ingår i en serie av försvarsanläggningar med namnet Älvsborg vid inloppet till Göteborg som tidsmässigt avlöst varandra. Det skall inte förväxlas med sin föregångare Älvsborgs slott vilket, med början på 1300-talet, hade uppförts vid Klippan längre in i älvmynningen. Fästningen skall heller inte förväxlas med sin efterföljare Älvsborgs fästning, samlingsnamnet för ett antal försvarsanläggningar i Göteborgs hamninlopp, med bland annat Oscar II:s fort insprängt i Västerberget vid älvmynningen i början av 1900-talet.
På bastionen Havsfrun fanns under en tid en fyr, ett fyrkantigt torn beläget på fästningens sydvästra udde, vilken sticker ut mot inseglingsleden till Göteborg. Fyren ledsagade insegling nattetid till Göteborg från Vrångö, stora farleden från Vinga samt den så kallade Kalvsundsleden och syntes på upp till 2,5 sjömils avstånd.

## Historia
Bildandet av ett nytt självständigt ämbetsverk - Fortifikationskontoret - sammanfaller med byggandet av fästningen Göteborg. Olof Hansson Swart - adlad Örnehufvud - från Nya Lödöse utsågs 1632 till generalkvartermästare och huvudansvarig för allt fästningsbyggande i Sverige. År 1635 bildades Fortifikationen som en speciell kår inom armén, där Örnehufvud blev dess förste chef. Johan Wärnschöld efterträdde honom 1644. År 1681 skildes man från Krigskollegium, och Erik Dahlbergh utsågs till det nya ämbetsverkets chef. Dessa tre män var djupt engagerade i fästningsbyggandet i Göteborg. Örnehufvud och Wärnschöld hade båda västsvensk härstamning, Wärnschöld från Lena socken i Västergötland, och Örnehufvud som borgmästarson i Nya Lödöse. De anses därför ha haft en god bild av de strategiska förutsättningarna i Göta älvs mynningsområde. Uppförandet av befästningsverken runt Göteborg skedde inte kontinuerligt, utan växte fram i etapper, där de utrikespolitiska förhållandena fick styra. Färdigställandet av anläggningarna påskyndades av direkta eller indirekta hot om fientliga angrepp. Olika planer för fästningen avlöste varandra över tid.
Ursprungligen hade fästningen Göteborgs fyra uppgifter: att skydda den enskilde medborgaren och dennes egendom, vilket var tydligt formulerat i stadens privilegiebrev 1621; i händelse av krig med Danmark, skulle den utgöra ett viktigt stöd; sjöfarten skulle skyddas och samverkan skulle ske med Nya Älvsborgs fästning; fästningsverken skulle för västra Sverige utgöra förråd samt tillhandahålla utrustning och folk.
Efter den Westfaliska freden år 1648, upplöstes den eskader som varit baserad på Göteborg samt i skeppsgården vid Älvsborg. Vissa av fartygen avseglade till Stockholm, medan Rosengalejan och jakten Näktergalen skulle fortsatt stå till tullbevakningens förfogande i området. Det fasta sjöförsvaret flyttades därefter ut mot älvmynningen och Kyrkogårdsholmen blev alltså platsen för Nya Älvsborgs fästning.

### Befästningar före 1653

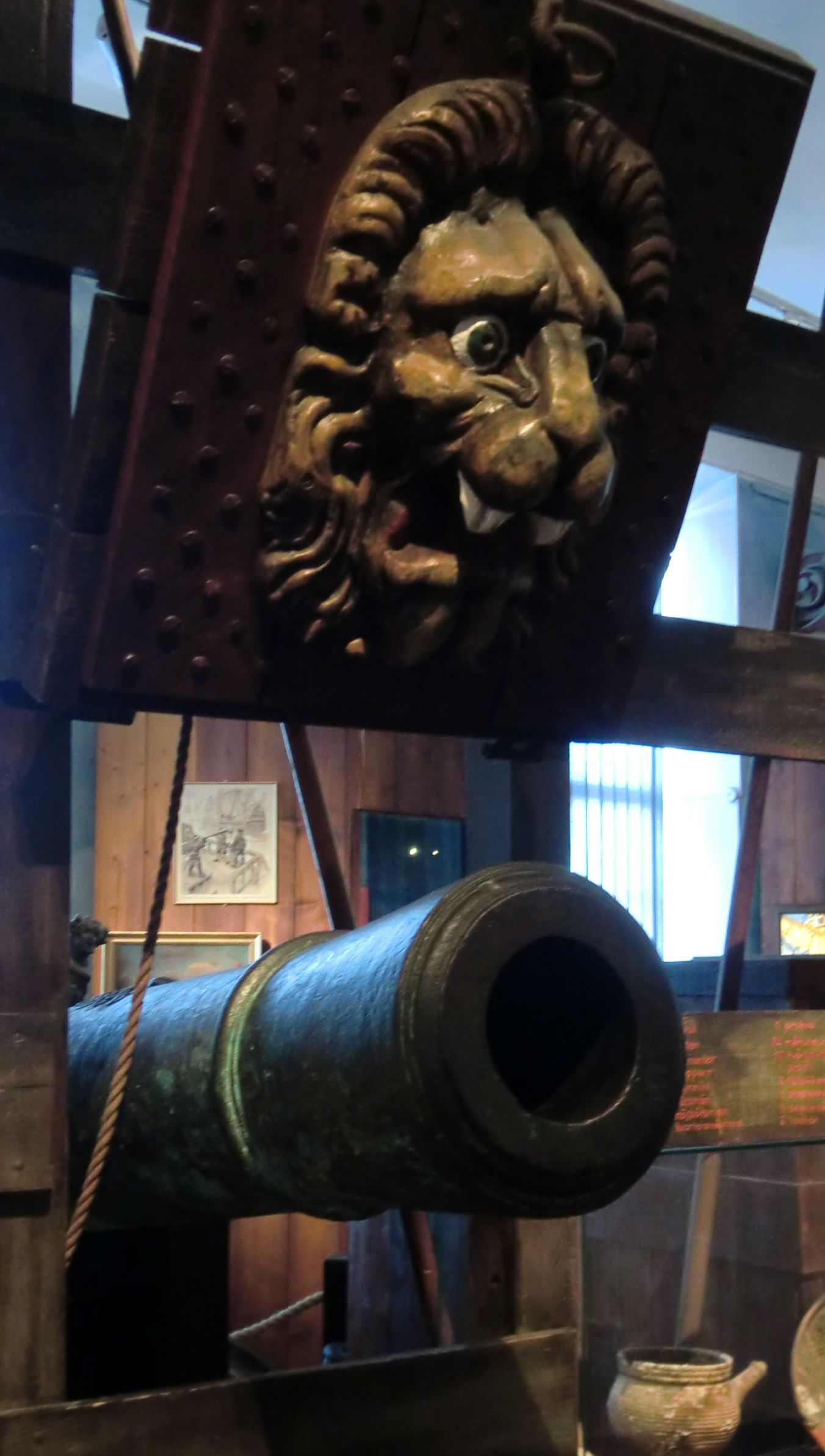
Kanonport med lejonmaskaron och 24-pundig kanon. Fynd från Stora Sofia på Sjöfartsmuseet, Göteborg.

Tanken på att slopa Älvsborgs slott och anlägga en ny befästning på Kyrkogårdsholmen i Göta älvs mynning väcktes redan före kriget med Danmark 1643-45, men inga omedelbara åtgärder vidtogs. Under den så kallade Hannibalsfejden försökte den 5 april 1644 en dansk flotta med kung Kristian IV ombord på skeppet Trefoldighet (48 kanoner) att under holländsk flagg segla in till Göteborg, där man väntade en holländsk eskader som utrustats på privat initiativ av Louis De Geer, under ledning av Martin Thyssens. Då listen upptäcktes kastade den danska flottan ankar i Göta älvs mynning med avsikt att spärra Göteborg från sjösidan. Omedelbart efter det att eskadern ankrat, skrev kung Kristian till länsherren på Bohus och rekvirerade timmermän och material till ett skansbygge. Från Marstrand och Bohus utskeppades trehundra musketörer, avsedda att bli garnison på den nya skansen. Danskarna lät uppföra ett blockhus på Kyrkogårdsholmen, som även bestyckades med två 30-pundiga och två 26-pundiga kanoner. Anläggningen fick namnet Gottenbrille efter holmens glasögonform. Då danskarna provsköt kanonerna nådde kulorna fram till Käringberget
| ”                                            | ...pladsen (er) skabt på den side ud til havnen som en brille, man sætter pa næsen og på den anden side er den spids, hvorfor jeg har givet den det navn Gottenbrille. | „ |
| – Kung Kristian IV, i Göta älvs mynning 1644 | |   |

Något anfall mot Göteborg blev aldrig av, och efter att ha gjort ett misslyckat försök att spärra älven mellan Rya Nabbe och Billingen med stenfyllda fartygsvrak, så lämnade danskarna älvmynningen den 28 april och lät bränna Gottenbrille, för att istället segla ut och anfalla den holländska eskadern i sjöslaget vid Lister Dyb.
När danskarna återvände mot Göteborg under sommaren 1644, hade svenska trupper besatt Kyrkogårdsholmen, och då den holländska hjälpflottan slutligen anlände i början av augusti, gav danskarna upp försöket att inta staden vid älven. När danskarna seglat bort från älvmynningen skrev presidenten i Göteborg, Petrus Canuti (senare adlad Bäfverfeldt), till regeringen och begärde att holmen skulle befästas. Resultatet blev att där under vintern 1644 och våren 1645 uppfördes ett provisoriskt batteri bestyckat med fyra tolvpunds kanoner under ledning av fortifikationsofficeren Johan Wärnschöld, som tagit över ledningen efter Örnehufvuds död 1644.
I maj 1645 försökte danske amiralen Ove Gjedde att med 20 skepp göra ytterligare ett anfall mot Göteborg, men staden försvarades nu framgångsrikt av den holländska eskadern under ledning av Martin Thyssens, adlad med namnet Anckarhjelm, bland annat med skeppen Fama (16 kanoner) och Kalmar Nyckel (14). Eftersom Anckarhjelm inte ansåg sin flottstyrka vara stark nog att möta danskarna i öppna sjön, placerade han den mellan ett hastigt tillverkat kanonbatteri på Kyrkogårdsholmen och Älvsborgs slott. Danskarna gjorde flera gånger försök att anfalla, men när svenskarna gjorde sig redo till försvar avbröt danskarna anfallen och gick tillbaka igen. I en sydvästlig storm natten till den 25 maj gick ett antal danska skepp på grund, däribland amiralsskeppet Stora Sofia (62), som sprang läck och sjönk vid Buskär. Krigshändelserna visade på behovet av bättre befästningar i Göteborgs hamninlopp.
En planritning över de tidigare danska befästningarna på holmen uppgjordes först, och provisoriska anläggningar kom till stånd genom att de danska, raserade befästningarna upprustades. Planeringen av mer permanenta försvarsverk gick dock trögt, vilket Wärnschöld påpekar i inlagor till regeringen samt vikten av att nya befästningar snarast blev klara. Även stadens magistrat framställde propåer om att Kyrkogårdsholmen måste få sina permanenta verk för att staden skulle skyddas från sjösidan.
År 1646 började Wärnschöld att formge en permanent befästning med en främre och större oregelbunden skans och ett bakre fyrhörnigt avskilt (detacherat) verk. Detta började byggas 1647 men 1651 hade han utarbetat ett nytt förslag som efter omarbetning innebar en bastionerad femhörnig skans, förstärkt mot norr med ett hornverk. 
Förslaget tillställdes regeringen 1652 och blev upptakten till Nya Älvsborgs fästning. Redan året efter hade planerna godkänts av regeringen och anläggningen påbörjats. Vilket gör att 1653 räknas som det år som det egentliga byggandet av Nya Älvsborg startade. Eric Larsson var fästningens första kommendant, 1654-1675, men major Nils Påfvenfelt hade befälet över allt artillerifolk på Ryssåsen - blivande Skansen Kronan - det under uppbyggnad varande Nya Älvsborg, Gullberg och Göteborg. Därefter blev kommendantskapet indraget och överlämnades till en officer vid garnisonen i staden.

#### Galleri

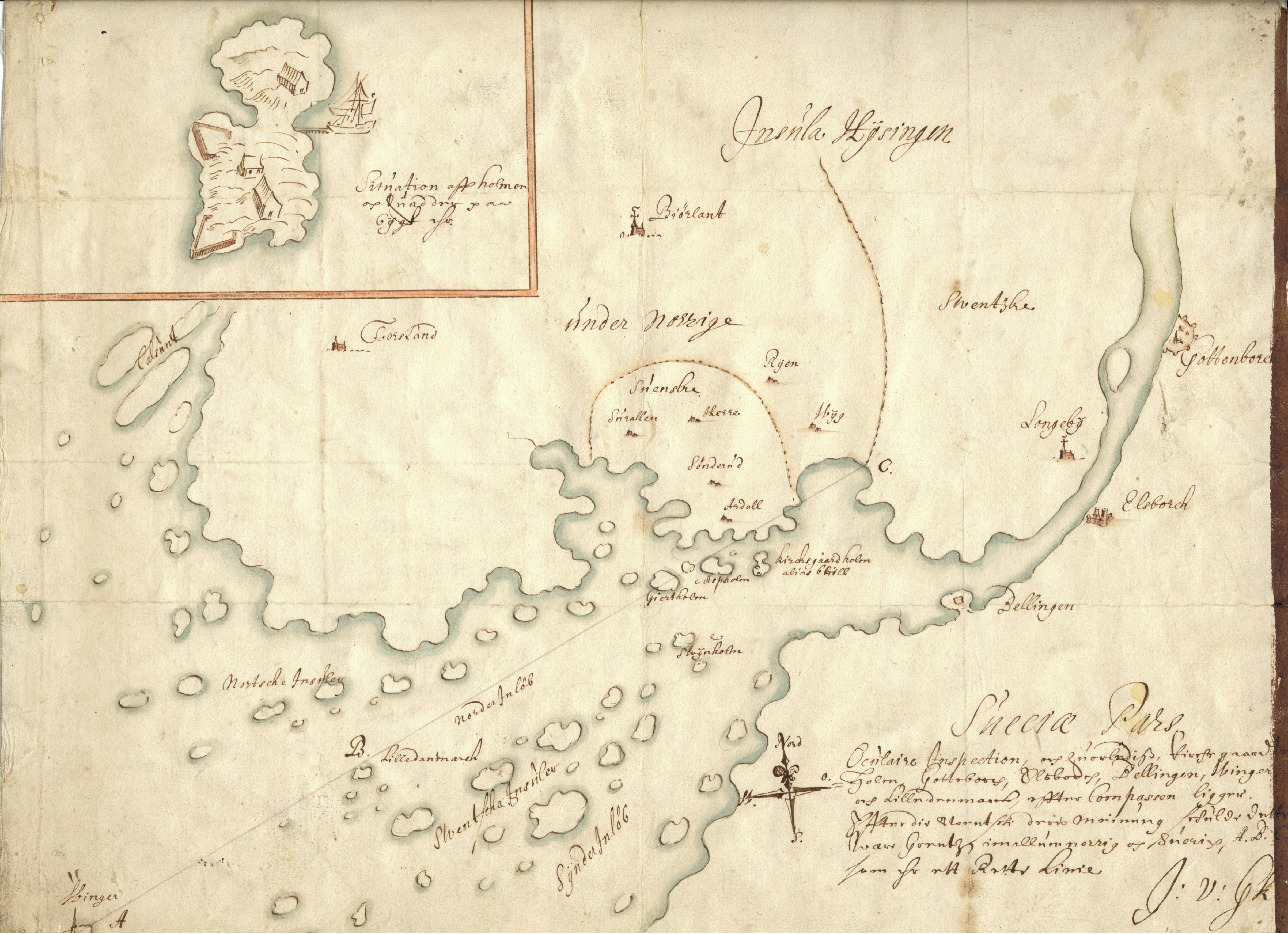
Isaac van Geelkerck, en holländsk militäringenjör och kartograf i dansk-norsk tjänst, har på en karta över Göta älvs mynning tecknat de tillfälliga svenska befästningarna på Kyrkogårdsholmen i övre vänstra hörnet, cirka 1650. Delar av Hisingen tillhörde Norge fram till 1658.
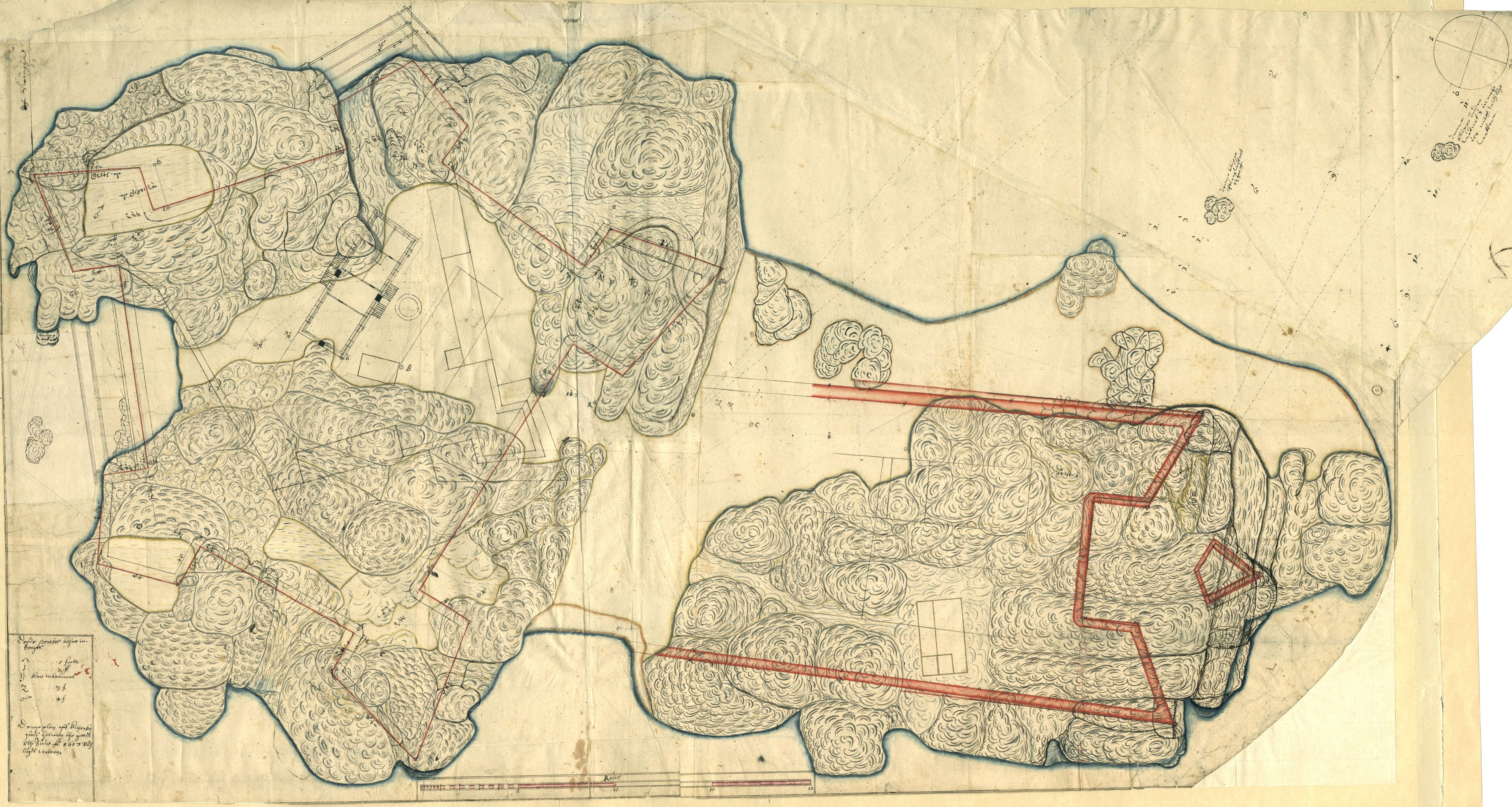
Förslagsritning uppmätt i juli 1653 vid lågt vattenstånd. Den visar två förslag till bastionsfästning, samt ett klassiskt hornverk med framförvarande ravelin där sundet mellan öarna används som vallgrav. Väster är uppåt, och måtten är angivna i Rhenländska roder.
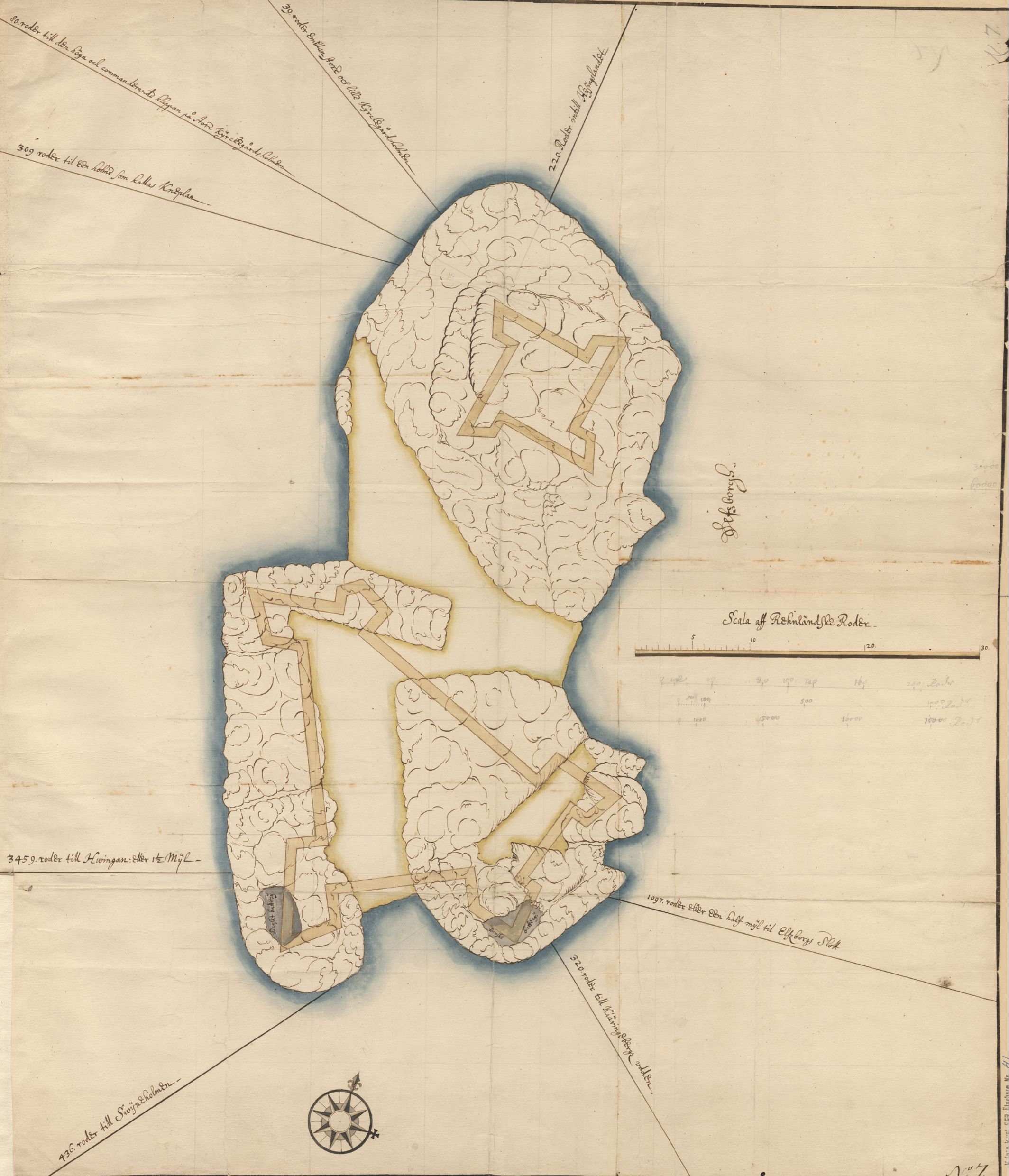
Förslagsritning från 1640-talet över framtida försvarsanläggningar på Kyrkogårdsholmen, med avskilda (detacherade) försvarsverk. Tidigare danska anläggningar (Gottenbrille), markerade med grått i nederkant.
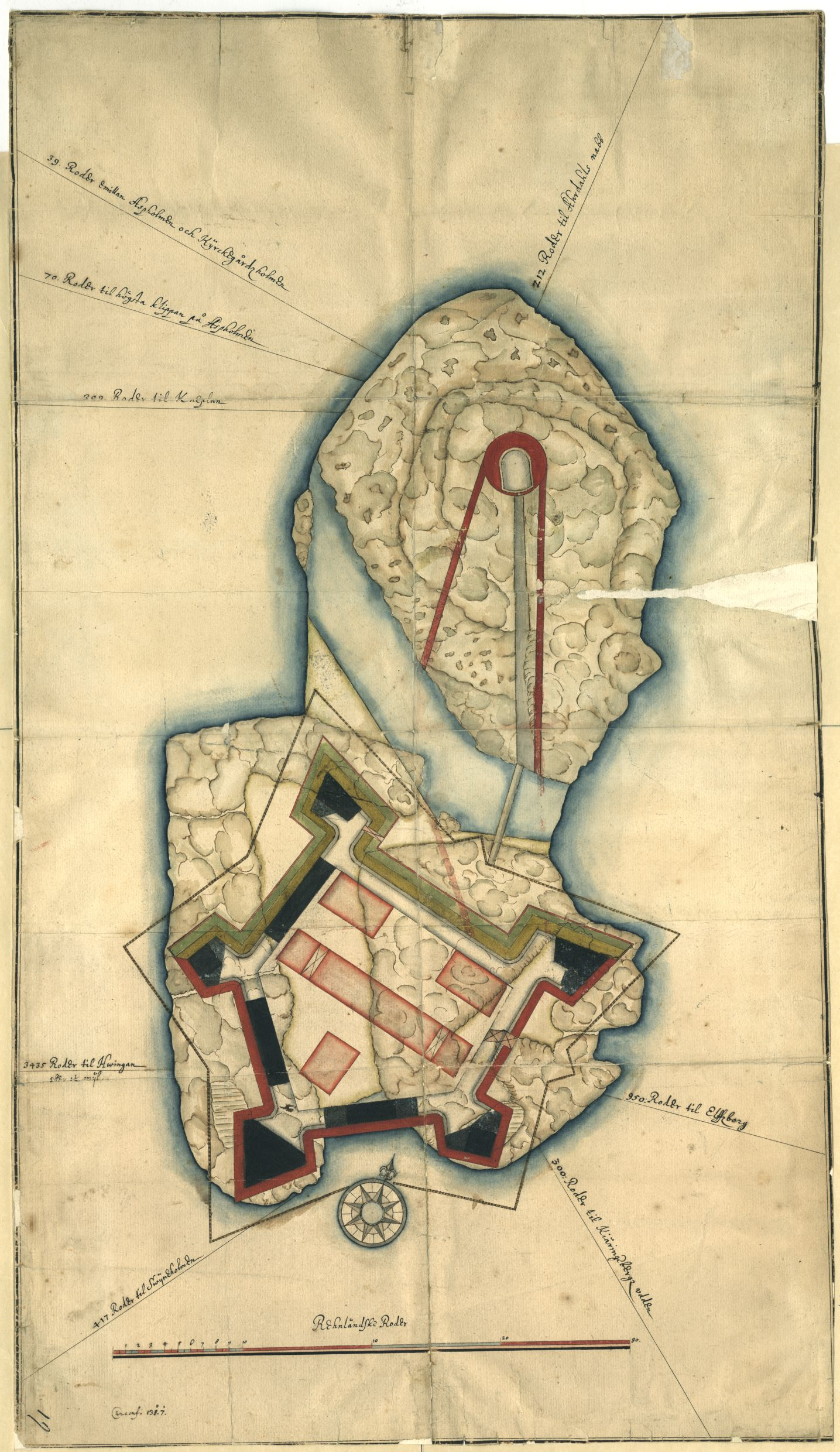
Förslagsritning från 1651 med femhörnig bastionsfästning, samt försvarsverk på den norra öns högsta punkt, och täckt förbindelsegång däremellan. Avståndsmätningar angivna i Rhenländska roder.

### Uppbyggnaden av fästningen efter 1653

Karta över Nya Älvsborg.
A: Hamnen, B: Tornet och kyrkan, C: Corps de Garde, D: Kommendanthuset, E: Befälshuset, F: Brunn, G: Bastion Nordstjärnan, H: Ravelin Prins Fredrik, I: Bastion Delfin, J: Strandverk Stenbatteriet, K: Bastion Havsfrun, L: Ravelin Rosenlund, M: Bastion Valfisken, N: Ravelin Vedgården, O: Bastion Hummern, P: Sjukhuset, Q: Västra hornet, R: Ravelin Smedjebatteriet, S: Stenglacisen, T: Östra hornet, U: Kommendantens trädgård, 1-11: Kurtinnummer enligt Statens Fastighetsverk

Dåligt väder och penningbrist vållade svårigheter vid fästningsarbetets början, men redan 1654 hade både bastionsverket och delar av hornverket kunnat påbörjas.
Vid krigsutbrottet 1657 sattes den ofullbordade befästningen i provisoriskt försvarsstånd. Kanoner togs från Älvsborgs slott och skansen Billingen och fördes till Kyrkogårdsholmen. Wärnschöld uttryckte 1657 angående behovet av byggnadsmaterial: Eftersom en stor myckenhet steen fordras till Ryssåhs, Kyrkogårdzholmen och Aspholmen sampt Götheborgiske Wattenwärken, tornet och Cavalliererna på store och lille Otterhelle --- Alltså kunde det näpligen mer kåsta att hämpta stenen utaf Elfsborgs Slotzmurar än ifrån fierran belägne bergh och stränder. År 1659 anges det i Wärnschölds byggnadsplan att Nya Älvsborg krävde 101 500 grästorvor till förstärkning av fästningens vallar.
År 1660 tog beslut om att Älvsborgs slott skulle rivas, och att slottets bestyckning och byggnadsmaterial skulle transporteras till nya befästningar. En stor del av dess inventarier överfördes till Nya Älvsborg, såsom ""Klockan, säijerwerket, predikstolen, kalken, altarklädet och kyrkiebänkerne sampt Stockens och Wohnhusens portar, och skorstenar som aff huggen steen äre giordhe, item takens bielker, reesninger och pannor som ännu kunde finnas dugeligeh, tillijka medh alt slottets hussgerådh och innandöme." Den 16 oktober 1661 igångsattes rivningen av Älvsborgs slott genom att fortifikationsofficer Hector Loffman lät spränga den östra bastionen med fem minor. Regeringen förordnade att fästningen på Kyrkogårdsholmen skulle överta namnet och kallas Nya Älvsborg. Samtidigt ändrades namnet på Wike fjord till Älvsborgsfjorden.
År 1674 efterträddes Wärnschiöldh av Erik Dahlbergh som fullbordade Nya Älvsborg, och fästningen ansågs vara i försvarsstånd 1677.

#### Bastionsverket
Den fästning som byggdes upp enligt Wärnschölds plan bestod av en bastionerad, något oregelbunden femhörning, med kasematterade kurtiner. Enligt då rådande åsikter, var bastionsflankerna dragna vinkelrätt mot kurtinerna. Fästningens sju kurtiner har bombsäkra valv - skyddsrum som skulle klara tyngre beskjutning. Dessa fungerade som omslutande skydd för fästningens innerområden, och till en början inrymde de också soldaternas förläggningar. De båda bastionerna Havsfrun och Delfin samt kurtinen däremellan, idag benämnd kurtin 5 och som är vända mot segelleden i söder, hör till de delar av fästningen som var extra rustade att stå emot fienden. De var uppförda i två våningar med skottgluggar, embrassyrer, i varje våning. Embrassyrerna i kurtin 5 murades igen redan på 1690-talet, då kommendanten bedömde att kanonerna kunde användas bättre uppe på fästningens vallar. På kurtin 3 och 5 finns idag "fredstak", det vill säga trätak som monterades på 1990-talet efter ritningar från 1700-talet. Dessa tak, som skall skydda mot väder och vind, monterades ner i krigstid för att blotta fästningens kanoner. Senare under 1700-talet användes kurtin 5 till arkli, det vill säga vapenförråd, och brygghus där man tvättade kläder och tillverkade drycker, som öl och svagdricka. Framför kurtin 5 anlades ett kanonbatteri, Stenbatteriet.
De övriga tre bastionerna hette: Valfisken, Hummern och Nordstjärnan. Framför kurtinerna 7 och 9 på var sida om den västra bastionen, Valfisken, anlades låga, mindre utanverk, ravelinerna Rosenlund och Vedgården. Under perioden 1711-1719 planerades och uppmurades ravelinen Prins Fredrik framför nuvarande kurtin 3 mot öster, mellan bastionerna Nordstjärnan och Delfin. Mitt på den norra kurtinen, mellan bastionen Nordstjärnan och Hummern, fanns ett fyrkantigt bombfritt torn. Därunder var huvudingången till fästningen, tillsluten av en gammal träport som kom från Älvsborgs slott.

#### Hornverket
Den norra, avlånga delen av fästningen utgörs av ett så kallat hornverk, det vill säga ett utanverk bestående av två parallella vallar som i vardera ändan avslutas med en halv bastion och däremellan en kort vall - en kurtin. Utanverket utgör en extra förstärkning av fästningen mot norr, eftersom det var viktigt att inte lämna någon yta obebyggd, så att inte fienden kunde ta sig upp på ön. På flera ställen längs insidan av hornverket finns korta anslutande murar. Detta är strävpelare, som tar upp och avlastar sidotrycket från huvudmurarna. Utrymmet mellan strävpelarna var tidigare fyllt med jord, för att ytterligare öka stabiliteten. Ovanpå strävpelarna byggdes också batteridäck, för uppställning av kanoner. Under 1990-talet rekonstruerade Statens Fastighetsverk delar av hornverket, som bitvis hade rasat på grund av det långt framskridna förfallet. I marken finns spår av tidigare byggnader, till exempel en större kasernbyggnad norr om sjukhuset, och ett minförråd väster om bron över till öns södra sida. Framför hornverkets kurtin anlades ett mindre utanverk kallat Smedjebatteriet, en så kallad flèche (franska för pil) med framförliggande stenglacis.

#### Sjukhuset
Av de hus som byggts och rivits inom hornverket finns bara fästningens gamla sjukhusbyggnad kvar idag. Denna byggnad uppfördes 1774-76 i en våning med inredd vindsvåning under ett mansardtak. När man renoverade fästningen på 1960-talet fick byggnaden tillbaka stora delar av sin ursprungliga karaktär. Förr fanns i sjukhuset ett rum för farliga smittor, och ett för mindre farligt sjuka. Officerarna hade egna rum, och fältskärens rum fanns i anslutning till patientsalarna. För att stoppa blödningar använde fältskären ett brännjärn. Därutöver var opium och alkohol vanliga hjälpmedel i vårdarbetet. Fästningsmuseet i byggnaden tillkom 1971 i samarbete med Historiska Museet i Göteborg.

#### Inre hamnen
Tidigare delade en havsvik upp ön i en nordlig del med hornverket, och en sydlig del med bastionsfästningen. Viken kallades Inre hamnen och var tilläggsplats för slupar, fästningens båt för resor till fastlandet och andra mindre fartyg. Landhöjningen innebar till slut att Inre hamnen höll på att bli torrlagd. För att behålla vattensamlingen blev man tvungen att göra en fördämning som hindrade förbindelsen med Göta älv. Under 1960-talets renoveringsarbeten dumpades fyllnadsmassor i dammen, vilket krympte den till dagens storlek.

#### Kommendantens trädgård
Redan på 1700-talet utnyttjades det vindskyddade läget utanför hornverkets östra mur till odlingar och en mindre trädgård med bärbuskar och fruktträd. År 1858 blev kaptenen vid Göta artilleriregemente, Henric Elof von Normann (1805-1874), kommendant på fästningen, och var det fram till 1863. Han var en stor blomsterälskare och lät anordna en mindre lustgård och en badbassäng. Normann hade 1842 tagit initiativ till Trädgårdsföreningens park i Göteborg, men i en konflikt med föreningens styrelse tappat inflytande över parkens utformning. Så länge som Normann var kommendant skall trädgården på Nya Älvsborg ha varit en vacker och välskött anläggning, prunkande med örtesängar, och olika arter av barr och lövträd. Syrenbuskar och lindar i nuvarande trädgården lever fortfarande kvar från Normanns tid.

#### Befälshuset, Kommendanthuset och Corps de Garde
Befälshuset eller Stenkasern stod färdigt omkring år 1700. Byggnaden var tidigare uppdelad i tre avskilda delar med var sin ingång. Den största lokalen fanns i husets östra sida, och var länge barack för soldater. Ingången i husets västra sida ledde till kök och ett rum för officerare. Soldater och officerare åt, sov och tillbringade lediga stunder i befälshuset. Förutom två kök hade huset från början ett rum för varje befattning - såsom infanteriofficerare, konduktörer och artilleriunderofficerare. Under 1800-talet fick befälshuset rum för bokhållaren, vilket talar för att den militära administrationen utvecklades.
Kommendanthuset från sent 1600-tal är, utöver själva fästningen, den äldsta av byggnaderna som finns kvar. Kommendanten, det vill säga fästningens chef, använde huset som bostad åt sig och sin familj. Dessutom fanns expeditionslokaler. Från början fanns i husets östra del en större sal, som kan ha varit fästningens första kyrkorum. Ritningar från 1700-talet visar att det förutom bruksutrymmen fanns fyra kammare och två större salar i huset. Det har idag ungefär samma karaktär utvändigt, som det haft sedan man någon gång på 1820-talet sänkte och planade ut det kraftigt sluttande taket.
Corps de Garde, eller vaktbyggnaden, byggdes på 1760-talet men det har funnits en tidigare byggnad på platsen. Huset hade tidigare två vaktrum med varsin ingång, en för soldater och en för underofficerare. Ett corps de garde placeras ofta ovanför en fästnings huvudingång. Placeringen på Nya Älvsborg kan ha som syfte att bevaka fångarna i de näraliggande kurtinerna 9 och 11.

#### Galleri

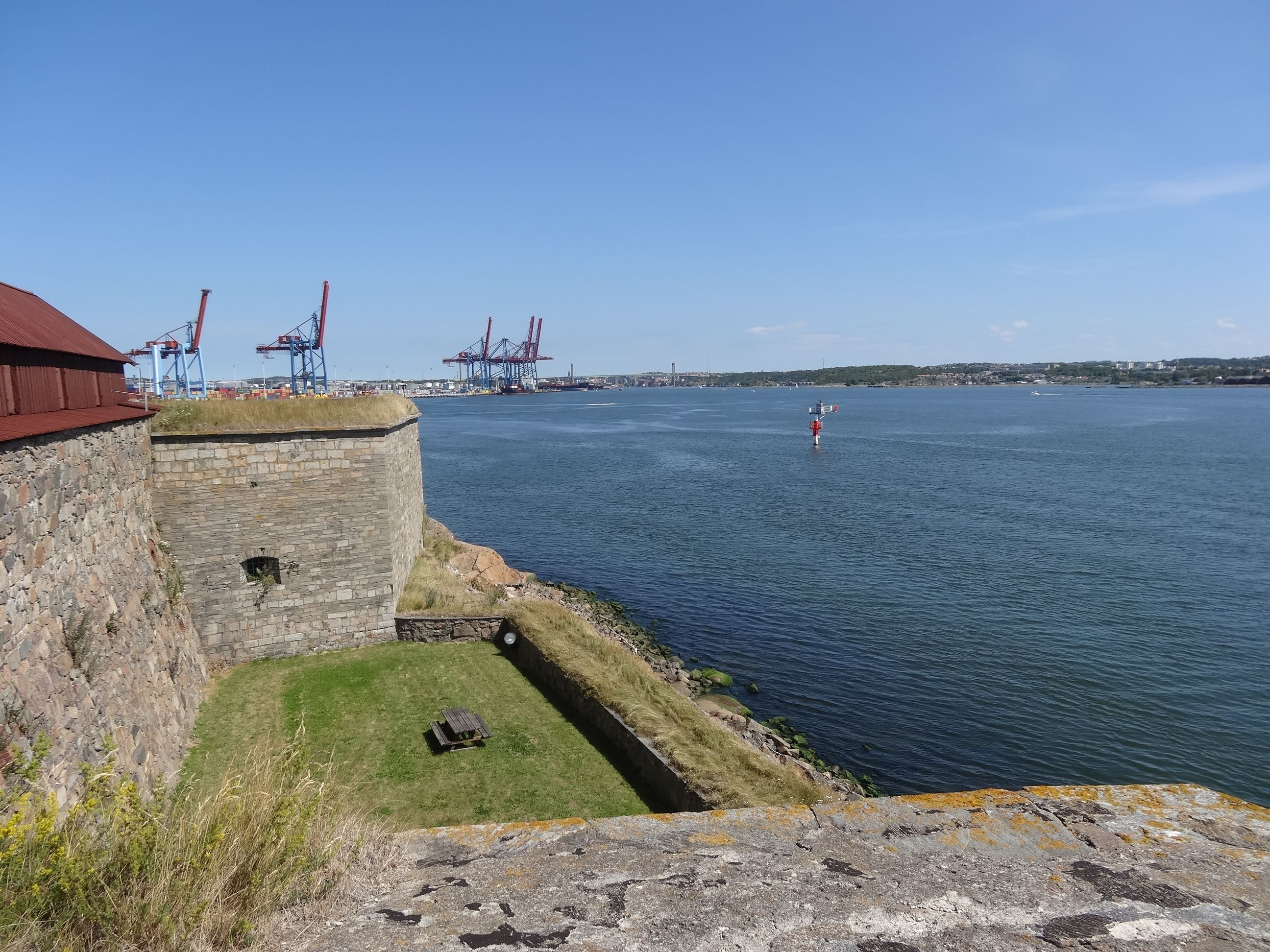
Vy från Nya Älvsborgs sydvästra bastion, Havsfrun, mot öster och Göteborg. Till vänster syns kurtin 5, med sitt skyddande fredstak. Framför kurtinen finns strandverket Stenbatteriet. Bastionen Delfins kasematterade flank syns på andra sidan om kurtinen.
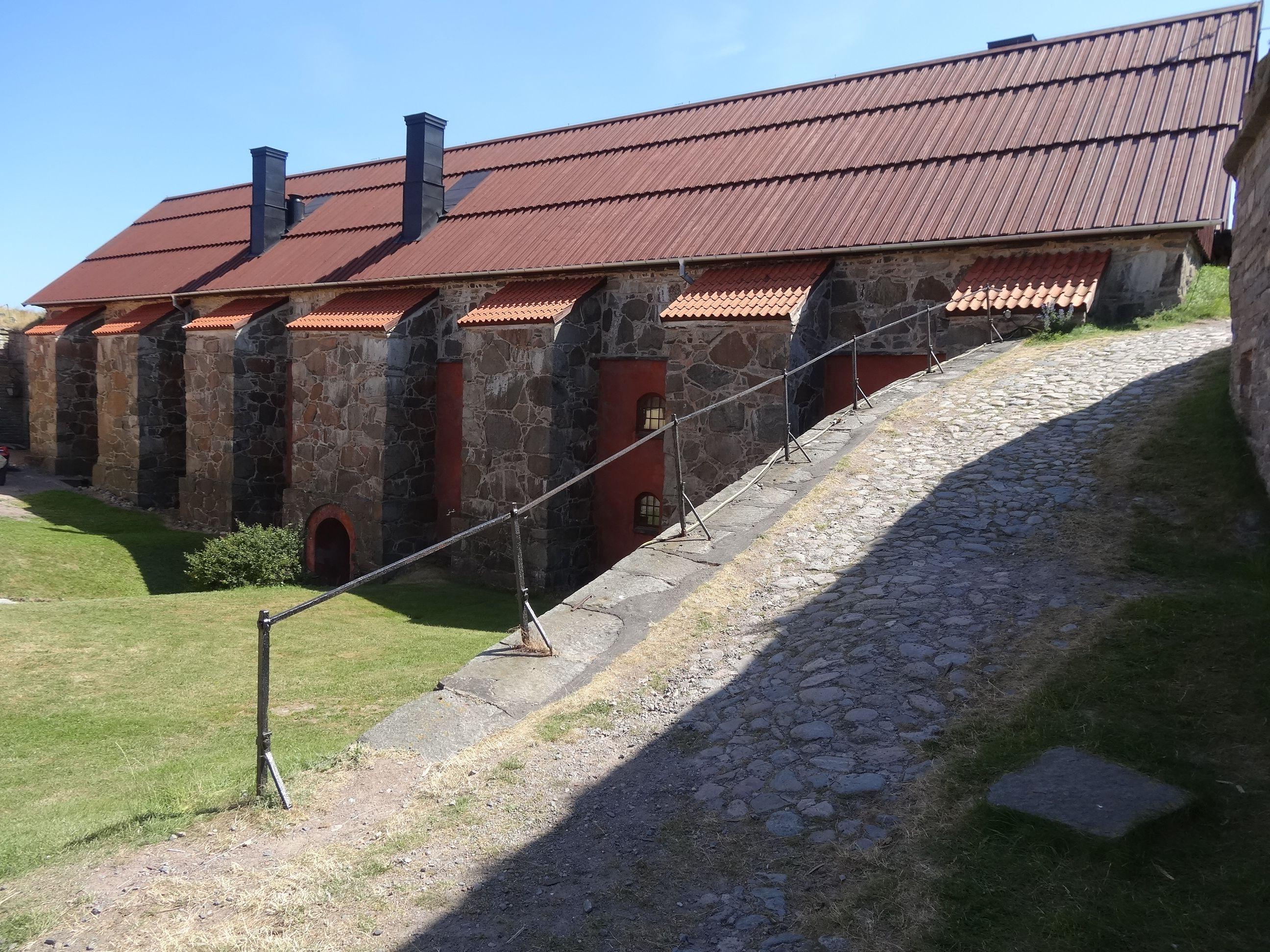
Nya Älvsborgs kraftigast förstärkta kurtin, den södra kurtin 5, sedd inifrån fästningen. Ursprungligen hade den två inre våningar för kanoner samt kanonvall överst, numera under fredstak. Kurtinen innehåller idag fästningens stora festsal med plats för upp till 130 personer. Till höger uppfart för kanoner till bastion Havsfrun.
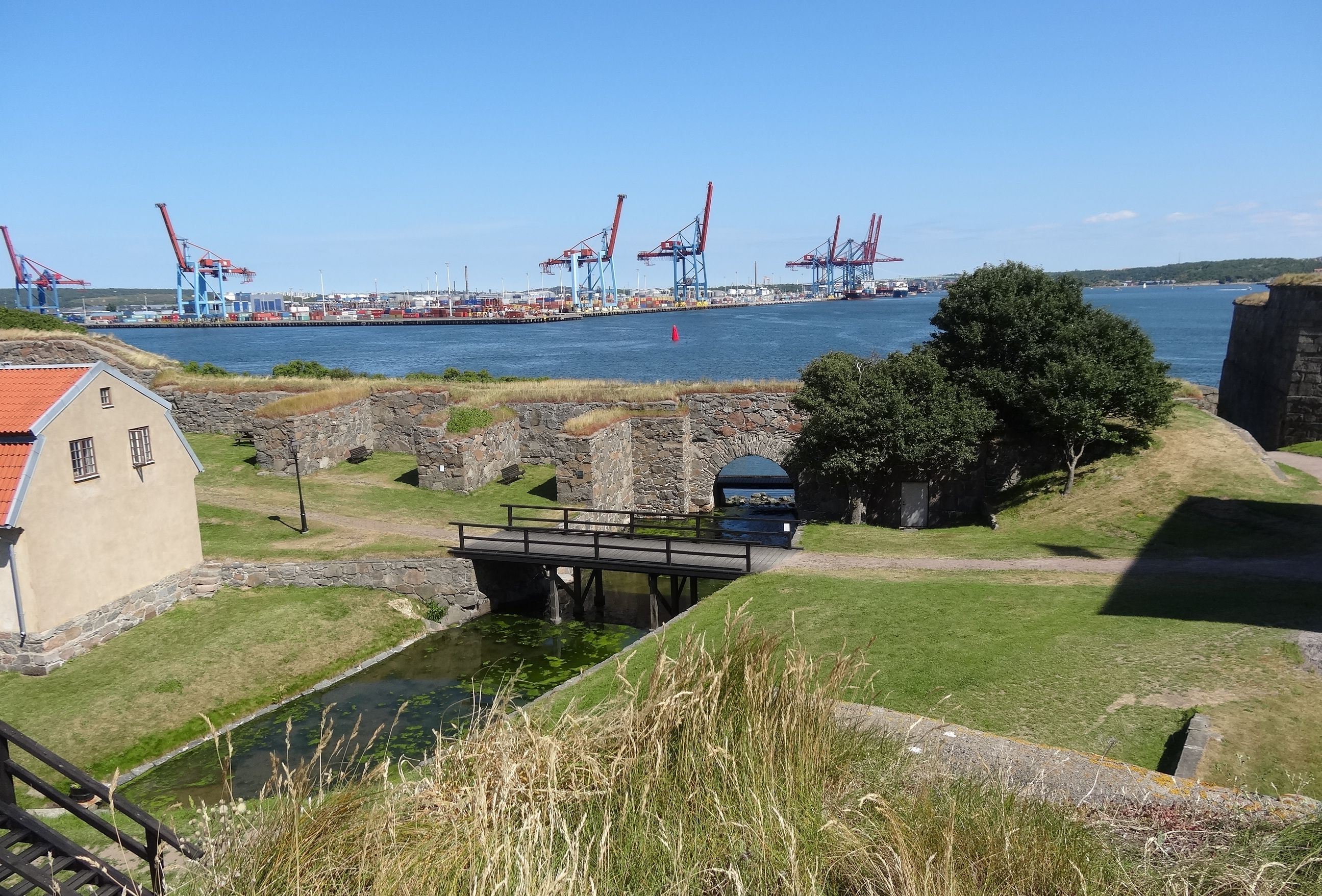
Utsikt över Inre hamnen på Nya Älvsborg från bastion Hummern. I bakgrunden Göteborgs hamns containerterminal - Skandiahamnen.
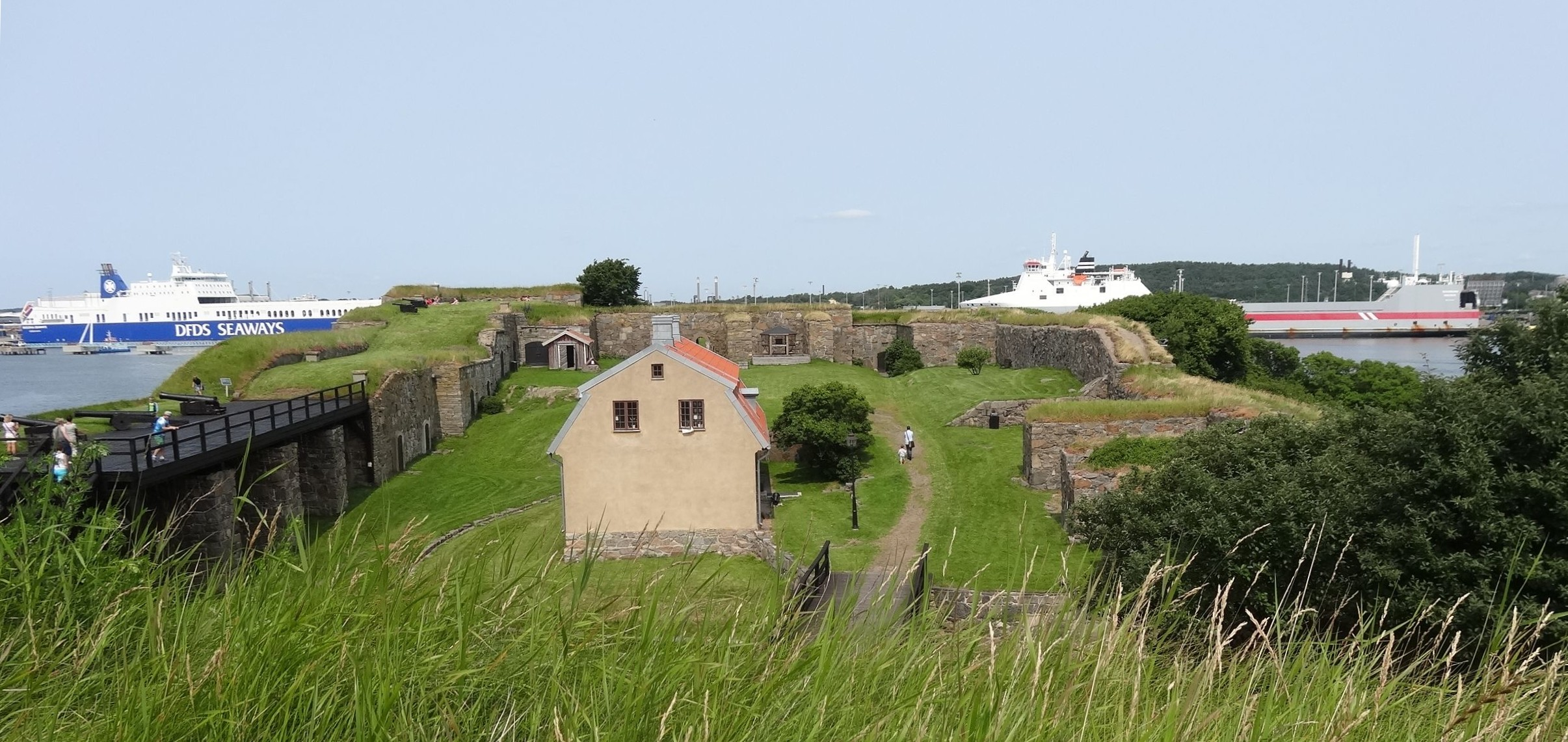
Höjdskillnaden är stor inom hornverket, här sedd från bastionsfästningens kurtin 1, mot norr. Till vänster finns det rekonstruerade batteridäcket. Bortom hornverket syns fartyg förtöjda i Göteborgs hamns näraliggande Ro/Ro-Terminal - Älvsborgshamnen.
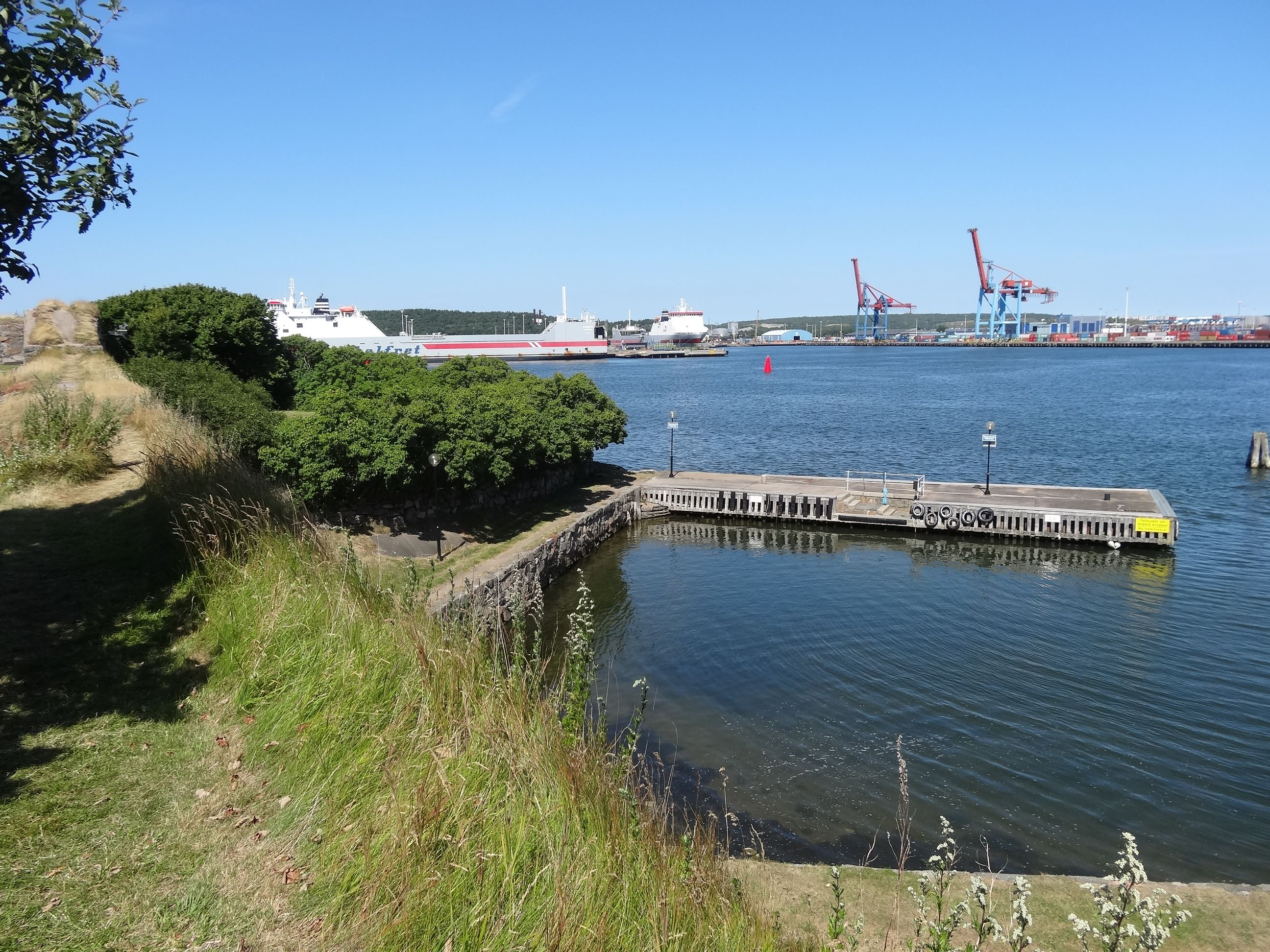
Vy mot norr utefter hornverkets östra mur, där Kommendantens trädgård utnyttjar det vindskyddade läget. Yttre hamnen till höger är förbjuden tilläggsplats för fritidsbåtar.
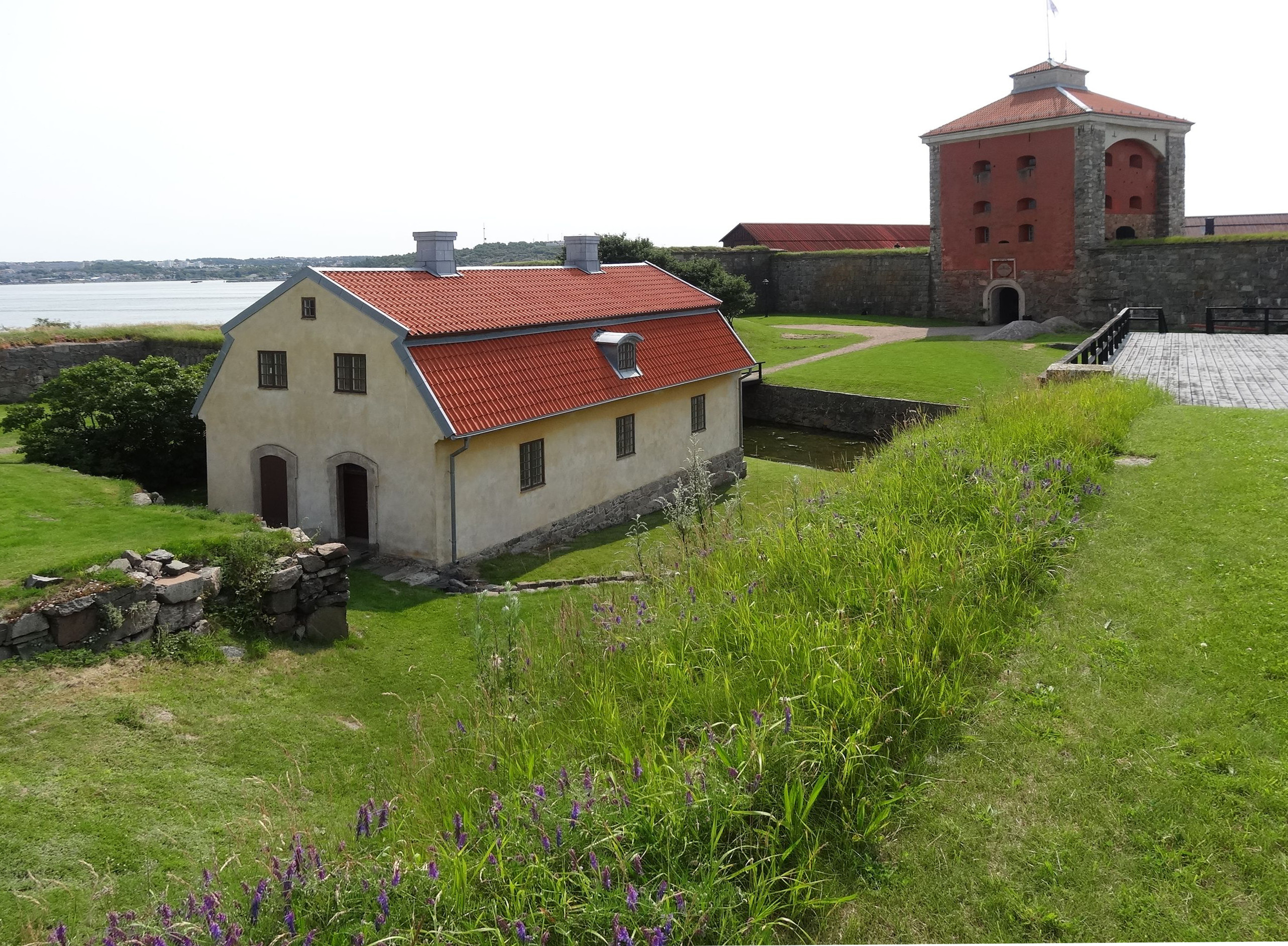
Sjukhusbyggnaden på Nya Älvsborg, nu museum.
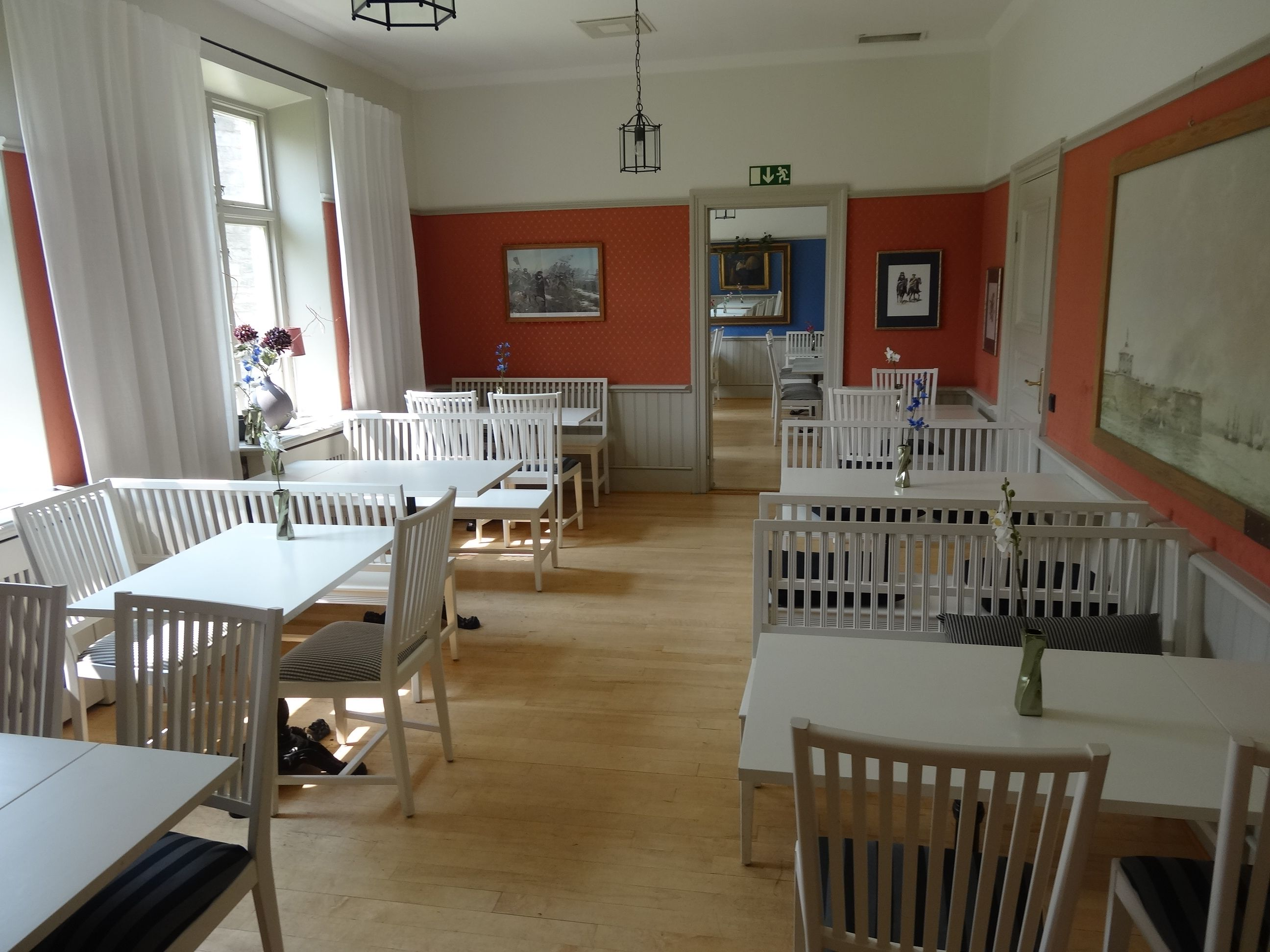
Interiör från Kommendantens Bistro, den nutida caféverksamheten i Kommendanthuset.
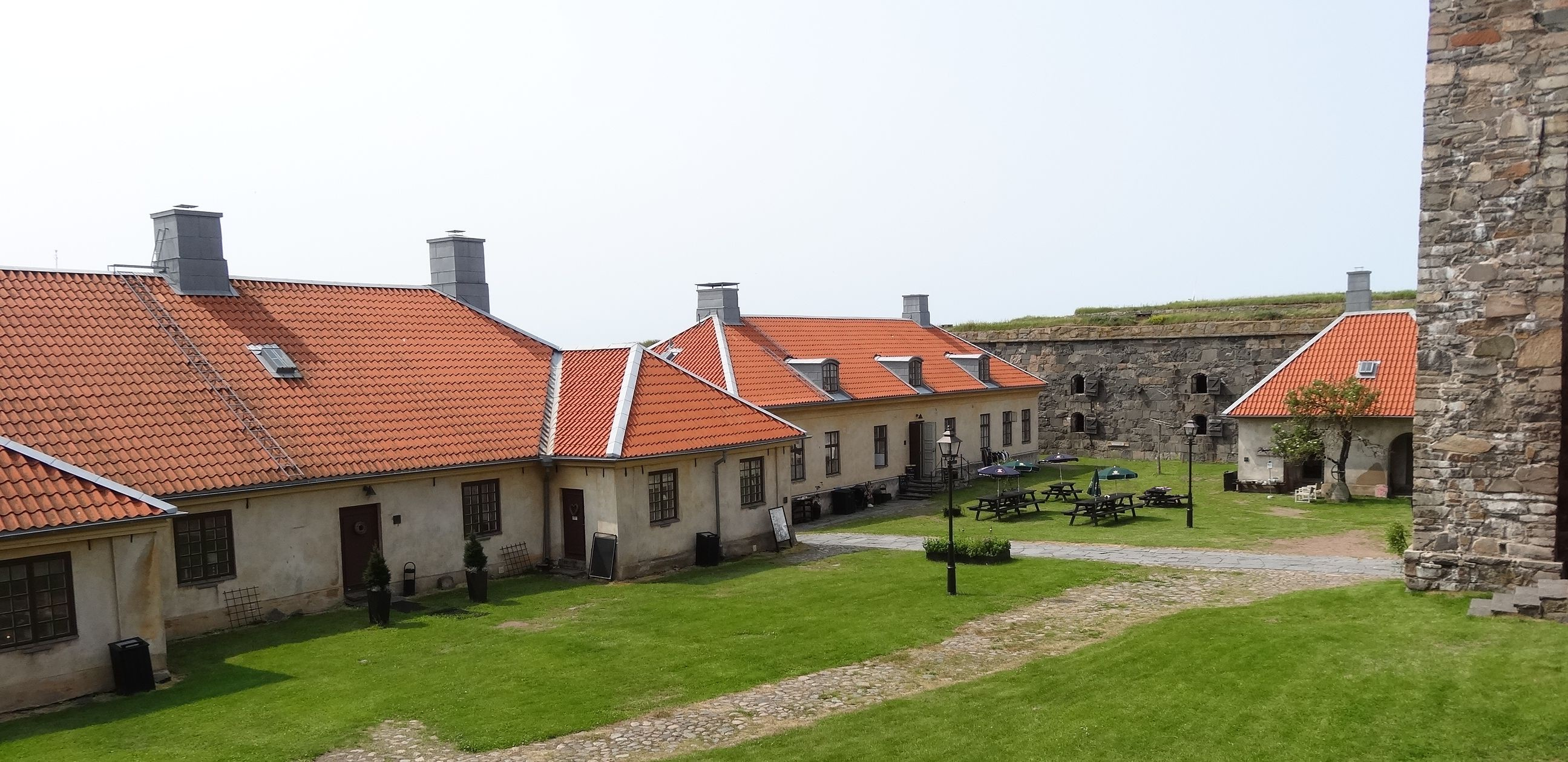
Innergården med Befälshuset till vänster, i mitten Kommendanthuset och till höger bredvid tornet Corps de Garde. I bakgrunden Kurtin 9 med ett antal fångvalv.

### Gyldenløvefejden

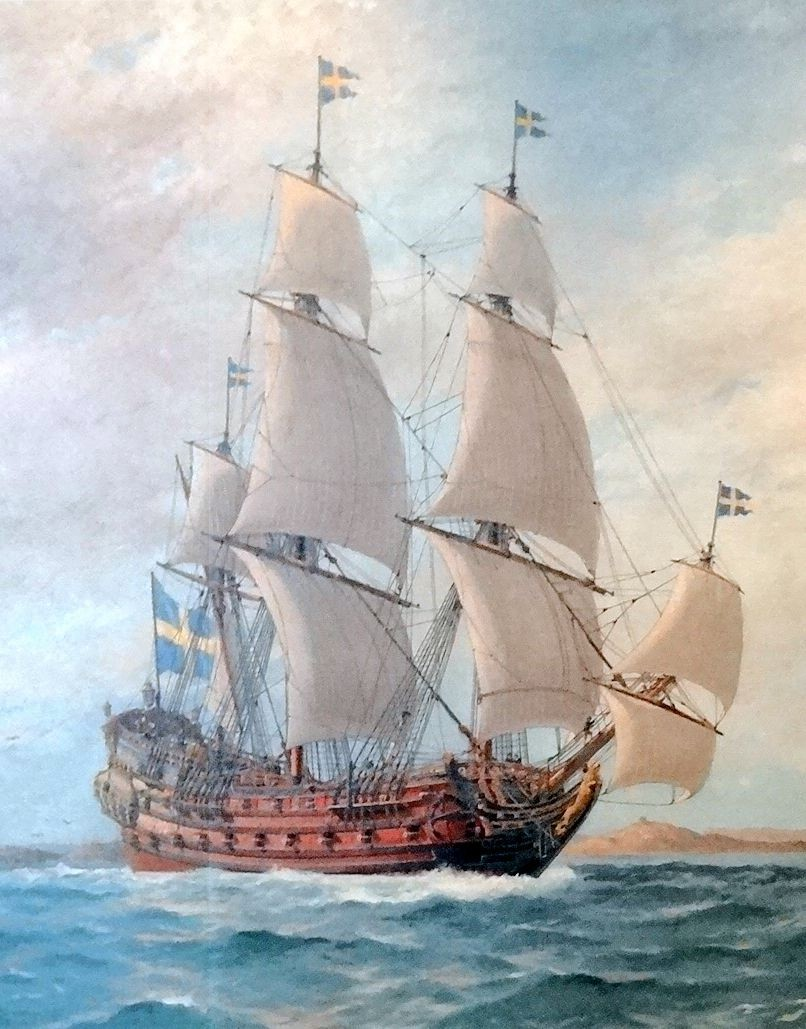
Örlogsskeppet Amarant, detalj från målning av Jacob Hägg på Sjöfartsmuseet i Göteborg.

I samband med den så kallade Gyldenløvefejden under det Skånska kriget 1675-1679 utgjorde Nya Älvsborg en del av Göteborgs försvar mot danska angrepp. Det återstod fortfarande mycket, innan befästningsarbetena kunde anses avslutade. Särskilt saknade hornverket vallgång eller plankvandring, samt bröstvärn och kanonbatterier. Samma brister fanns också på några av kurtinerna och bastionerna inom den bastionerade skansen. Nu märktes också att bastionerna hade blivit för trånga vid tidigare utstakning av försvarsverken, så att de flanker som dragits vinkelrätt mot långa kurtinlinjer, inte kunde bestryka motliggande bastionsfaser med eldgivning. Detta försvagade fästningens motståndskraft. Då den danske amiralen Marquard Rodsten den 16 juli 1676 försökte skära av Göteborg från sjösidan med sex örlogsfartyg, måste han hålla sig i skärgården utom skotthåll från Nya Älvsborg, och ankrade på Rivö fjord. Skeppet København (42 kanoner) gick då på grund vid nuvarande Köpenhamnsbådan nära Grötö och sprängdes i samband med senare svenska bärgningsförsök i luften. Då det ryktades att elva svenska fartyg var på väg till undsättning av Göteborg, lämnade Rodsten sin position i älvmynningen och seglade tillbaka till Öresund. På order av riksamiral Henrik Bjelke fråntogs Rodsten där sitt befäl, och sattes i arrest anklagad för oaktsamhet och feghet. Under sensommaren och hösten 1676 hade Rodstens efterträdare, Johan Vibe, lyckats stänga in en svensk flottstyrka som låg till ankars innanför Nya Älvsborg, däribland flaggskeppet Amarant (50 kanoner), Havfrun (46) och Wrangels Palats (44). Vibes eskader ankrade väster om fästningen på ett kanonskotts avstånd. Han försökte den 1 oktober att utnyttja den sydvästliga vinden till att skicka in brännare mot de svenska fartygen, och lyckades tända eld på ett mindre fartyg. Efter att ha gjort nya försök under nätterna till den 5 och 7 oktober hindrades brännarna bland annat med kraftig eldgivning från Nya Älvsborg. Därefter seglade Vibes eskader iväg.
År 1685 tillsattes den så kallade "General-Commissionen", bestående av bland andra fältmarskalken Henric Horn, Gustaf Oxenstierna, Otto Wilhelm Königsmark och Johan Hastfehr. Man ansåg att Nya Älvsborg visserligen var bättre än Gamla Älvsborg, men önskade att holmen "varit något större och jemnare", samt klagar även på de "små och barnsliga" bastionerna med mera. Men eftersom man inte kände till något bättre alternativ, så skulle platsen inte överges. Kommissionen säger vidare att fästningen inte kan beskjutas från fasta batterier annat än från Aspön och inte heller — "till följe af det orena farvattnet" — från fartyg under "af- och anseglande". Och lägger dom sig för ankar, "må ihågkommas, att ett stycke på landett billigt bättre är än 10 på vattnett." Eftersom man alltså inte hade ett orubbat förtroende för fästningen, beslöt man "att anlägga nya verk till staden Göteborgs försvar."
Under Erik Dahlberghs tid som chef för Fortifikationen förstärktes murarna och bestyckningen ökades från trettio till nittio kanoner. Ett starkt torn uppfördes 1686.
Det svenska artilleriet organiserades som ett artilleriregemente i början av 1690-talet, med en enhetlig ledning. För Göteborgs och Bohus län upprättades en sådan fästningsstat, vilken omfattade Göteborg, Nya Älvsborg, Ryssås (Skansen Kronan) och Gullbergs skansar samt Carlstens fästning i Marstrand. Den 13 juli 1691 besökte Karl XI fästningen, och mönstrade samtidigt garnisonen.
Generalkvartermästare Dahlbergh tycks inte ha haft några höga tankar om fästningen. I en översikt 1679 nämner han att Nya Älvsborg är ett mycket svagt verk "som ingen force kan resistera" och borde förses med ett starkt torn, samt att näraliggande Aspholmen borde sprängas bort, eller planeras. Under 1690-talet fick Nya Älvsborg förfalla, fram tills 1697 då de avbrutna arbetena på hornverket återupptogs.
I ett yttrande över rikets fortifikationer 1697 anmärkte Dahlbergh att Nya Älvsborg "med så små Bastioner och Wärck är anlagdt att därutj intet rum är sig tillbörligt att waria, och af den orsak Profilerne så swage att man fast kan skiuta in igenom det ena werket och uth igenom det andra, det där befindtliga tornet icke heller sin rätta defension kan giöra. Så att denna ort mycket wäl behöfdes kastas i en annan Form". Han ansåg fortfarande att Aspholmen borde "med ett lijtet werk fattas" och för övrigt sprängas bort. I en skrivelse år 1698 nämer han att förutom de tidigare synpunkterna så har mycket lite arbete utförts på fästningen och dessutom "...- hafwandes oförgripligen warit bättre, att Gamble Elfsborgh hade blifwit i sitt Esse ståendes." Hans misstänksamhet kan ha bottnat i vissheten om att fästningen troligen inte skulle stå emot en angripare som helt behärskade sjön. Något eldunderstöd från land kunde man inte räkna med, på grund av för stora avstånd. Uthålligheten hos fästningen var beroende av egna sjöstridskrafter.
| ”                                                                                                 | det wilkor wara nu för tijden att Tornet, Hornwärket (som aldeles utan Batterier och nogon deffension är), Sielfwa Fästningzmurarna och alla hwalfwen antingen skola förstärckias så att dhe fientligit anfall kunna resistera, eller och hela wärket medh en ny dessein förbättras, emedan Kongl. Maij:tt elliest åhrligen stora omkostningar anwänder detta gambla och obeständiga att underhålla, som doch av sig sielf nederfaller, ty alla murarna äro medh steen å kant merendelss utan nogon doucering (lutning) uppmurade och intit hwalfw så förssedt, att krut och ammunition säkert för Bombar kan förwaras, hwilket mäst är att befara, så länge på Asphomen (hwilken allenast 250 alnar ifrån denna Fästning belägen) icke blifwe nogot ansenligit werk anlagt eller och högsta delen af berget bårtsprängt, hwarunder nu 1 000:de man kunna stå förtäckte, att icke en man härifrån kan sees - - | „ |
| – Skrivelse år 1697 från Nya Älvsborgs kommendant Nils Posse af Säby överstelöjtnant och friherre | |   |

I samband med krigsrörelserna 1698 i Ryssland och Polen, där man misstänkte att de båda planerade att anfalla Sverige, skyndade sig Göteborg att öka garnisonen samt att se över befästningarna. Regeringen anslog därför 5 000 daler silvermynt år 1700 till Nya Älvsborg sedan kommendanten, överstelöjtnant Nils Posse, anmält att hornverket borde förses med batterier, eftersom "icke ett skott från dess två linier eller bastioner kunde göras." 1701 var Nya Älvsborg "i tämlig defension".
För att hantera tullkontrollen i Göteborg fanns så kallade besökare. Dessa var tulltjänstemän, ursprungligen stationerade vid Gamla Älvsborg, som skulle besöka fartyg och göra stickprovskontroller. I slutet av 1600-talet förlades i stället en tulljakt till Nya Älvsborg. Besättningen utgjordes 1699 av en överbesökare, en jaktlöjtnant och fyra båtsmän, som också var besökare.
Den 14 januari 1713 fick Bengt Wilhelm Carlberg fullmakt som konduktör på Nya Älvsborg, han blev senare känd som fortifikationsofficer och stadsingenjör i Göteborg.

## Galleri

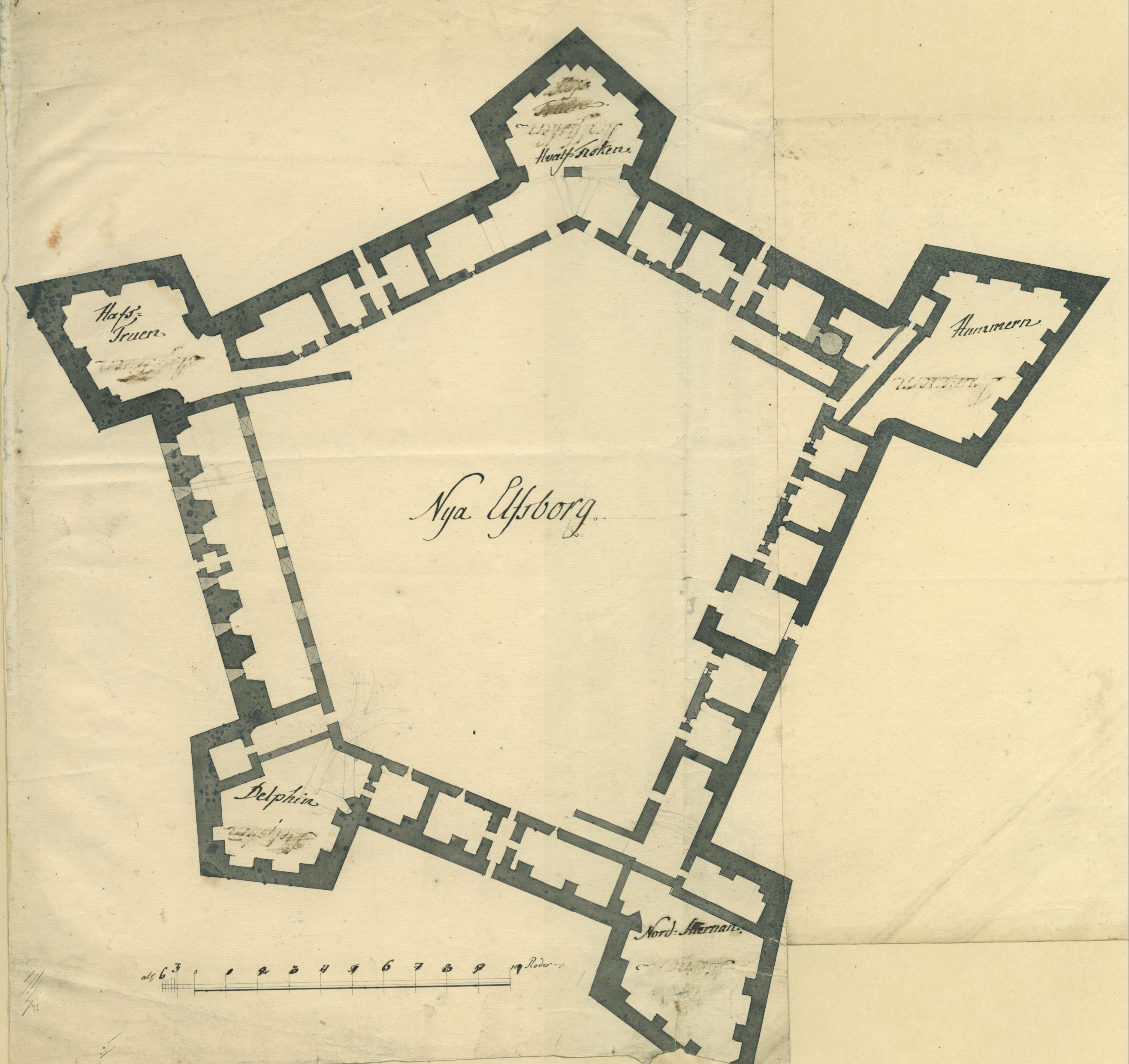
Ritning över den femhörniga bastionsfästningen Nya Älvsborg, år 1679. Yttermurarna är förstärkta i de förväntade anfallsriktningarna väster, uppåt på kartan, och söder.
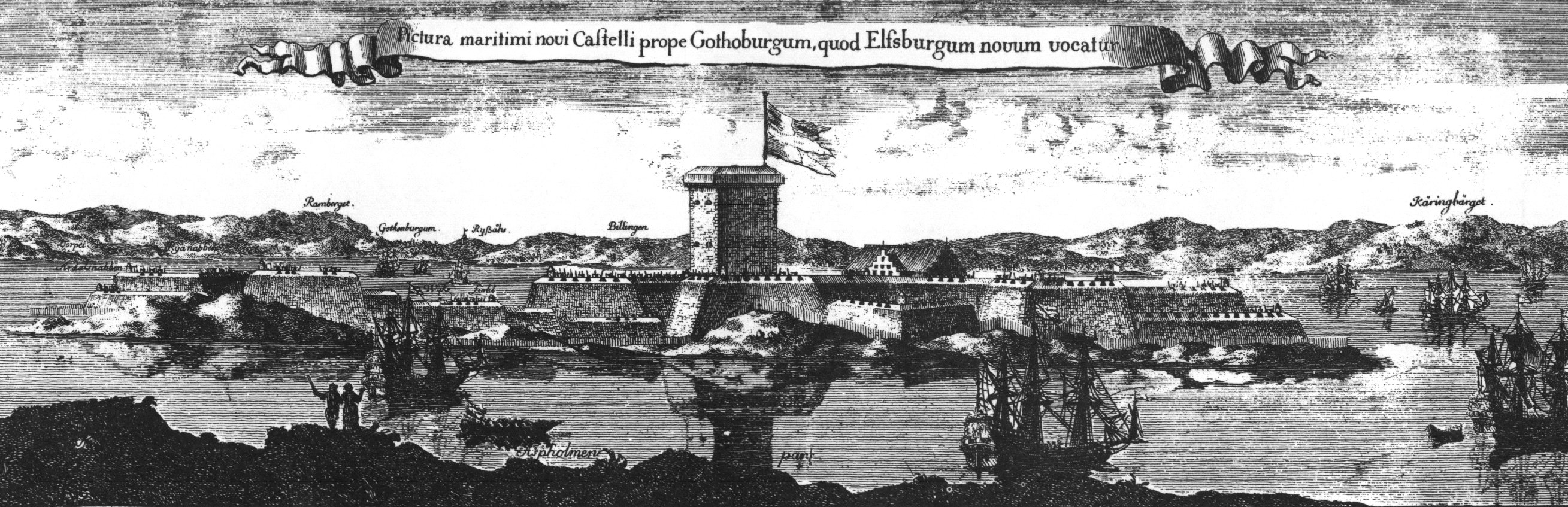
Etsning av Nya Älvsborg sedd från Stora Aspholmen i Erik Dahlberghs, Svecia Antiqua et Hodierna
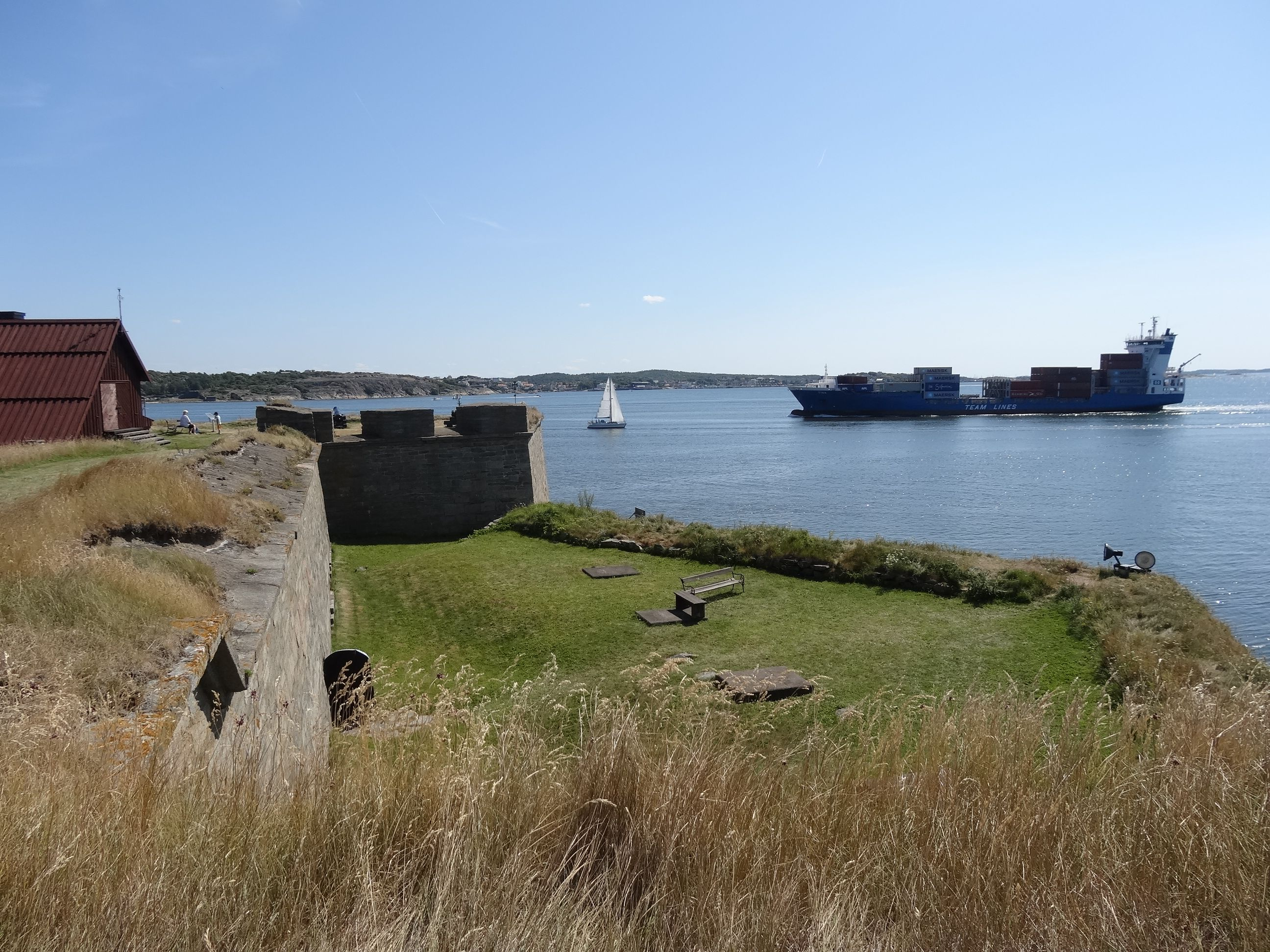
Utsikt mot söder från den västra bastionen, Valfisken, och den livliga fartygstrafiken i Göteborgs hamninlopp. Framför kurtin 7 till vänster ligger ravelin Rosenlund, och bortanför den finns fästningens sydvästra bastion, Havsfrun.
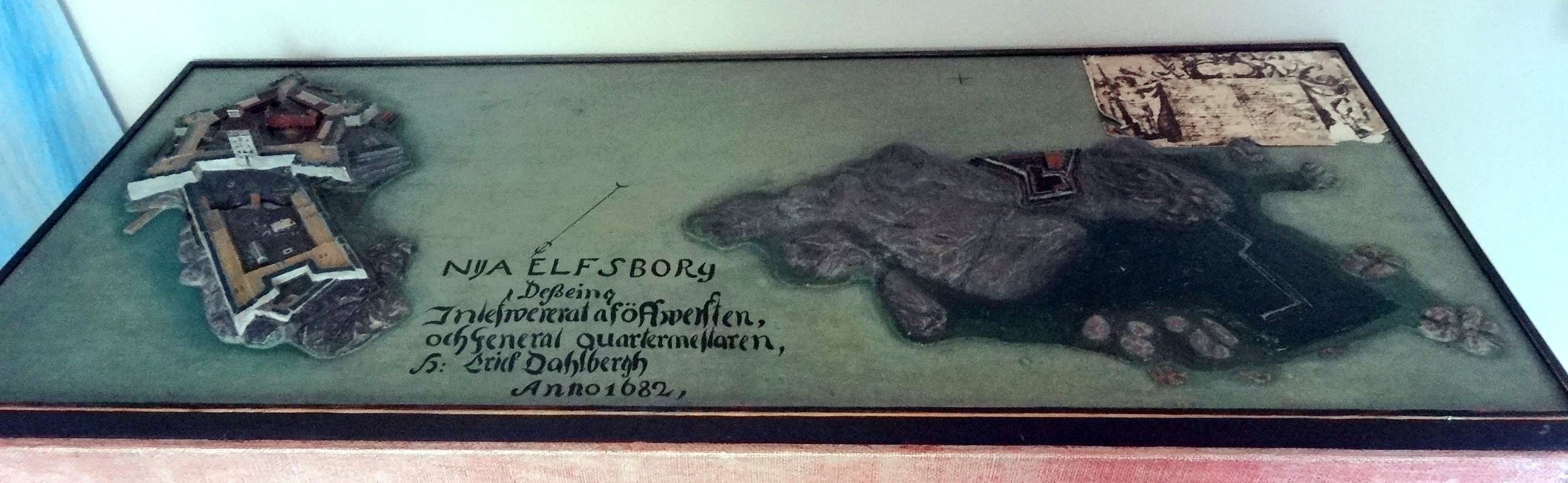
Trämodell av befintliga och planerade försvarsverk på Nya Älvsborg och Stora Aspholmen, sett från Hisingen. Kopia av original tillverkat av David Lydinghielm år 1682.
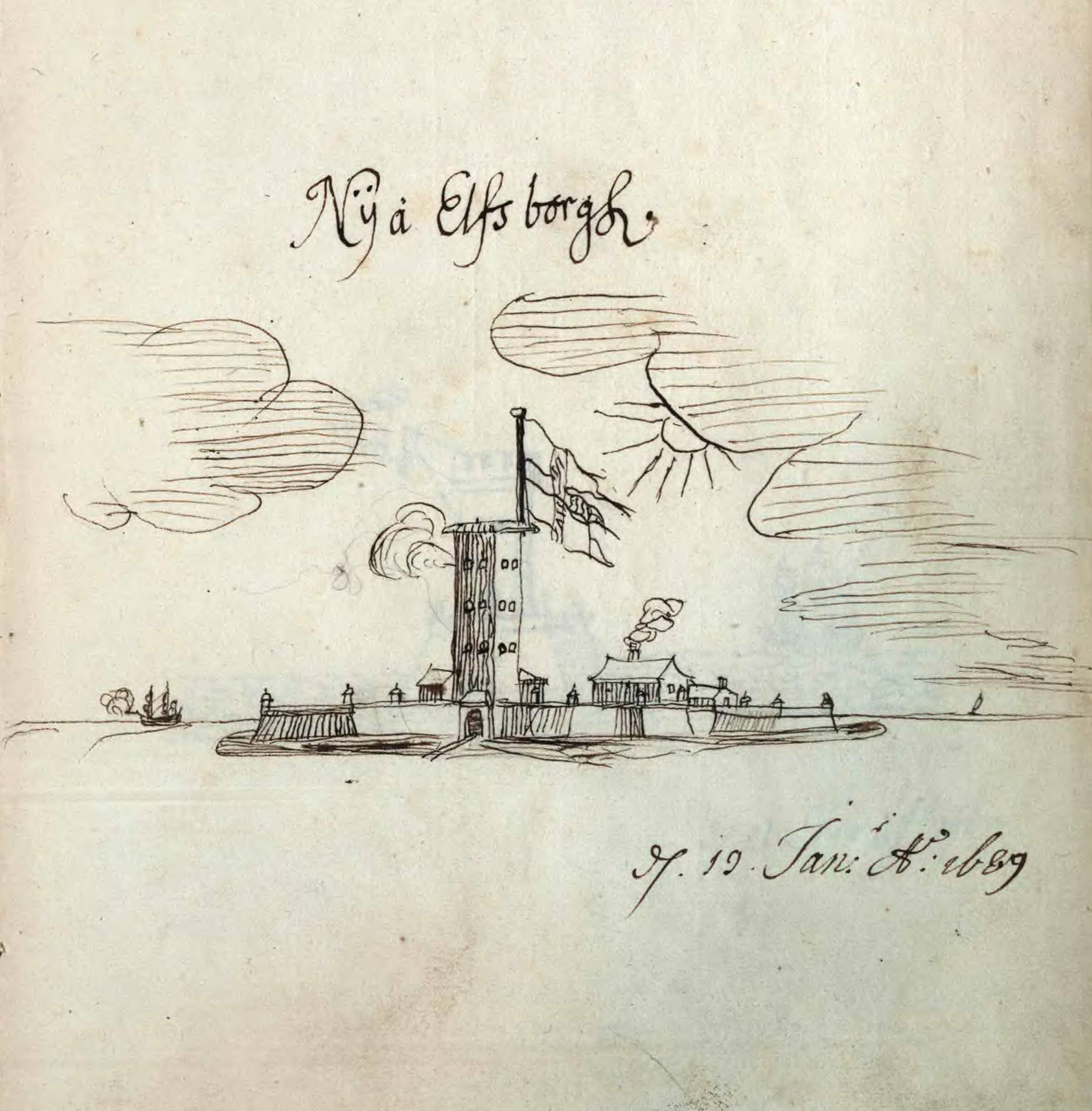
Teckning av Nya Älvsborg av Karl XII år 1689.

### Stora Nordiska kriget

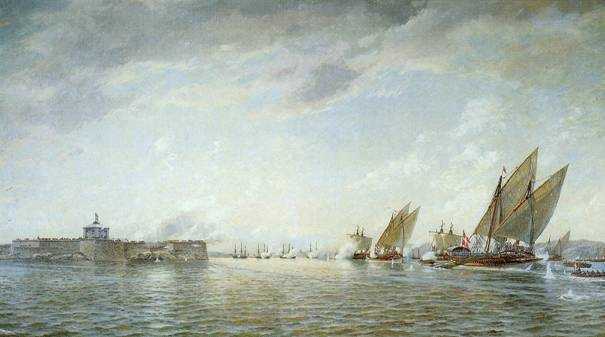
Tordenskjolds eskader seglar på morgonen den 3 maj 1717 ut från Göteborgs hamninlopp förbi Nya Älvsborg, sedan hans anfall mot Nya Varvet under natten slagits tillbaka efter 5 timmars eldgivning. Målning av Jacob Hägg, Sjöfartsmuseet, Göteborg

Den 2 maj 1717 försökte den dansk-norska chefen för Kattegatteskadern Peder Tordenskjold obemärkt ta sig förbi Nya Älvsborg och anfalla den Göteborgska eskadern vid Nya Varvet som leddes av Olof Strömstierna. Styrkan bestod av 36 krigsfartyg och 60 handelsfartyg. Anfallet misslyckades dock och då Tordenskjold retirerade efter fem timmars strid, besköts han av Nya Älvsborgs kanoner, strandbatterier och svenska fregatter på Göta älv. Tordenskjolds förluster blev; tre galärer, 52 man döda och 119 sårade. Överste Gustaf Gadde var då kommendant på Nya Älvsborg. Han ansågs vara en av Karl XII:s tappraste officerare, och hade varit med vid Narva, Klissow och Holovzin.
Gadde begärde nu att få 50 skeppspund fyrkantsjärn, som skulle huggas i bitar för att användas i kanonerna, "...för att spela efter tackel och tåg samt efter manskapet på de fientliga galejorna, om något försök göres mot fästningen." Dessutom "40 eller 50 tolfter groft timmer att öfverkläda brunnar m. m., samt 24 tolfter plank till betäckning öfver kruthvalfven."
I slutet av mars 1719 förlade Tordenskjold en blockadeskader utanför Nya Älvsborgs fästning. Kommendanten i Göteborg, livländaren, överstelöjtnant J.R. von Trautvetter, sände då ilbud till överste von Mentzer på Öresten med begäran att denne omgående skulle uppbåda Älvsborgs regemente och sända det till Göteborg och kringliggande fästen, vilket även skedde. Den 2 april övertog von Mentzer kommendantskapet i Göteborg, och till Nya Älvsborg förordnades överstelöjtnanten vid Älvsborgs regemente Jean-Abraham Lillie som kommendant och fick med sig dit regementet norra Kinds kompani under kapten Nils Belfrage och södra Kinds under kapten Gunnar Bökman.
20 juli 1719 återkom Tordenskjold med sin eskader - bestående av 7 linjeskepp, 2 fregatter, 4 skottpråmar, 2 flytande batterier samt 6 andra fartyg - och vid niotiden på kvällen lyckades han placera 36 stycken 16-pundiga mörsare på Stora Aspholmen som ligger strax nordväst om Nya Älvsborg. Han placerade också fyra grova mörsare på den intilliggande Lilla Aspholmen. Samma kväll öppnades eld och den fortsatte dagen därpå, då även elva danska fartyg besköt Nya Älvsborg. Fästningen hade vid tillfället dåligt med förråd och en liten garnison, två kompanier ur Älvsborgs regemente och två kompanier värvade saxare, totalt cirka 330 man. Därav ett femtiotal från artilleriet - 2 löjtnanter, 4 underofficerare, 1 arklibetjänt och omkring 50 meniga. Trots detta faktum vägrade kommendanten överstelöjtnant Johan Abraham Lillie att ge sig. Innanför fästningsön fanns även ett flertal uppankrade svenska örlogsfartyg och kaparfartyg i en andra försvarslinje.
Beskjutningen fortsatte då under natten och hela följande dag. Under natten till den 24 förde Georg Bogislaus Staël von Holstein, överstelöjtnant vid Skaraborgs regemente, fyra kanoner och en 40-pundig mörsare från Göteborg till Arendal på Älvsborgsfjordens norra strand. Två batterier uppfördes, och därmed kunde svenskarna öppna eld tidigt nästa morgon mot Tordenskjolds flotta. Tre svenska skepp gick då till attack mot Aspholmarna, som erövrades. Danskarna utrymde därmed de intagna ställningarna och retirerade med sina fartyg. Det var dock inte Tordenskjold själv som drog sig tillbaka med oförrättat ärende; redan dagen före hade han överlämnat befälet till kommendörkapten Fredrik Hoppe och farit tillbaka till Marstrand för att kunna närvara vid Fredrik IV:s planerade besök. Kvar på Lilla Aspholmen blev fyra 60-punds mörsare, mörsarepråmen "Rumpelös", 60 bomber, tre tunnor krut samt "några spadar." Den danske kungens namnchiffer prydde mörsarna, och under lång tid var de utställda som troféer uppställda på Stora torget i Göteborg. De svenska förlusterna på Nya Älvsborg blev: underkommendanten major Güttrej, en löjtnant och 70 döda samt många sårade, däribland Lillie själv. De stupade kunde inte få en sedvanlig begravning, därför att båtar saknades samt att strömmen vid tillfället var mycket stark. Enligt anteckning i slottförsamlingens kyrkobok blev två officerare och tjugosex man istället kastade i sjön, sedan de vanliga begravningsceremonierna utförts över dem. Denna skändliga handling upprörde många, och slottspastor John G. Lysells lär ha suckat: "Uppgiften kändes tung".
Lillie returnerade ett brev från Tordenskjold med hälsningen att: "... om herr schoutbynachten hade något att andraga, skulle han vända sig till guvernören i Göteborg; ty från Elfsborg ämnade man svara honom endast med eld." Då skickade Tordenskjold ett bud med en muntlig hälsning, med innebörden att "eftersom Gud gjort de danska vapnen lyckliga, så hade han sin konungs befallning att även inta Älvsborg, och före det inte lämna." Han lade även in ett beröm: hvarav hele verlden maatte have at sige, så kunde fästningen till besparande af blodsutgjutelse med heder genast uppgifvas. Lillie svarade att han med Guds hjälp tänkte försvara den fästning som drottning Ulrika Eleonora anförtrott honom; ... att gifva upp en fästning, som kan försvaras, är alltid ett skälmstycke, och vill herr schoutbynachten spara blod, så är säkrast, att han går sin väg igen, emedan man på Elfsborg är fast resolverad att till dess försvar låta sista blodsdroppen rinna, hvaraf herr Tordenskiold torde sluta, att han aldrig mer bör nämna kapitulation eller sända flera bud, ty man tänker ej vidare respectera hvit flagg eller trumpet, utan låta skjuta i grund ehvad fartyg som härefter förekommer.
Den svenske kaptenen Anders Fischer var fortifikatoriskt biträde till överstelöjtnant Johan Lillie, och skrev en samtida redogörelse över händelsen, Kort Berättelse om Attaquen som skiedde af den Danska Flottilien uppå Castellet Ny-Elfsborg. De inledande raderna lyder: "D. 20 Julij år 1719 Kom den Danska Flottilien från Marstrand som beståd utj 10 st Fregatter och Pråmar 3 ne Gallers [galärer], 1. Bombardier Galjot: och 50 a 60 st. Proviant och Ammunitions Skiep och lade sig utom Canon skott under Fästningen Ny Elfsborg. 21 dito om Morgonen kommo åtskillige Schlupar och recongniserade emellan Holmarne samma Dag om aftonen Kl. 5 a 6 drogo de sig nermare under Fästningen och rangerade sig..."
Lillie skrev den 28 juli till magistraten i Göteborg och tackade både myndigheten och borgarna "... för visad benägenhet mot fästningen, garnisonen och honom sjelf, önskande att kunna sådant efter åstundan aftjena."
Två ordspråk om släkten Lillie figurerade under lång tid i Göteborg, dels gällande Per Lillie som var farfars bror till den senare Lillie och kommendant på Älvsborg 1645: "Låt honom komma, sade Per Lillie; han ska bli välkommen, sade Jan Lillie om de danske." Det andra och senare lyder: "De danske plocka inga svenska Lillier." I ätten Lillies vapensköld, har Nya Älvsborg utnyttjats som heraldiskt motiv. Dels finner man en fästningsfyrkant med fyra havomsköljda bastioner, dels två korslagda kanoner närmast över fästningsmotivet. Dessutom kan troligen även de sex röda kanonkulorna – tre på vardera sidan om en blå krönt obelisk mot guldgrund – ses som ett minne från den fruktansvärda kanonad som Lillie och hans bussar fick utstå.
Efter att ha inspekterat försvarsanstalterna i Strömstad på hösten 1717, anlände Karl XII till Göteborg den 20 september, och besiktigade samma dag eskadern. Han inspekterade även Nya Älvsborg och Billingen, Gamla och Nya Varven "till att se, varest de danske attakerat förliden maj månad."
Blockaden av Göteborg fortsatte, och Tordenskjold låg kvar med sina galärer i skärgården under hösten 1719. Natten till den 27 september upprepade han försöket från 1717, och försökte i småbåtar tränga förbi Nya Älvsborg in till flottbasen Nya Varvet. Nu lyckades han bättre men fick bara med sig ett svenskt fartyg, de övriga sattes i brand. Den 27 oktober 1719 ingicks vapenstillestånd, och fred slöts med Danmark 22 juni 1720.
Personalen på fästningen bestod den 1 juli 1719 av: fortfikationsstaten: 1 mantalsskrifvare, 1 timmerman, 1 smedgesäll, 1 murgesäll, 1 konduktör; av slottsstaten: 1 vaktmästare, 2 arrestanter, 1 proviantmästare; av artilleriet: 40 man, 2 löjtnanter, 4 underofficerare, 49 gemena och 1 arklibetjänt; av Sachsiska regementet: 85 underofficerare och gemene. Den 1 augusti endast 71 man; av Älvsborgs regemente: 107 underofficerare och gemene. Den 1 juli tillkom 94, av vilka den 1 augusti återstod 184. Den sammanlagda styrkan under belägringen har därför troligen inte överstigit 350 man.

#### Galleri

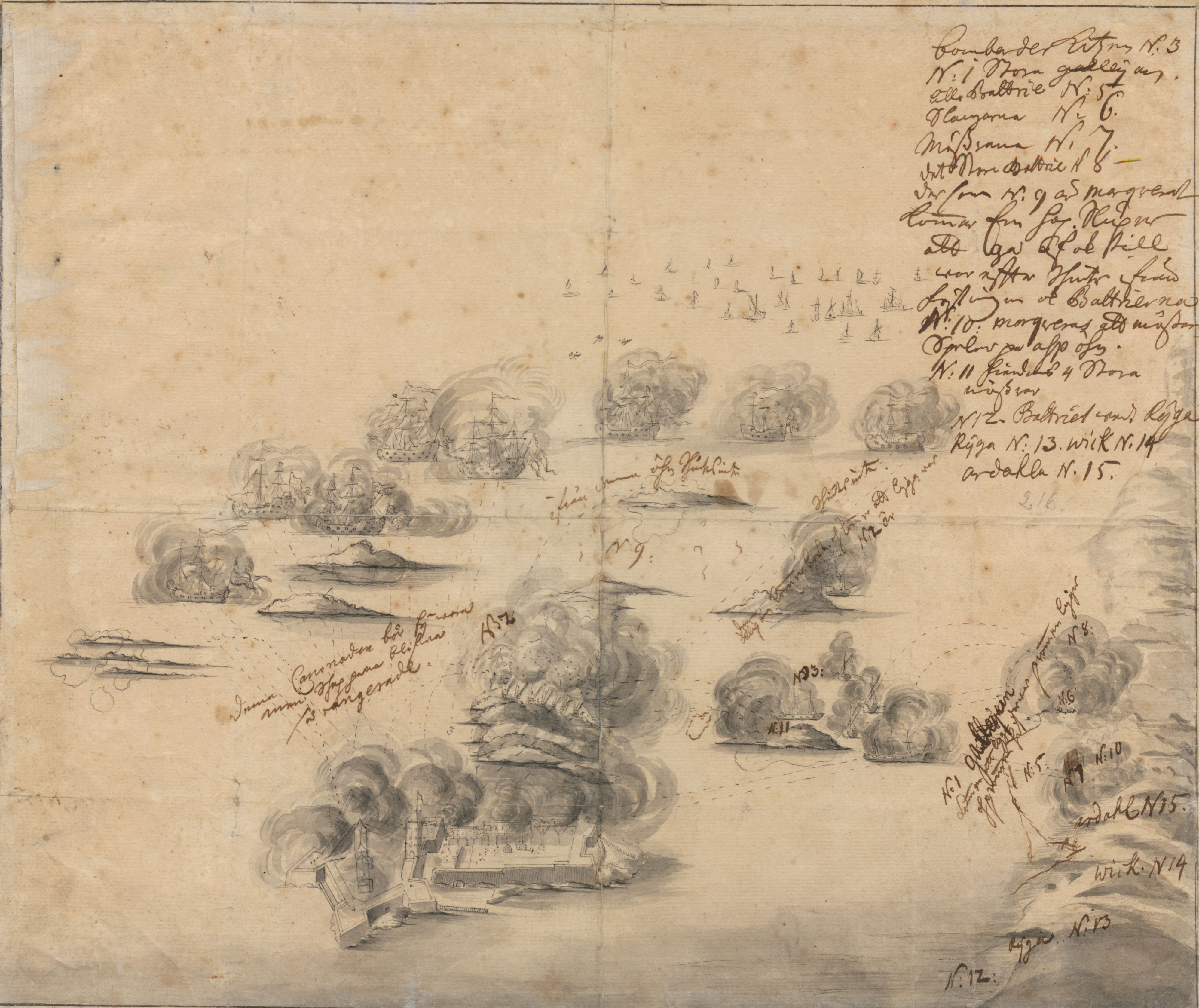
Samtida teckning av Tordenskjolds anfall på Nya Älvsborg i juli 1719.
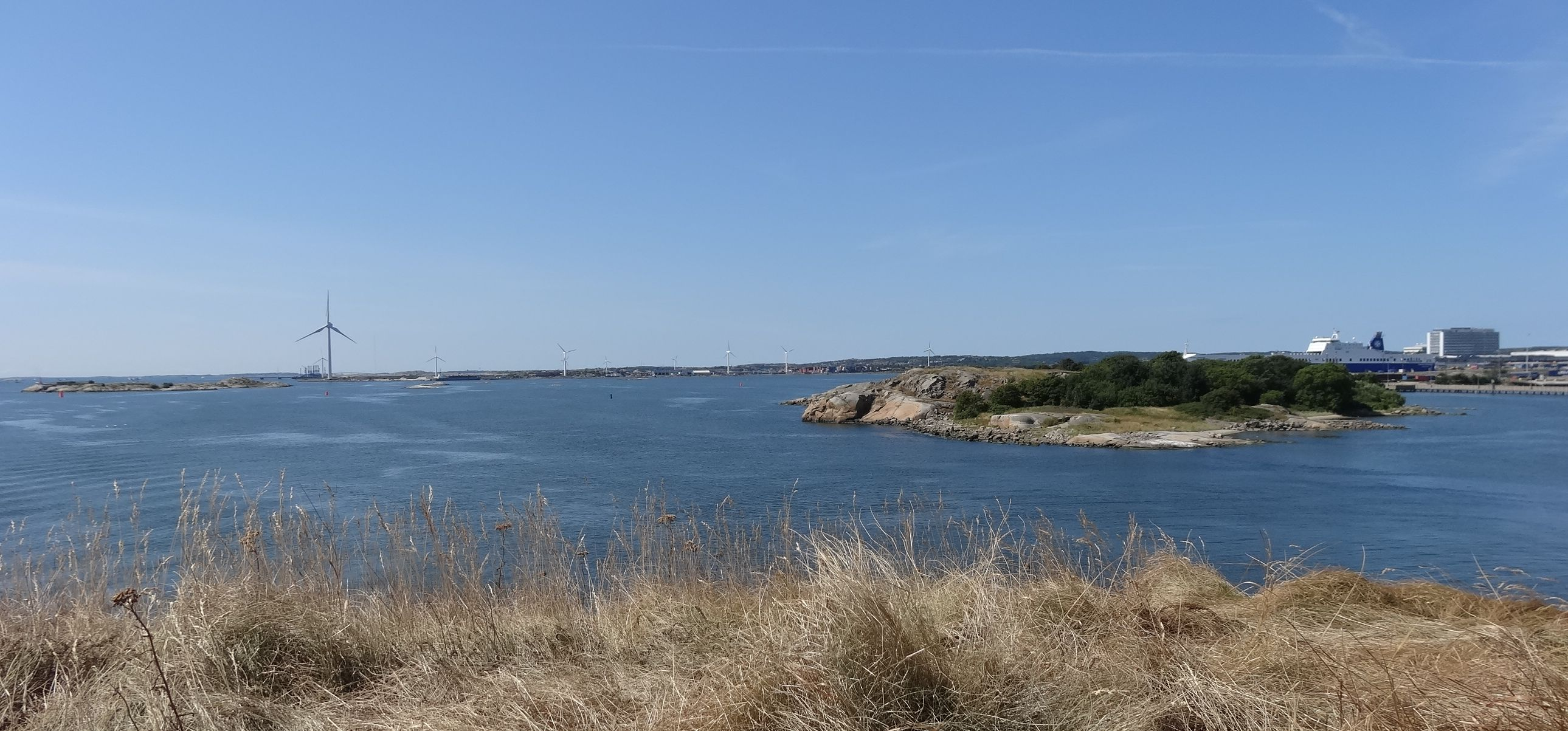
Utsikt mot väster från Nya Älvsborgs nordvästra bastion, Hummern. Cirka 200 meter bort ligger Stora Aspholmen. Fartyget till höger är förtöjt vid Arendal.
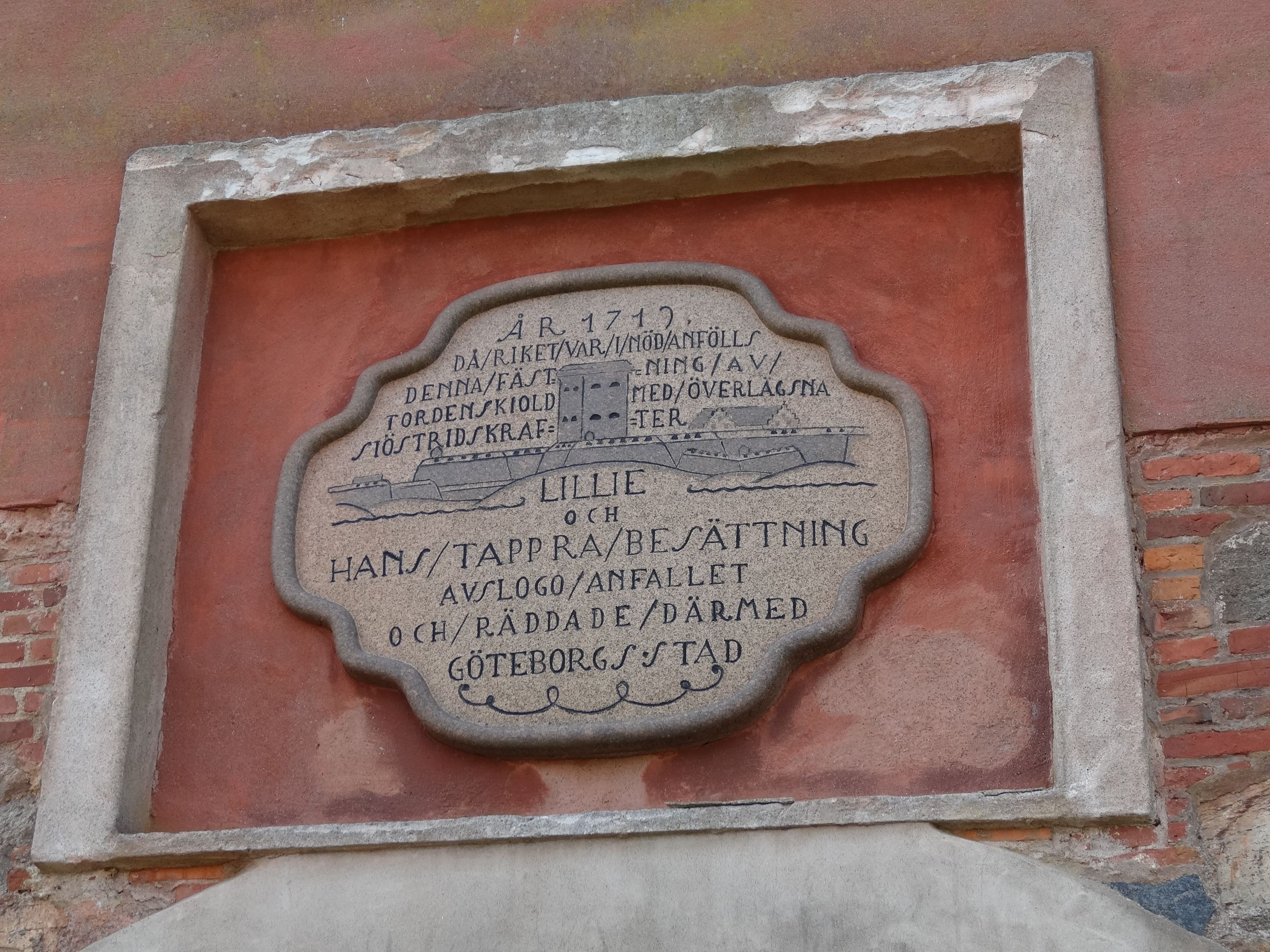
Minnestavla över försvaret av Nya Älvsborg. Uppsatt över ingången till fästningen som 200-års minne år 1919.
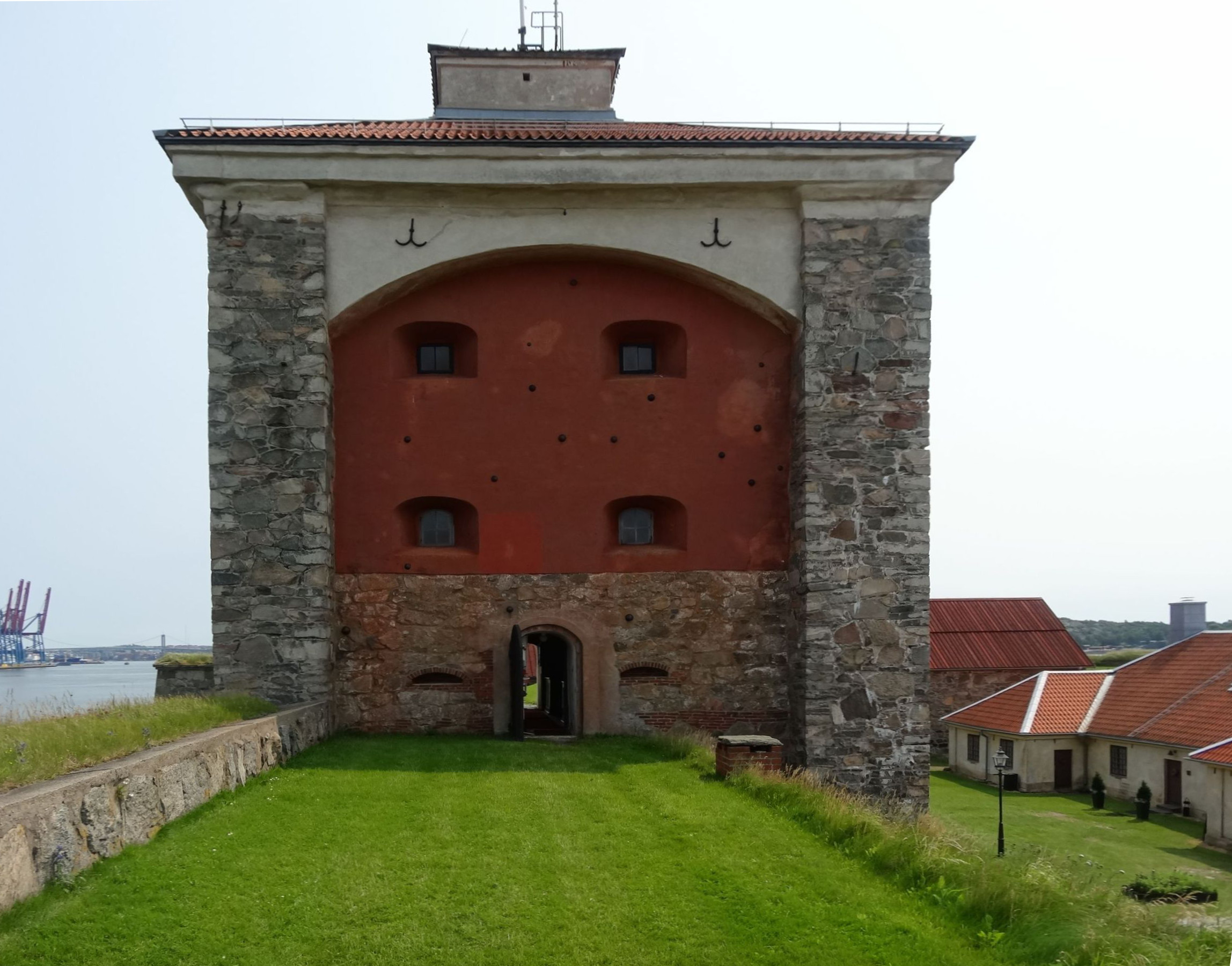
I västra tornväggen syns fortfarande inskjutna kanonkulor från anfallet 1719.

### Efter 1720

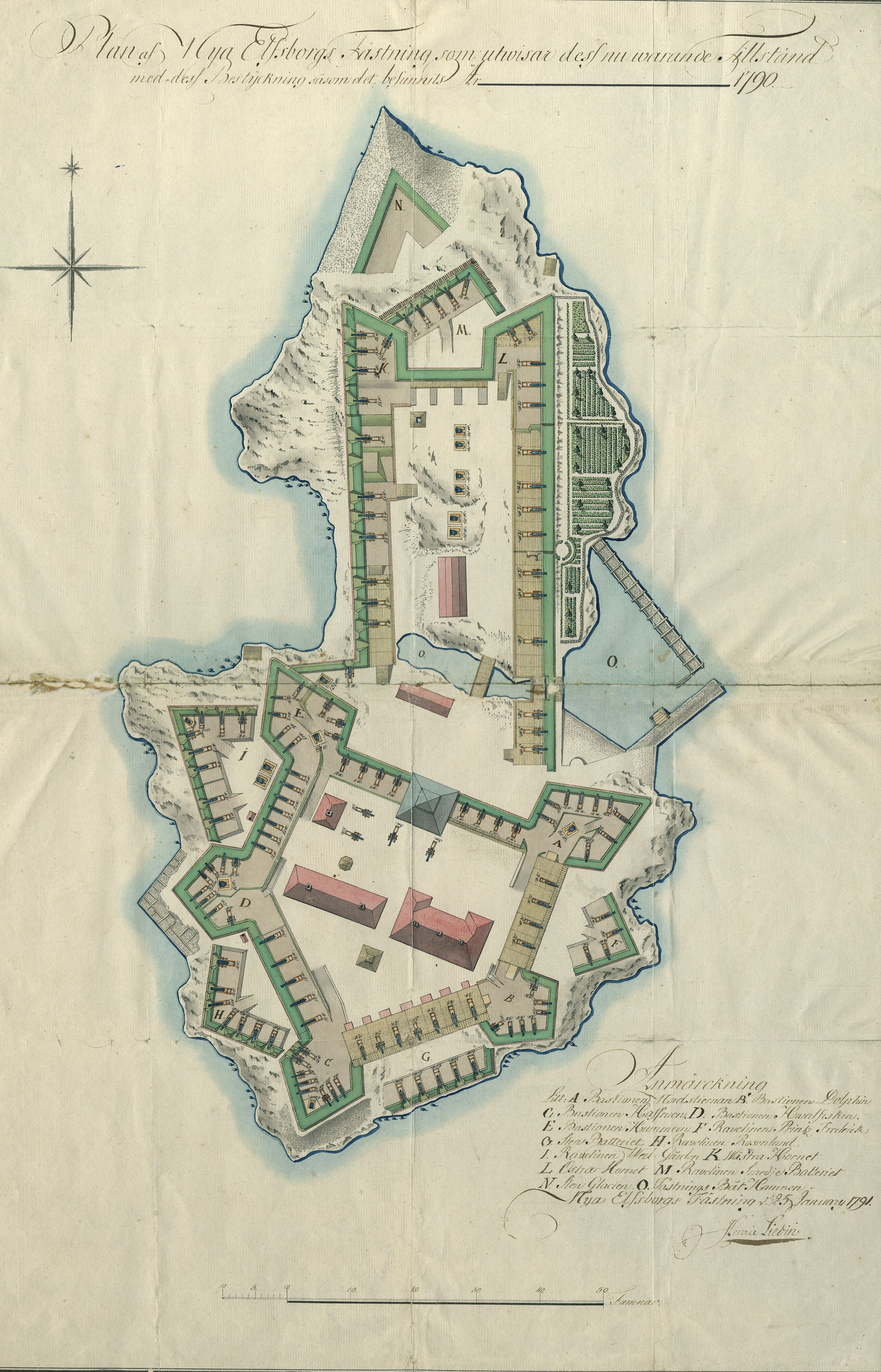
Redovisning över Nya Älvsborg från 1790, med lavett- och kanontyper, placering och pundtal.

Efter Stora Nordiska kriget reparerades det mesta av skadorna på fästningen. Eftersom anslagen till reparationer var små under de följande åren, började också brister att visa sig. I en berättelse om fästningens tillstånd år 1733 anmärktes bland annat på att hornverket var förfallet. De tre åren 1731-1733 var utgifterna för befästningsarbeten på Nya Älvsborg 5 167 riksdaler.
Även om Fästningskommissionen år 1743 ansåg att fästningen var i bättre tillstånd i jämförelse med Sveriges övriga befästningar, anmärkte kronprins Adolf Fredrik vid en inspektionsresa 1744 på ett antal brister. Nu var hornverket i bättre skick "men theremot skall wid sielwa Hufwudfästningen på många år litet eller intet wara tillgjordt".
| ”                                                                                          | En fierdendels mihl ifrån detta Nya Wärfwet och 3 fierendels mihl här ifrån Götheborg uti Sudwäst, på twenne kringflutne Holmar, mitt emällan Kärringeberget å den Södra, och Hisingen å den Norra sidan, är nya Älvsborgs Fästning belägen, hwilken förmenas wara anlagd wid samma tid som detta Götheborg, eller strax efter Gamla Älvsborgs Slott blifwit raseradt, hwarifrån, bägge desse sidor lätteligen med en 12 pundig Canon i kiärnskått beskiutas kunna, så at intet Skiep, som kommer utur siön genom Norra eller Södra inloppet, kan passera Älvsborg, utan at der angifwa sig. Til at så mycket bättre beskiuta inloppet horizontalt, är Fästningen til hielp på gamla Älvsborgs-sidan anlagde några Batterier, nemligen: ett nedanföre Kärringeberget, mitt emot Nya Älvsborgs Fästning, ett annat bättre in åt Carls Batterie kalladt, och ännu närmare in åt på Öen Billingen kallad, twenne Batterier, ett ofwan på berget, och ett nedanföre. På andra sidan eller på Hisingen, är ett Batterie wid Arendahl, och ett på Rya Nabbe, hwilka alla jemte Fästningen beskiuta inloppet och hamnen a fleur d'eau eller wattnpassigt. Sielfwa Fästningen eller Citadellet är en femeck, merendels regulier, upbygd af tämmeligen höga och tjocka Gråstensmurar, med bröstwärn af Jord ofwan på. Bastionerne kallas Nordstiernan, Delphin, Haffrun, Hwalfisken och Hummern, hwilkas Murar, öfwer alt äro förstärkte med starka Contreforter eller sträfpelare innantil, deremellan med Jord upfylte, och der ofwan på rundt omkring med swåra Batterier för 24. pundige Canoner försedde. Emellan Bastionerne eller framför Courtinerne, äro fyra låga Raveliner eller Batterier, af grof gråsten upmurade, som kallas Printz Friedrich, Sten-Batteriet, Rosenlund och Wedgården, monterade med swåra Canoner, hwilka alla beskiuta inloppet horizontalt. | „ |
| – Dåvarande preses i Kämnärsrätten i Göteborg, Eric Cederbourg, i en beskrivning från 1739 | |   |

Carl von Linné skriver under sin Västgötaresa 1746 om "Elfsborgs fästning": "Elfsborgs fästning låg 1 quart ifrån landet på en liten holme, nästan midt i swalget af ingången åt Götheborg, wid pass 3 quart ifrån staden."
Det västsvenska artilleriet benämndes Artilleristaten i Göteborg och Bohuslänska fästningarna efter det stora nordiska krigets slut. En mer bestämd indelning i kompanier kommer 1746. Förbandet döptes året därpå om till Kongl Artillerie Batallion uti Göteborg och Bohus Länska Fästningarne, oftast benämnd Artilleribataljonen i Göteborg. Här ingick stab, två styckekompanier, fyrverkar-, minor-, och sappörkompanier samt tygstat. Denna bataljon fördelades till Nya Älvsborg, Bohus, Karlsten, Varberg samt Göteborg.
Fästningens tornmurar hade länge varit bristfälliga när det 1759 togs beslut om reparation. Tidigare hade tornets nedre och övre våningar byggts med gråsten, medan man i mittendelen använt tegel och gråsten. För att binda samman och förstärka tornet murades pilastrar i varje hörn. Järnankare användes på vissa ställen för att få bättre förbindning mellan pilastrarna och den ursprungliga tornmuren. År 1764 hade pilastrarna murats upp, och golvet i tredje våningen försågs med järnankare som gick igenom hela tornet. Eftersom tornets övre delar fortfarande var svaga togs ett kungligt beslut om rivning av den översta våningen år 1766. Detta sänkte tornhöjden med 11 till 12 alnar. Dessutom slogs ett nytt bombfritt valv över tornet, och taket täcktes med bly som skydd mot beskjutning. Arbetet med tornet var färdigt 1769, och resultatet blev det utseende som tornet har idag.
Mellan 1762 och 1766 försågs Nya Älvsborg med bombfritt välvda förrådsrum och av sten uppförda logement.
Under 1700-talet följde man vid länsstyrelsen upp kostnaderna för Göteborg med utanför liggande skansar samt Nya Älvsborgs fästning i en särskild fästningsbyggnadsräkning. Då fästningen i inloppet ansågs viktig för stadens säkerhet, accepterades också att den drog höga kostnader; exempelvis 1750: 6 062, 1760: 4 729 och 1770: 5 797 daler silvermynt.
Ett par decennier in på 1800-talet bestod fästningens garnison av: 1 kommendant; 1 tygmästare och artilleribefälhavare, kapten; 1 placemajor, tillika prej- och salutofficer, subalternofficer; 1 bataljonsläkare (boende i Göteborg); 1 slottspastor; 1 tygskrivare; 5 underofficerare; 1 trumpetare; 67 konstaplar och artillerister. Från fortifikationen: 1 materialbokhållare; 1 underkonduktör. Från arméns flottas göteborgseskader: 6 båtsmän. Från slottsstaten: 1 slottsvaktmästare; 1 slottsknekt. Officerskåren kunde ökas med en kommendantsadjutant av något infanteriregemente. Artilleriets över- och underbefäl samt manskap var endast tillfälligt kommenderade och skiftades flera gånger om året. Manskapet användes till bevakning av såväl förråd som fångar. Som fängelsedirektör fungerade slottsvaktmästaren, biträdd av slottsknekten.
Nya Älvsborg sattes i försvarstillstånd den 20 juni 1788 när Kungl. Maj:t beordrade den vikarierande landshövdingen, vice amiral baron Cederström, att så långt som möjligt spärra inloppet till Göteborg. Det bakomliggande skälet var Gustav III:s intåg i Ryssland den 29 juni samma år. Under hösten förvärrades situationen i Västsverige när en dansk-norsk armé från Norge anföll Bohuslän i det så kallade Teaterkriget. På hösten 1788 var 187 soldater ur Bohusläns regemente - under stabskapten P. Reutersvärd - placerade på fästningen. En styrka ur skvadronen på Nya Älvsborgs fästning, överfördes i början av oktober 1789 till den nyanskaffade örlogskuttern Assistance. Fram till den 28 januari 1790 tjänstgjorde fältväbel Johan Sträng med en korpral och tjugo dragoner ombord. Redan den 5 oktober 1784 kunde Gustav III skaffa sig en uppfattning om fästningen, då han besökte den och Amiralitetsvarvet.
Inför faran av ett angrepp från England, reste kung Gustav IV Adolf i februari 1801 till Göteborg för att inspektera beredskapen. Han fann att Göteborgs försvar var eftersatt, och att Nya Älvsborg hade bristande underhåll medan batterierna på Rya Nabbe och Billingen betecknades som "odugliga".
Under Napoleonkrigen, ifrån Englands anfall på Köpenhamn 1807 och fram till freden i Örebro 1812, inträffade ett antal händelser som berörde Göteborgs hamninlopp och Nya Älvsborg. Sedan Ryssland och Danmark förklarat Sverige krig, anlände den 17 maj 1808 en engelsk hjälpkår med 11 000-12 000 man, som med 140 fartyg ankrade på Älvsborgsfjorden. Eftersom truppstyrkans chef, generallöjtnant sir John Moore, var oenig med kung Gustav IV Adolf om truppernas användning tilläts de inte att gå iland, förutom av hälsoskäl i små grupper. Efter resultatlösa förhandlingar återvände den engelska styrkan den 3 juli.
I samband med Parisfreden 1810 tvingades Sverige att efterleva kontinentalsystemet, vilket innebar en handelsblockad mot England. Eftersom Sverige och England hade ett hemligt samförstånd, fortsatte denna handel i smyg.
Halvgalären Göteborg (8 kanoner), beordrades i mitten av januari 1810 att rustas och bevaka hamninloppet mellan Nya Älvsborg och Käringberget. Den 16 april förbjöds lotsarna i Göteborg att införa fartyg "under storbritannisk flagg". Under året fanns ett antal brittiska fartyg till ankars i Hakefjord, eller vid Vinga Sand. I slutet av maj fanns också amiral sir James Saumarez, befälhavare över de brittiska sjöstyrkorna i nordiska farvatten, ombord på linjeskeppet Victory (100 kanoner) i Hakefjord. I september upptäcktes en brittisk örlogsloggert liggande innanför Nya Älvsborg mellan strandbatterierna Rya Nabbe och Lilla Billingen. Loggerten hade tidigare varit till ankars vid Vinga Sand, och uppgav sig ha en läcka i bogen. Eftersom fartyget hade passerat Nya Älvsborg, strandbatterier och vaktfartyg "mot militärisk ordning och skick", beordrade överkommendanten i Göteborg, generalmajor Karl Ulrich Silfwerschiöld, ändring i reglerna för hur engelska fartyg skulle ta sig in till Göteborg. Efter den svenska påtvingade krigsförklaringen mot England den 17 november 1810, beslöts att lägga ett par patrullbåtar som skulle gå av och an på Älvsborgsfjorden. Detta eftersom posterna på fästningen inte ansågs, i mörker och dimma, snabbt nog kunna upptäcka ankommande fartyg som eventuellt försökte överraska.
Den 17 januari 1811 befallde Kungl. Maj:t att Göteborgs Eskader av Arméns flotta skulle rustas. Denna styrka bestod förutom halvgalären Göteborg av småbåtar som kanonslupar, samt kanon- och mörsarbarkasser. Anledningen till rustningen var rykten om en eventuell engelsk landstigning i Sverige, till förmån för den nu avsatte Gustav IV. Enligt order den 14 april skulle eskadern, i samverkan med Nya Älvsborgs fästning, försvara inloppet till Göteborg och "skydda dess närliggande stränder för landstigning av rikets fiender engelsmännen". I slutet av april förlades 3 divisioner, cirka 15 fartyg, till Aspholmarna och besättningarna inkvarterades i befintliga salteribodar som ägarna ställde till landshövdingens förfogande. Fartygen hölls baserade vid Aspholmarna tills i november. Förutom befintliga engelska örlogsskepp, anlände amiral Saumarez med Victory och ytterligare 5 linjeskepp, 2 fregatter och en mängd mindre fartyg till Vinga i maj 1811. Här låg engelsmännen kvar hela sommaren och hösten. De sista engelska fartygen lämnade den 28 december.

#### Galleri

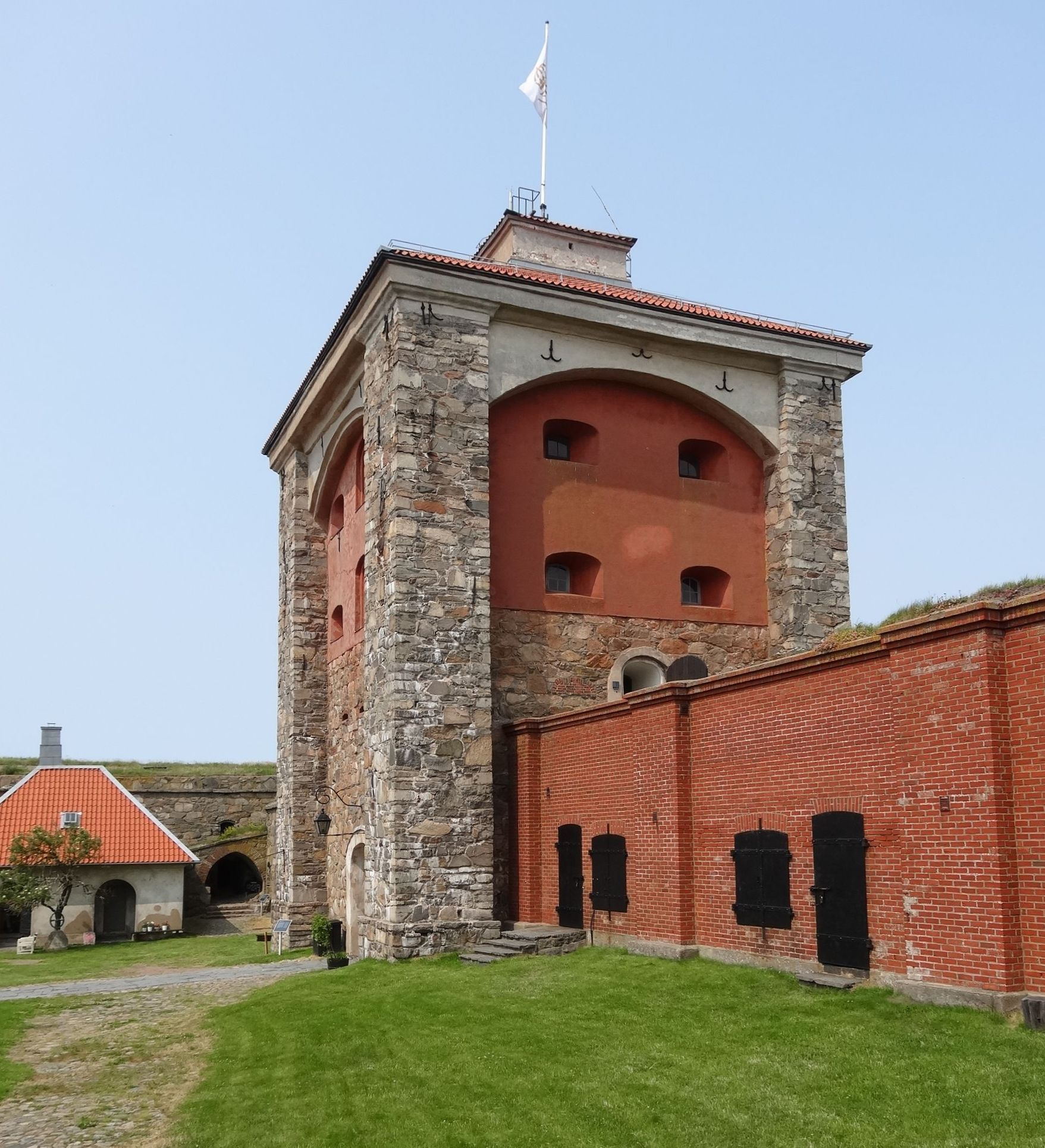
Tornet med gråstenspilastrar och järnankare sett från borggården . Till höger syns den tegelmurade kurtin 1, vilken användes som minförråd under första världskriget, och har dörrar av järn.
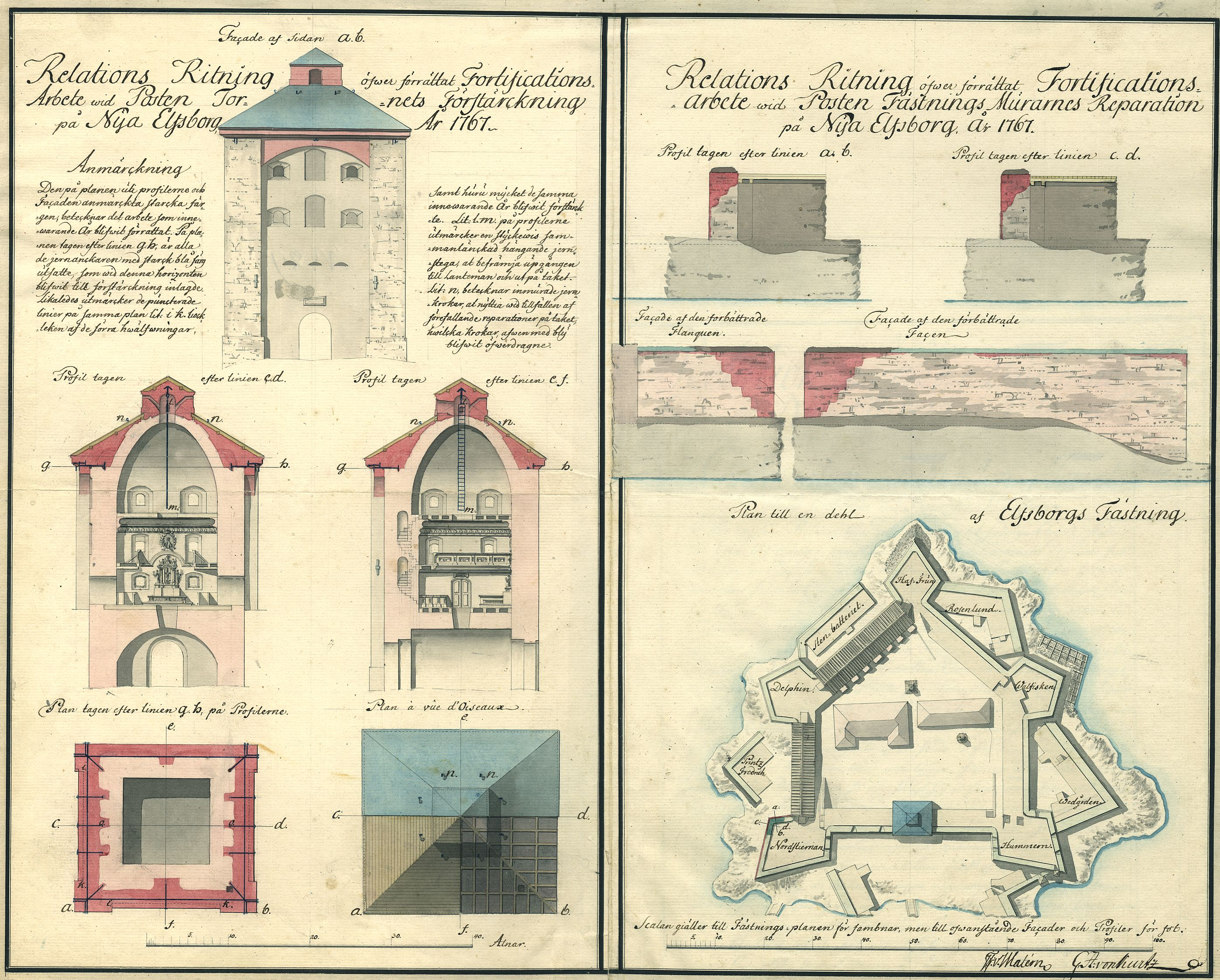
Relationsritning över utfört arbete (rödmarkerat) på Nya Älvsborg 1767, framförallt takarbete på tornet, och murarna på bastion Nordstiernan. Järnankare är markerat med mörkblått, även järnstegen upp till  lanterninen i torntaket.
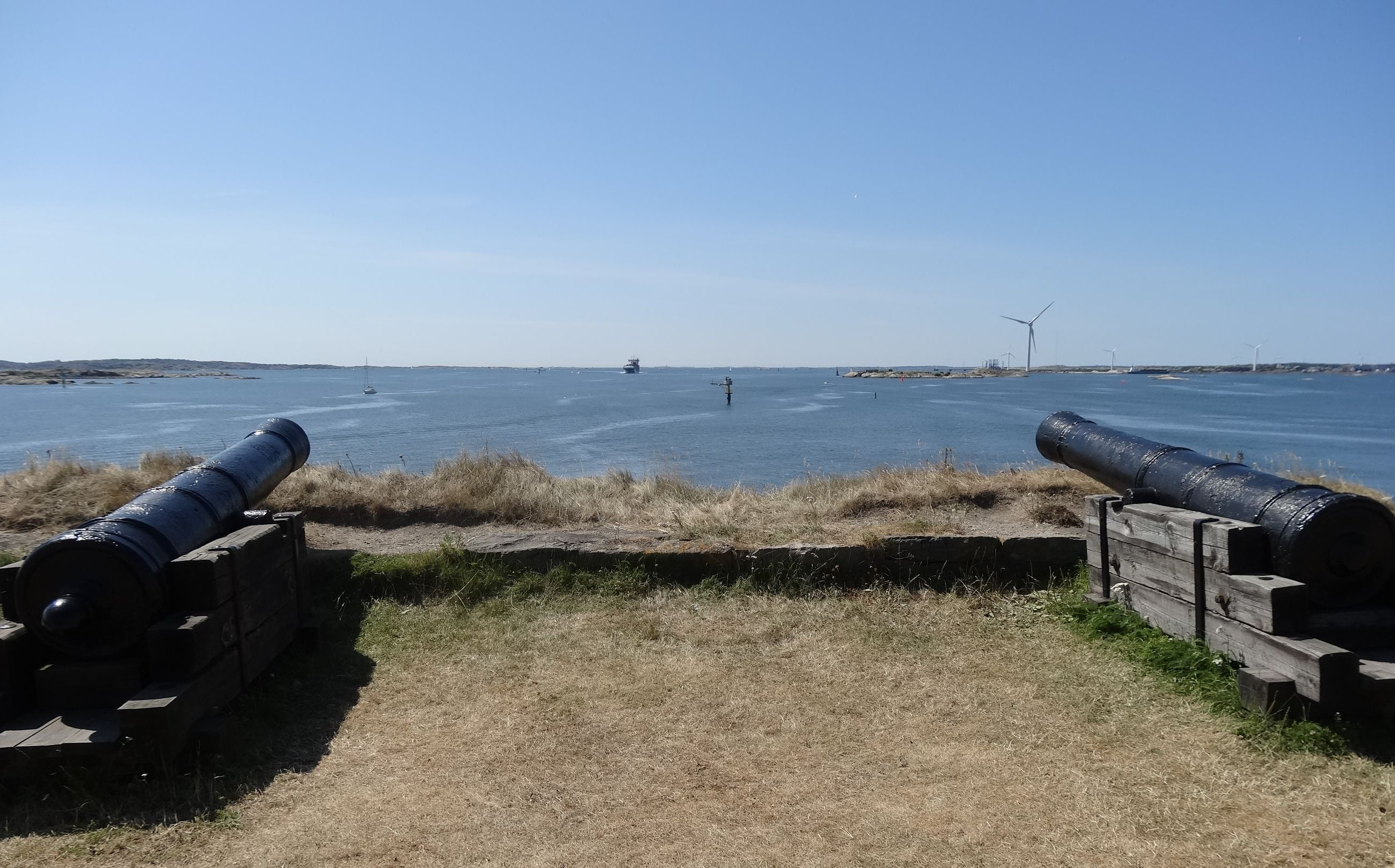
Vy från Nya Älvsborgs södra bastion, Havsfrun, mot väster. Till vänster syns Hundeskär och Stockholmsskär, till höger Knippelholmen. Tordenskjolds eskader tog skydd bakom öarna vid sitt anfall 1719. Lastfartyget mitt i bild kommer strax fram till Hunnebådan, det numera borttagna grundet där ostindiefararen Götheborg grundstötte 1745. Till höger syns det 145 meter höga vindkraftverket Big Glenn på Risholmen, cirka 2 kilometer bort.
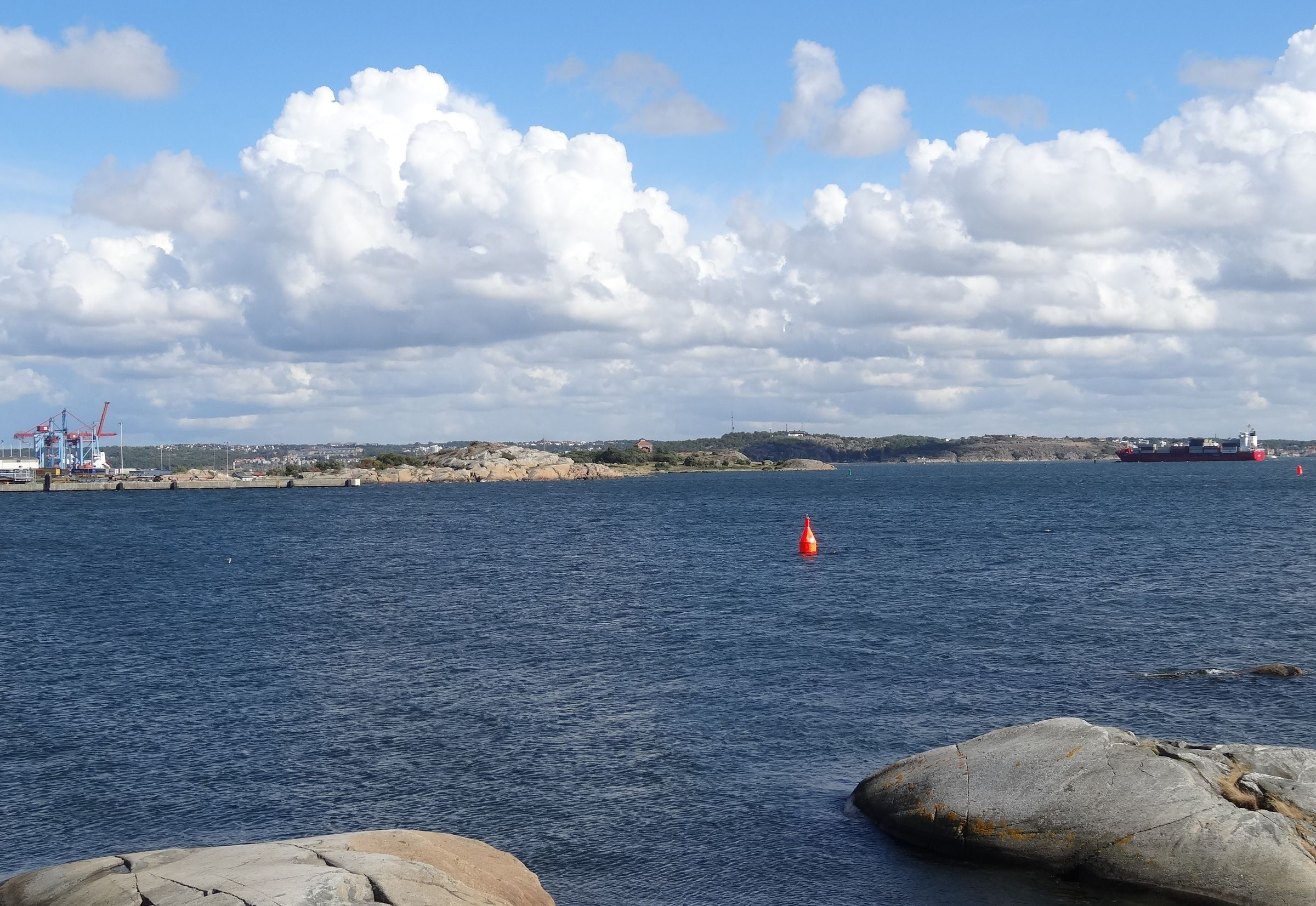
Göteborgs hamninlopp sett från fyren Musskären, Arendal, mot sydost. Lilla Aspholmen till vänster, och den mera bevuxna Stora Aspholmen, döljer nästan helt Nya Älvsborg.
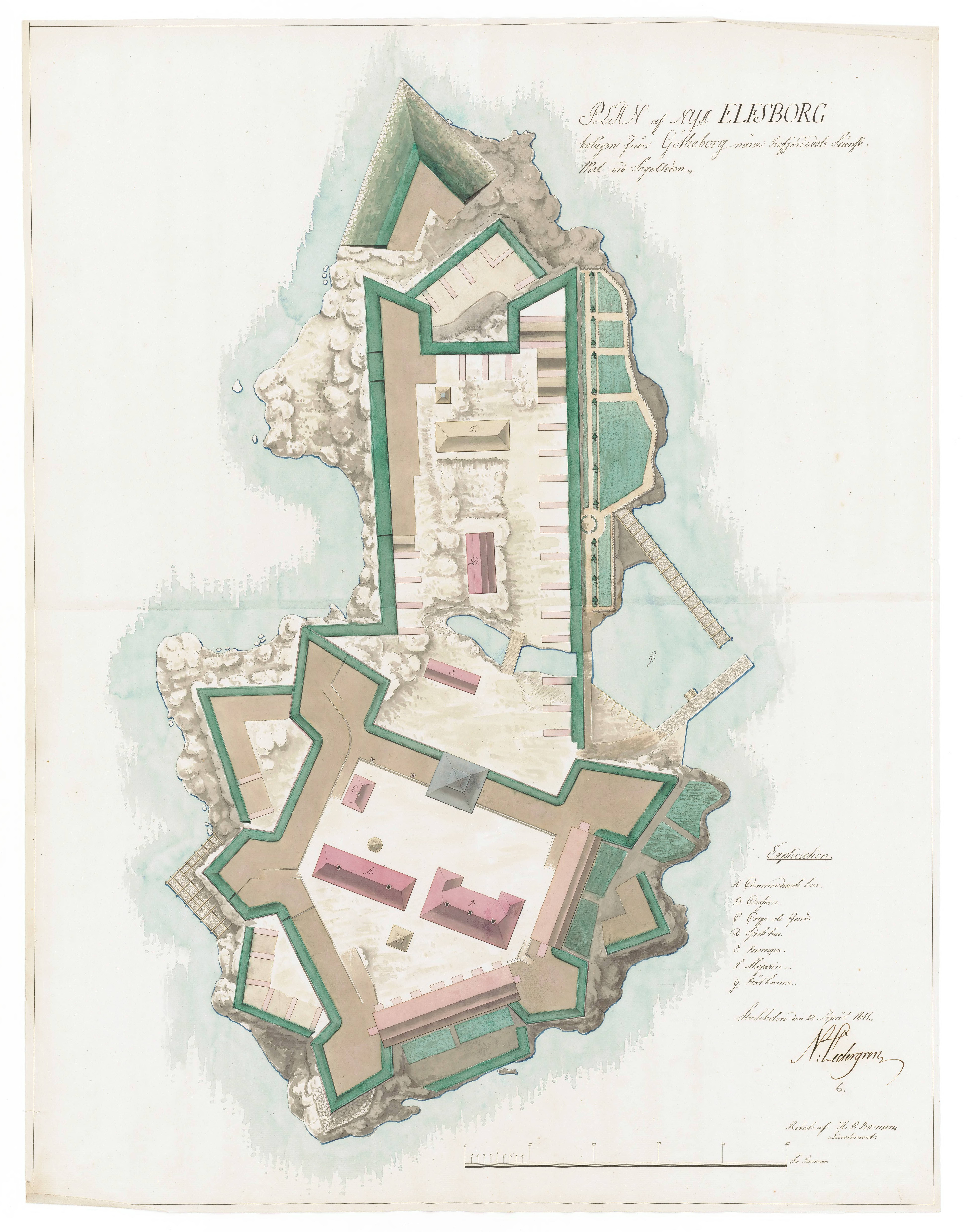
Plan över Nya Älvsborgs fästning från år 1811.

### Fängelsetiden och slutet

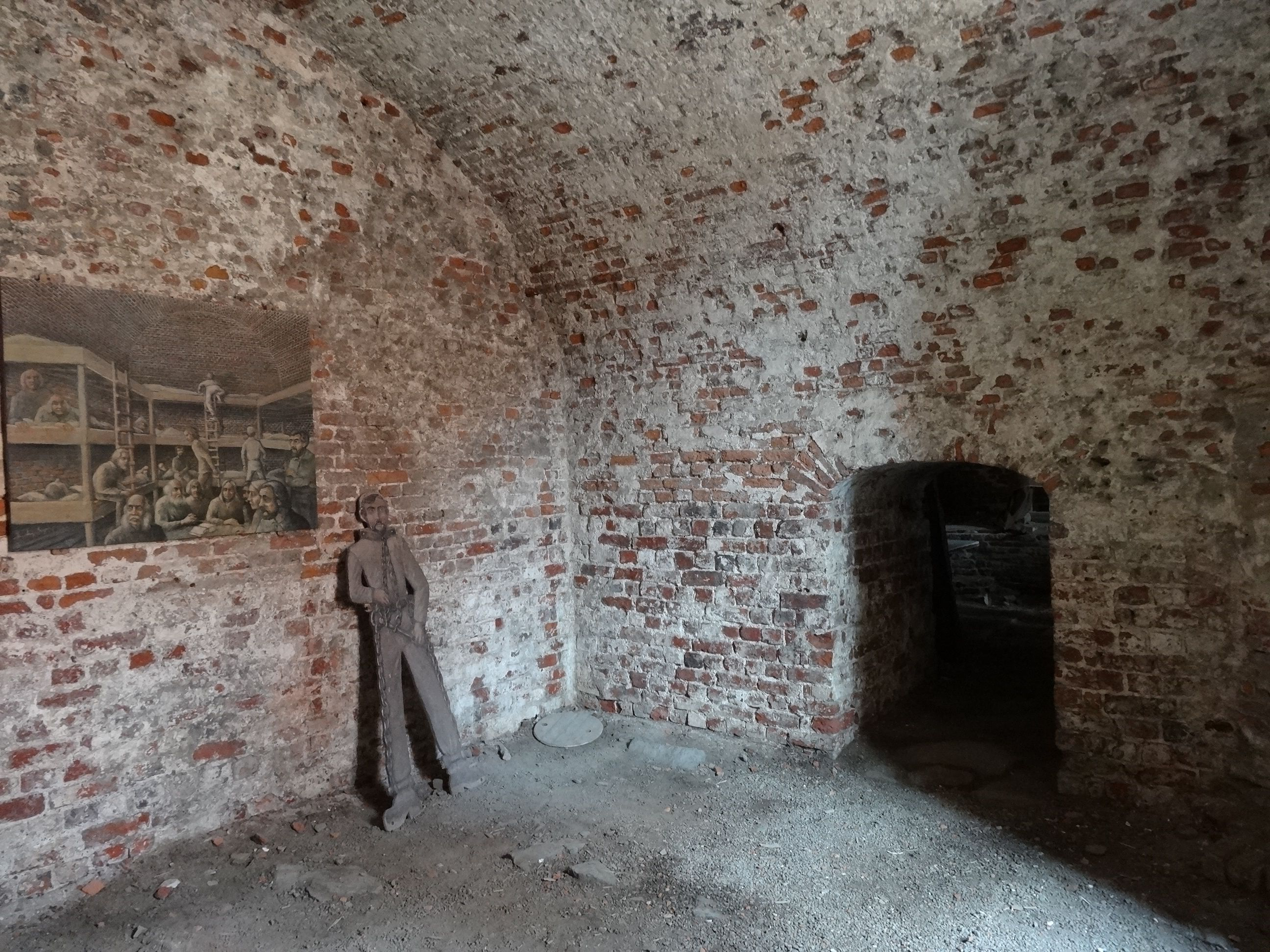
Interiör från fångvalv på Nya Älvsborg. Bilden på väggen visar hur fångvalven såg ut då de användes. Pappfiguren visar en fånge klädd i järn. Öppningen till höger går till ett intilliggande fångvalv.

Hela 1700-talet igenom användes Nya Älvsborg som fängelse, för fångar som rannsakats från västgötadelen av Älvsborgs län och Göteborgs stad. Fängslade förbrytare från Bohuslän förvarades mestadels på Bohus fästning, medan Marstrand fick ta hand om de som dömts till straffarbete från hela Västsverige. Vid platsbrist skickades även fångar från Västergötland till "Carlscrona ankarsmedja" eller till Landskrona fängelse. Endast kortfattade uppgifter påträffas i fångförteckningarna om begångna brott, exempelvis "för mord hitsänd från Marks häradsrätt", "för barnamord", "för hästtjuvnad" och liknande.
De flesta av fångarna hade fått sin vid rådhus- eller häradsrätt avkunnade dom underställd "Kungl. Majt:s och Rikets Högvällofliga Götha Hofrätts högrättvisa beprövande." Även livstidsfångar och straffångar fanns här, med begränsad strafftid och tukthustid. Sällan förekommer fler än ett tjugotal fångar i kommendantens månatliga förteckning. Följande fångar fanns här - i urval - omkring 1780:
- Kyrktjuven Truls Jonsson, dömd till livstids straffarbete av Marks häradsrätt.
- Kyrktjuvarna Johan Olofsson och Anders Gröning, som avtjänade tio respektive sex års straffarbete.
- Fredrik Drake var inlåst "på behaglig tid" för mord.
- Lars Rosengren, avtjänade tre års straffarbete för stöld.
- Christopher Wennerberg, hade förts hit med hustru och två omyndiga barn från Askims härad för stölder.
- Petter Nyberg och Hans Forsberg. Båda "för liderlighet till förbättring hit satte" (troligen alkoholister eller sexualförbrytare eller både och).
- Cajsa Kilblad, av häradsrätten i Mark dömd till "18 par ris för spådom och signeri."
- Christian Staffansson, livstid för "kyrkotjuvnad."
- Catharina Petersdotter från Kinds härad, dömd för barnamord av häradsrätten att "halshuggas och i båle brännas."
- Petter Anders Enhänning, "alldeles ofärdig i högra handen" och 27 år. Två års straffarbete för stöld.
- Johan Mosberg från Gäsene härad norr om Borås, falskmyntare som dömdes till "40 par spö samt tre års fästningsarbete."[105]

Under första hälften av 1700-talet var antalet fångar på Nya Älvsborg bara 5-10 personer. De första krigsfångarna på Nya Älvsborg, kan ha varit de ryssar som omtalas i mars 1702; en kapten, en fänrik, en skrivare, en tambour och tre meniga. På 1780-talet hade antalet ökat, och man använde tre fångvalv, vardera cirka 25 kvadratmeter stora: ett för kvinnor med platser för 14 personer, och ett för de fångar som var satta under rannsakning med platser för 17 personer. Rannsakningsfångar var fångar som var misstänkta, men ännu inte dömda för brott. Slutligen fanns ett valv för straffarbetsfångar, också det med platser för 17 personer.
En kommendantsrapport från 1771 berättar att arrestantvalven är kraftigt förfallna och fuktiga, men att de "dock likväl befinna sig i sådant skick, att fångar därutinnan både kunna vårdas och förvaras". Ett femtiotal fångar förvarades på 1780-talet i fångvalven mellan bastionen Hummern och tornet. Fjorton av dessa var kvinnor, de övriga arbetsfångar och arrestanter. Endast halva jordgolvet i valven var försedda med trälavar.
Omkring 1820 var antalet fångar cirka 120 personer, och man tog nu emot fångar från hela Sverige. Fångarnas sysselsättning började bli ett problem, och i ett kungligt brev av den 8 augusti 1842 bestämdes att alla, genom ålder och sjuklighet mindre arbetsföra livstidsfångar vid landets fästningsfängelser, skulle föras till Nya Älvsborg, "där föga tillfälle till arbete funnes". Fästningen blev genom detta beslut en form av sjuk- och ålderdomshem för landets fästningsfångar. Inom fångvårdsstyrelsen försökte man på olika sätt att minska kostnaderna för fångarnas klädsel. Man prövade bland annat att sända kasserade kläder från armén till fängelserna. Försöket fick snart överges, eftersom vaktstyrkan ilsket konstaterade att de gick likadant klädda som fångarna, och fick svårt att skilja på fånge och kollega.
Maten för fångarna kunde bestå av; salt sill tre gånger i veckan, salt kött tre gånger i veckan och kött eller fläsk på söndagar. Den salta maten kunde någon gång bytas mot färsk, om det exempelvis fanns billig torsk eller strömming att tillgå. Oftast var det kålrötter, men ibland potatis. Gröna ärter och morötter förekom också. "Älvsborgs paraduniform", kallades den järnrustning som en besvärlig fånge kunde få bära. Vikten var 76,5 kilo och hade halsjärn, gördel, armbult, fotbult och länkar.

#### Fästningens nedläggning

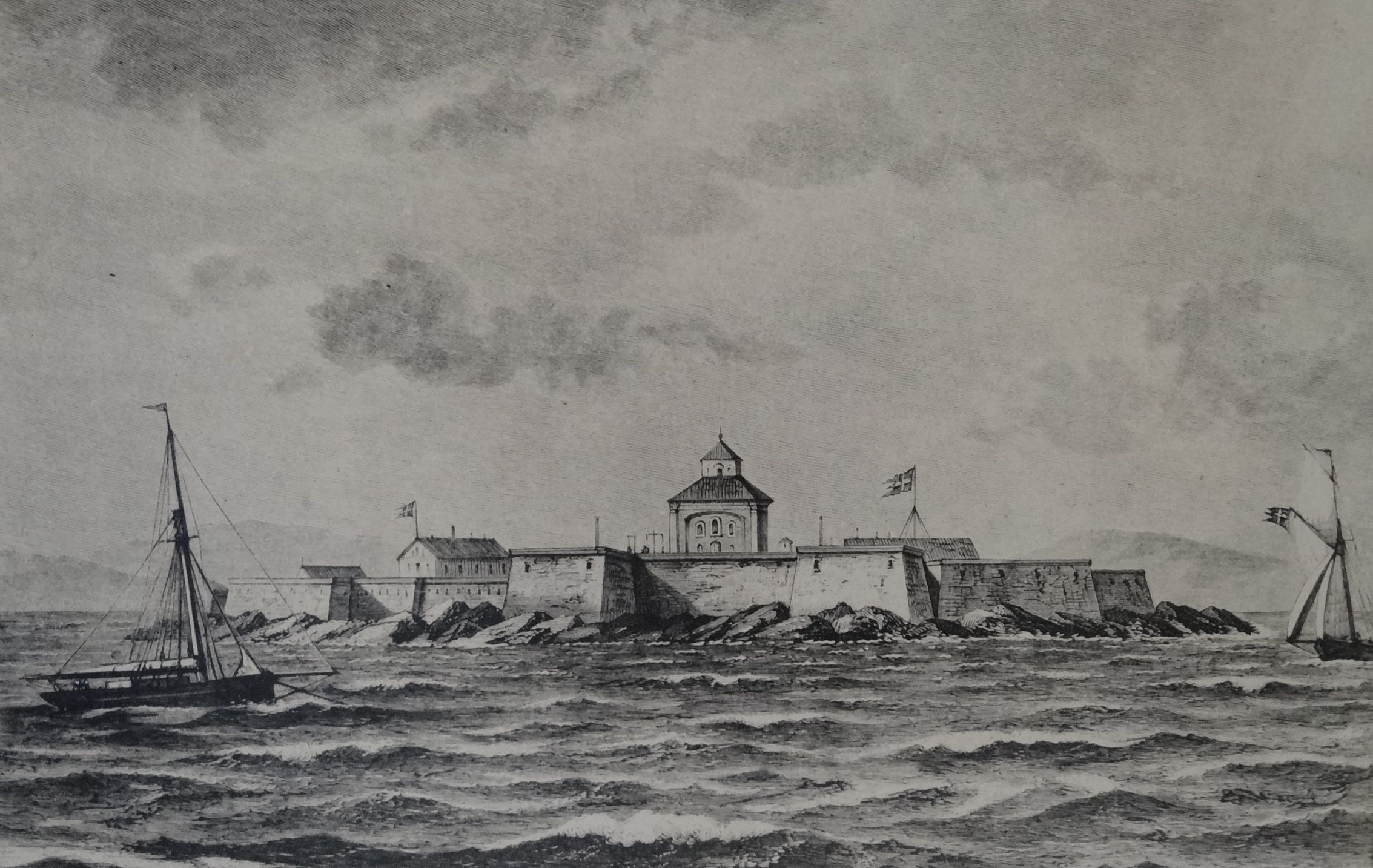
Nya Älvsborg tecknad av danske marinmålaren Carl Baagøe år 1878.

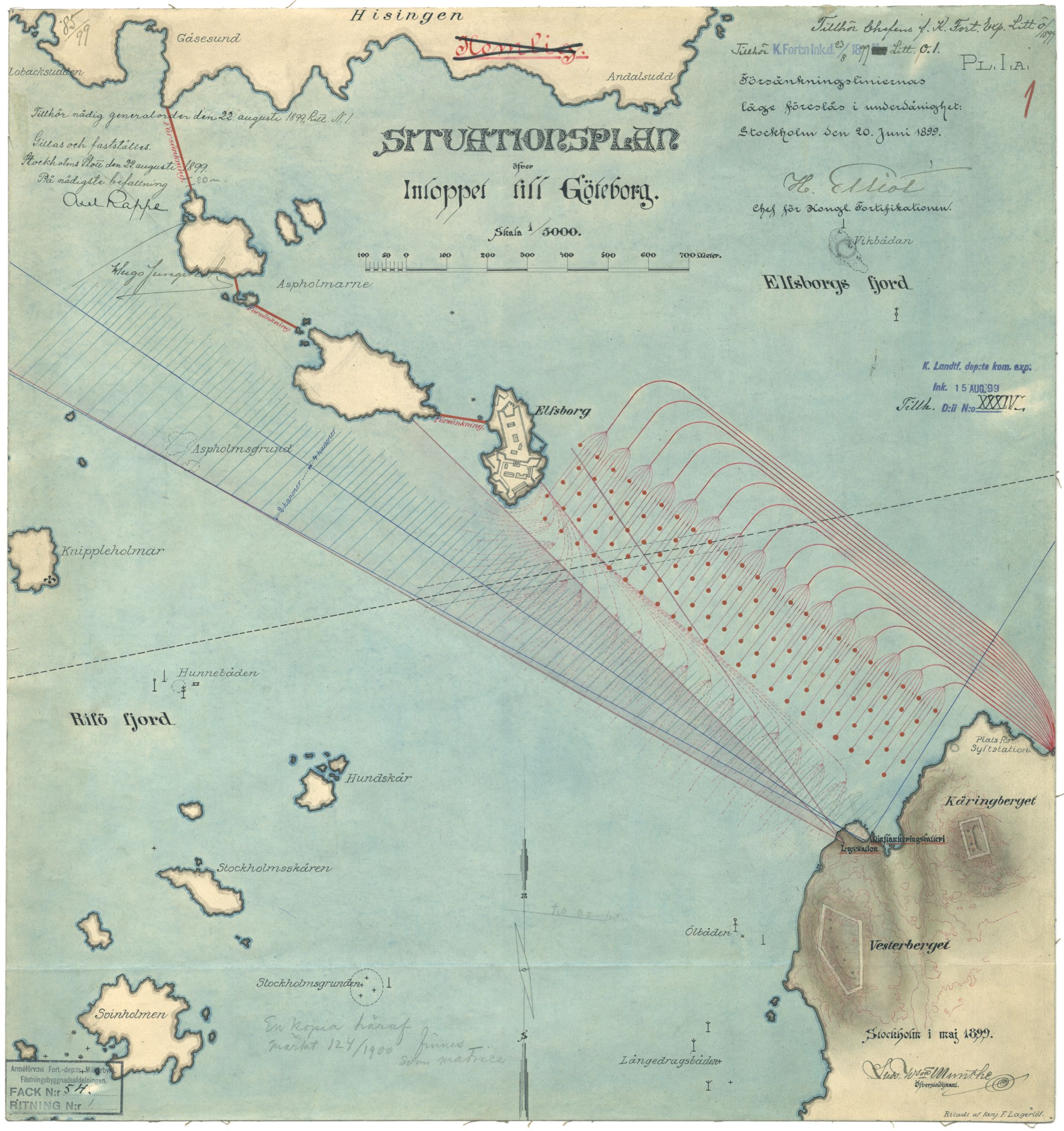
Tidigare sekretessmarkerad karta över planerade försvarsanläggningar i Göteborgs hamninlopp från 1899.

Fästningens bestyckning drogs in på 1830-talet, undantaget några salutpjäser, och kommendanterna fick en mer angenäm funktion. Vid passerandet av Nya Älvsborg var varje fartyg visitationspliktigt, och kommendanterna hade då rätt att ta sportler för visitationen, i regel in natura. Med tiden blev kommendanternas vinkällare med mera, välförsedda. Denna eftertraktade befattning gick i regel till pensionerade arméofficerare.
Fästningsön var en avgränsad värld för sig, och atmosfären skapades av att fångvaktare, fångar och militär personal levde och verkade helt isolerade och ihopträngda. Detta skapade friktioner och vantrivsel, vilket bland annat medförde att artilleristerna nyttjade brännvin i stor omfattning. Det var alltså en dyster bild som den tillförordnade artilleribefälhavaren på Nya Älvsborgs fästning 1845 gav av de disciplinära förhållandena på ön: 
Fångarna äro dagligen enligt kommendantsordres spridda nästan över allt på fästningen till arbete, dels för kronans, dels för egen räkning; dels med, dels utan bevakning. Flera fångvalv stå öppna hela dagen och ett valv stänges ej förrän om nätterna kl. 10. Alla dessa stora hinder hava gjort, att jag ännu ej efter önskan kunnat verka till god disciplin inom truppen utan för många bestraffningar och ej kunnat hindra en alltför god tillgång på spirituösa drycker. Jag anser mig även skyldig att upplysa, varför det ofta olämpliga prygelstraffet ofta har blivit begagnat. Anledningen därtill är brist på lämpliga arrestrum. Här finnes endast ett litet fuktigt valv till ljus arrest, så att jag för truppens hälsa ej velat insätta någon mer än för några dagar, varföre, då någon gjort sig förfallen till straff, som jag ej kunnat överse med eller med några dagars ljus arrest bestraffa, har jag fått begagna prygelstraffet.
Eftersom personalen var avskild från den levande staden med människor, handel och nöjesliv, arrangerade officerarna under 1800-talet baler i ett stort vindsutrymme i ett av förrådshusen. De kallade in närboende spelmän, som fick spela i den lövade salen.
Under en särskilt sträng vinter 1855, frös isen på älven och havet ända ut till fästningen. Söndagen den 3 februari detta år företog stora skaror göteborgare promenader och slädfärder ditut, där det serverades varm punsch och glögg. "Ända till långt in på aftonen såg man i det vackra månskenet en hvimlande menniskomassa på Elfven," skrev Götheborgsbladet.
Den 10 oktober 1866 upphörde fästningen som fängelse och 77 av de 78 fångarna transporterades med ångbåten Skåne till arbetsfängelset i Karlskrona. Den fånge som blev kvar, hade under 48 år suttit på Nya Älvsborg för kyrkostöld. Han fick av humanitära skäl stanna hos en kamrersfamilj på fästningen, men avled redan efter ett par dagar av sin nyvunna frihet.
I samband med förbättringsförslag 1833 och 1840 konstaterades att Nya Älvsborg var av mindre betydels för försvaret av Göta älvs mynning. Därför borde inte pengar läggas på att förbättra fästningen, utan snarare hindra en angripare från att använda den genom att riva den fullständigt. Detta under förutsättning att inte försvarsförmågan kunde ökas med relativt små medel.
År 1868 konstaterade Kungliga Arméförvaltningen att kanonerna till största delen var odugliga. Chefen för Kungliga Fortifikationen meddelade också att Nya Älvsborgs hela hornverk var en fullständig ruin, där stenar lossnade ur muren dagligen. Även om bastionsfästningen var i bättre skick, så skulle Nya Älvsborg inte klara ens en dags strid mot fartyg med den tidens artilleri, och ansågs som helhet oduglig. Kungl. Maj:t förklarade därför att "det Nya Elfsborg i sitt närvarande skick skulle upphöra att räknas bland Rikets fästningar".
Det kungliga beslutet om fästningens upphörande kom den 9 april 1869. Den dåvarande kommendanten Daniel Lindhult verkställde enligt salutreglementet, två saluter den 22 april 1869, då Nya Älvsborg upphörde att vara fästning och den 1 maj samma år blev garnisonen utskeppad. I samband med att garnisonen återgick till Göta Artilleriregemente, bjöd kommendant Lindhult, löjtnant Hugo Fröding på frukost, som senare skulle föra truppen till Göteborg. Efter avslutad frukost tackade löjtnant Fröding kommendanten för de närmare två hundra år, som delar av det i Göteborg förlagda artilleriet haft äran stå under Nya Älvsborgs kommendants befäl.
Garnisonen på Nya Älvsborg utgjordes i huvudsak oförändrad från 1800-talets början och fram till den 1 maj 1869 av: personal från fortifikationen - 1 materialbokhållare och 1 så kallad underkonduktör; från slottsstaten: 1 slottsvaktmästare, som dessutom fungerade som fängelsedirektör, samt 1 slottsknekt; från arméns flotta: 6 båtsmän samt Kungl. Göta Artilleriregemente. En stående kommendering utgick, vilken omfattande: 1 tygmästare och artilleribefälhavare (kapten), 1 placemajor, som även var prej- och salutofficer (subaltern), 1 bataljonsläkare - boende i Göteborg, 1 slottspastor - även han boende i Göteborg, 1 tygskrivare, 5 underofficerare, 1 trumpetare, 67 konstaplar och artillerister.

### Efter nedläggningen
Redan 1878 ville en befästningskommitté bygga om Nya Älvsborg med användande av järnkonstruktioner, och även senare framkom det förslag om att nya Älvsborg skulle kunna vara en del av skyddet för inloppet till Göteborg, Fästningen blev i stället sommartid ett omtyckt utflyktsmål, som periodvis hade både restaurang och nöjesfält, teaterföreställningar och konserter.
Kommendantshuset gjordes 1881 om till värdshus: Öfver dörren till kommendantshuset står det "kafé och restauration." Det forna expeditionsrummet är nu skänkrum, kommendantens förmak och kabinett äro tummelplatser för "slutna sällskapers" måltidskalaser och dryckesgillen, hans salong är nu allmän matsal (1884). Ovanpå en av fästningsvallarna tillkom på 1880-talet en välbesökt punschservering.
För att locka dit folk anordnades ibland på söndagseftermiddagarna folkfester med olika slags tävlingar. Det kunde vara att; på toppen av en några meter hög, såpad stång fanns ett silverur placerat. Det gällde att klättra upp för stången och komma åt uret, som då utgjorde priset.
På fästningen fanns champinjonodlingar under senare halvan av 1800-talet, liksom beredning av fiskprodukter. Ön har även fungerat som badort. 
Den användes på 1890-talet till oljeupplag - oljan förvarades på trätunnor - vilket var ett av de första av sitt slag i Sverige. Det var grosshandlare John Beckman som hade den verksamheten, och under sommarmånaderna fungerade kommendantshuset som familjens bostad. 
Fästningen hade 1890 ett taxeringsvärde av 15 000 kronor.
Med avbrott för beredskapsåren 1914-18 respektive 1939-45, då anläggningen utnyttjades av försvaret som bland annat förråd, har anläggningen fortsatt att vara en uppskattad sevärdhet.

### Kommendanter på Nya Älvsborg[132]
- Eric Larsson - 1654-1675
- Christopher Melchersson Wernstedt - 1675
- Peter Kempenfeldt - 1675-1677
- Johan Luarin - 1677-1679
- Bengt Ragvaldsson - 1679-1680
- Johan Schmidt - 1680
- Hans Isak Ridderhielm - 1680 - 1692
- Christian Mauritz von Palmbach - 1692-1697
- Nils Posse - 1697-1701
- Christopher Georg Witting - 1701-1712
- J. Törnebom - 1712-1716
- Gustaf Gadde - 1716-1719
- J.R. von Trautvetter - 1716
- Johan Abraham Lillie - 1716-1720
- Johan Henriksson Aminoff - 1735
- Arvid Virgin - 1793-1798
- Henric Elof von Normann - 1858-1863
- Daniel Lindhult - 1869

## Garnisonskyrkan

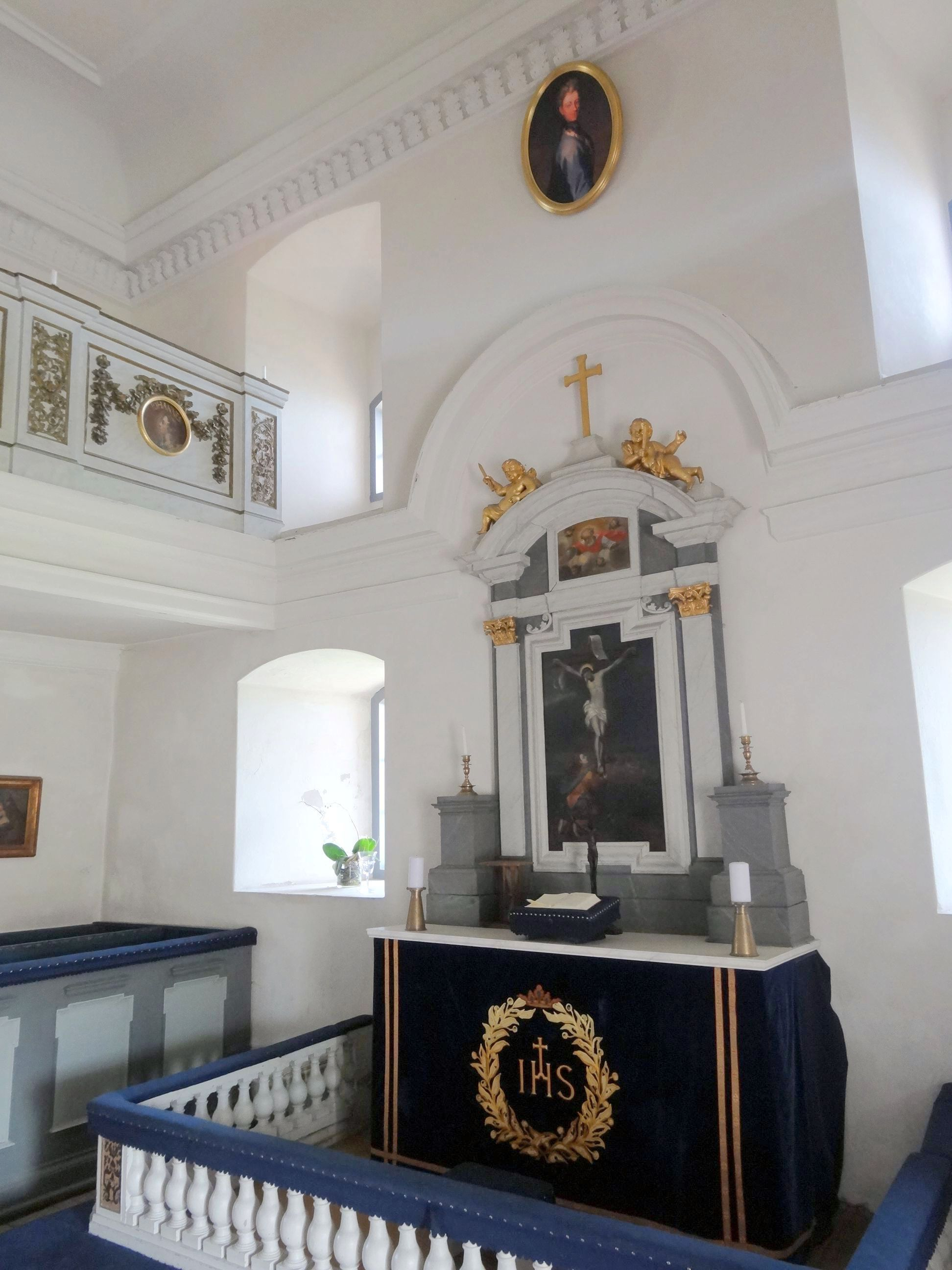
Karl XII övervakar kyrkobesökarna i den välbevarade fästningskyrkan från karolinertiden

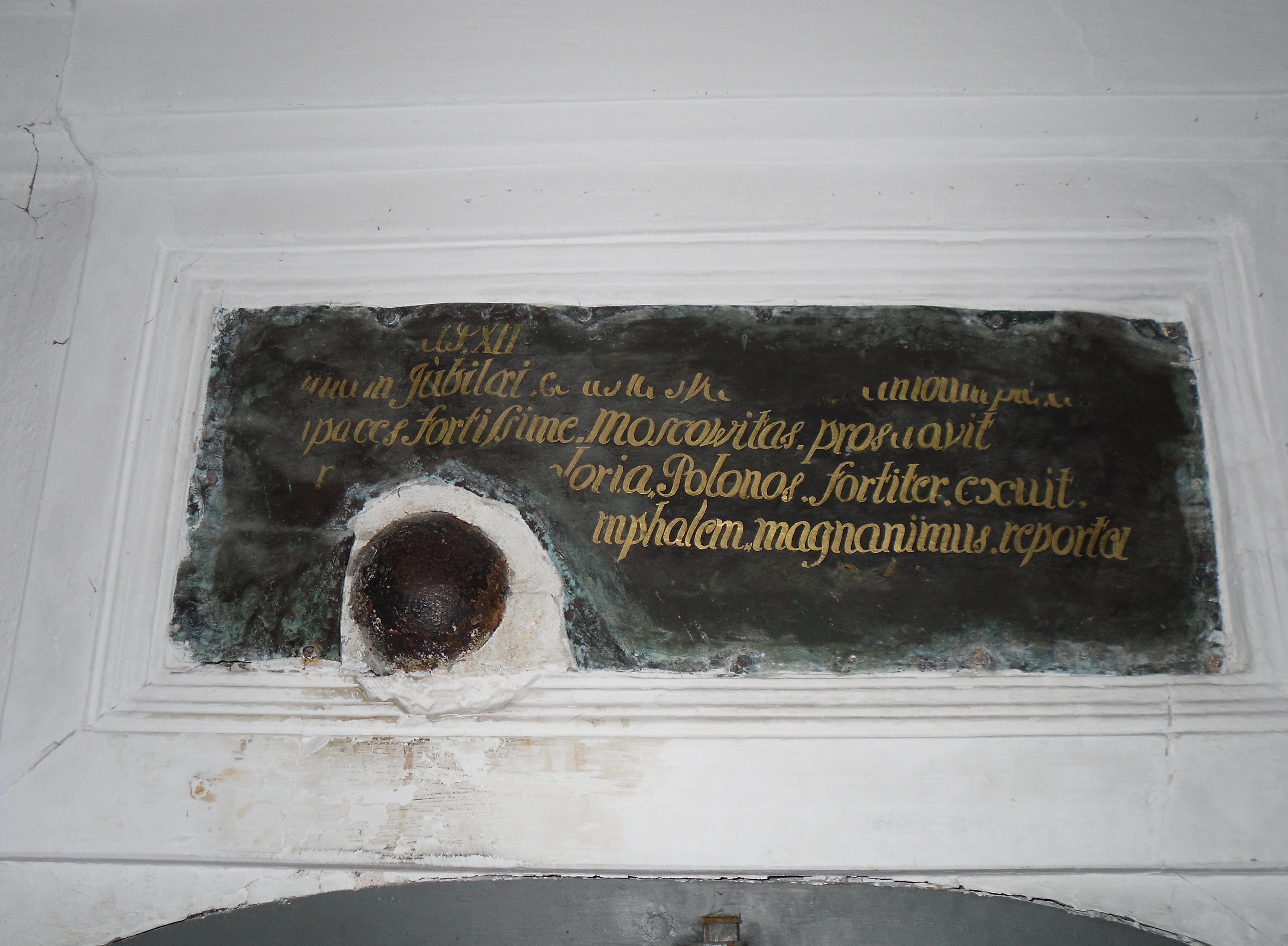
Kanonkula inskjuten i kyrkväggen år 1719.

En kyrka i fästningstornets nedre våning - Nya Älvsborgs kyrka - inreddes 1658, men invigdes först den 10 juli 1708 efter ritningar av stockholmsarkitekten Jean de la Vallée - "en planta uppå capellet till Nya Elfsborg" (augusti 1666) - och där dekoren utfördes av bildhuggaren Marcus Jäger den yngre. Det var en kunglig resolution av den 29 mars 1666 som formellt satte igång arbetet med en kyrka. Kapellet planerades för 200-250 personer och skulle bli 45x17 alnar stort. En samtida beskrivning löd:
| ” | af en Excellent och kostbar Structure til Altare, Läcktare, och ett Corinthiskt gyps-tak, efter SahL General Qwarter mästaren Leyonsparres dessein, hwilket alt under den tiden, då Öfwerste Witting der war Commendant, och en del på hans egen bekostnad, i synnerhet det wackra och rikt brodderade Sammets, Predikestols och Altare-Kläde, kommit til perfection. | „ |

Överste Christopher Georg Witting (1655-1739) var fästningens kommendant 1701-1709. Omgivet av läktare, sträcker sig kyrkorummet genom två våningsplan. Kyrkan mäter 8x8 meter, och har höjden 6,5 meter. Paul Ludvig Leijonsparre ritade (före 1710) "altare, läktare och korintiskt gipstak" till kyrkan.
Witting behärskade - som många officerare - linjärperspektivet och var en kompetent tecknare. Han utförde en tuschlavering 1707 med Nya Älvsborgs kyrka som motiv. Bildytan mäter 16,2 x 18,2 centimeter och är signerad "C.G.W 1707" på antependiet. Tavlan förvaras på Göteborgs stadsmuseum.
I samband med att Gamla Älvsborgs kyrka lades ner 1671, överflyttades ett antal medaljongporträtt i olja över till Nya Älvsborg, där de utsmyckar räcket till läktaren. De föreställer Frälsaren, Moses, Jesaja, Jeremia, Hezekiel, Daniel och evangelisterna - Kristus på korset finns på altartavlan. Ovanför altartavlan hänger en kopia av ett porträtt av Karl XII, en i kyrkliga sammanhang troligen unik placering. Originalet, i guldram och krönt av två korslagda svärd och en kunglig krona, målades av David von Krafft och anses tillhöra ett av de bästa porträtten av kungen. Det förvaras sedan 1917 på Göteborgs Museum.
Den 18 april 1869 hölls den sista kyrkostämman med Nya Elfsborgs församling. Den 14 juni 1871 fastställde Kungl. Maj:t att Nya Älvsborg i kyrkligt avseende skulle tillhöra Lundby församling, och att dess kyrkokassa och inventarier skulle överlämnas till denna församling. I Lundby gamla kyrka hänger från den tiden ljuskronan från Nya Älvsborg. Den bär årtalet 1707 i gravyr och två adliga vapensköldar, ätterna Witting och Wernle, kommendanten själv och hans maka. I kyrkan förvaras även kalk, patén, oblatask, vinkanna av silver, ljusstakar, kyrkokistan, med mera. I Göteborgs museum deponerades två helgonbilder, ett krucifix och ett gammalt adligt vapen.
Lundby församling skulle motta den upplösta slottsförsamlingens kyrkokassa under villkor och föreskrifter, som antagits av församlingen på Nya Älvsborg den 18 april 1869. Genom ett kungligt brev överlämnades den 30 november 1871 till Lundby församling: Slottsförsamlingens protokollbok från 1804 samt en del lösa protokoll för åren 1864-1869; Småbarnsskolans räkenskaper och församlingens kontanta behållning på 35 riksdaler 32 öre samt influtna medel för försålda effekter 7 riksdaler 18 öre eller totalt 43 riksdaler; Dagbok över ecklesiastika förrättningar vid fängelset på Nya Älvsborg 1847 och följande år; Två gamla kyrkoböcker, en över fångpersonal och en över militärförsamlingen; En kalk av silver om 26 1/8 lod, en paten om 5 5/8 lod, en oblatask om 16 1/2 lod samt en vinkanna om 67 lod.
Kyrkan är en av de bäst bevarade från karolinsk tid. Under danska kriget 1719 och pågående gudstjänst for en tolv pund tung kanonkula in genom ett fönster i kyrkan, slog benet av en soldat och fastnade i den motsatta väggen. Där sitter den ännu kvar. Kyrkan restaurerades 1727 och 1904-05.
På Älvsborgsöns södra fästningsmur, invigdes den 16 maj 1971 två gamla mistsignalklockor från olika fyrplatser på västkusten. De skulle användas i kyrkans regi, och var en gåva från Svarta Örns Orden i Sverige som bildades i kapellet på ön i början av 1900-talet. Klockorna överlämnades av ordens stormästare Björn Traung.
Kyrkogårdsholmen, där fästningen är belägen, ligger i stadsdelen Arendal - före 1670-talet Lundby socken på Hisingen, norr om Göta älv - men det kringliggande vattenområdet ligger i söder, norr och öster i stadsdelen Älvsborg. Området blev troligen svenskt på 1400-talet, då det tillhörde Tuve socken.
För de boende på Kyrkogårdsholmen bildades Nya Älvsborgs slottsförsamling som senare 1872 införlivades med Lundby, för att 1967 överföras till Älvsborgs församling, söder om älven. Ny-Elfsborgs slottsförsamling utgjorde 89 personer år 1815.

### Kyrkogård
Namnet Kyrkogårdsholmen antyder att platsen, innan fästningen anlades, användes som gravplats. Sedan fästningen anlagts användes den näraliggande Stora Aspholmen som kyrkogård, och i slottsförsamlingens dödsbok anges den första begravningen där den 23 februari 1690. Endast i undantagsfall, och vid begravning av någon av fästningens överbefäl, fördes den avlidne in till Göteborg för begravning. Kyrkogården på Stora Aspholmen användes i huvudsak för att begrava fångar, och personer i underordnad ställning inom garnisonen. Av den anledningen utfördes inga omfattande arbeten till skydd för platsen, förutom en stenmur som i brist på underhåll lämnades att förfalla.

## Omgivningar och händelser i närområdet

### Skjutsinrättningen och gästgiveriet i Arendal
För befolkningen i byn Syrhåla, som tillsammans med Arendal låg närmast fästningen på Hisingens kustavsnitt, innebar uppförandet av fästningen att man fick nya pålagor. Fästningens kommendant i början av 1700-talet, Wittingh, var en av ägarna till Arendals gård Man blev från 1820 kommenderade till transporter till Göteborg, Nya Varvet med flera och närheten till fästningen oroade; det var förenat med stora risker för strider, skövlingar och bränder. Förhållandena mellan fästningens befälhavare och ortsbefolkningen gällande skjutsplikterna var allt annat är goda. Exempelvis tvingades kommendanten skriva till konungens befallningshavare i Göteborg om att rättelse måste ske. Denne svarade den 24 januari 1826: "— att Ahrendahls Hemmans ägare skola fullgöra detta åläggande, och att efter en timmas förlopp efter det tillsägelse om skjuts sker, skjutsen bör vara att tillgå, att begagnas hit till Götheborgs Stad, emot betalning efter 16 sk. Banko per milen, utom kärr- eller slädpenningar, dels att om Ahrendahls Åboer wägra eller underlåta att fullgöra hwad på dem sålunda ankommer, de för hwarje sådant fall göra sig förfallna till ett härigenom af 3 Rdr sk. Banco, dels att på sätt om Gästgifwareskjuts i Allmänhet är stadgadt, blott en Person, utom den skjutsande, må åka efter en Häst och att En Mils wäg bör färdas på En och En half timmas tid, och dels att Krono Befallningsmannen bör ordenteligen emellan Åboerna fördela skjutsningsåliggandet, och Commendants Embetet derom underrättas, etc.".
I juni 1844 lämnade Anders Johan Jacobsson in en anhållan till Konungens Befallningshavande om att få inrätta en gästgivaregård på hemmanet Arendal, med anledning av transportproblematiken: "— då han ofta blefve beswärad med de personers herbergerande, hwilka tillhörde Ny Elfsborgs fästning, synnerligast under den tid af wintern, då isens opålitlighet och eljest owäder hindrar färdande öfwer fjord, och inrättandet av gästgifwaregård med bestämda skjutsstationer alltså wore af behofwet påkalladt..." Efter ett möte mellan parterna samt kommendanten vid Nya Älvsborg, överstelöjtnant von Qwanten och länsmannen i häradet I.E. Tillander, beslöts att: "Konungens Befallningshafwande framstälde för hemmansägarne det oundgängliga behofwet af Gästgifwerinrättning i närheten af fästningen och att här icke wore fråga om blifwande Gästgifwarens åliggande att förse resande med sådane beqvämligheter, som å de större Gästgifwaregårdarne wid allmanna farwägarne, utan husrum och förfriskning af enklaste beskaffenhet endast borde wara att påräkna, samt att..." I och med att fästningen förlorade sin karaktär av fångvårdsanstalt 1869, upphörde även gästgiveriet.

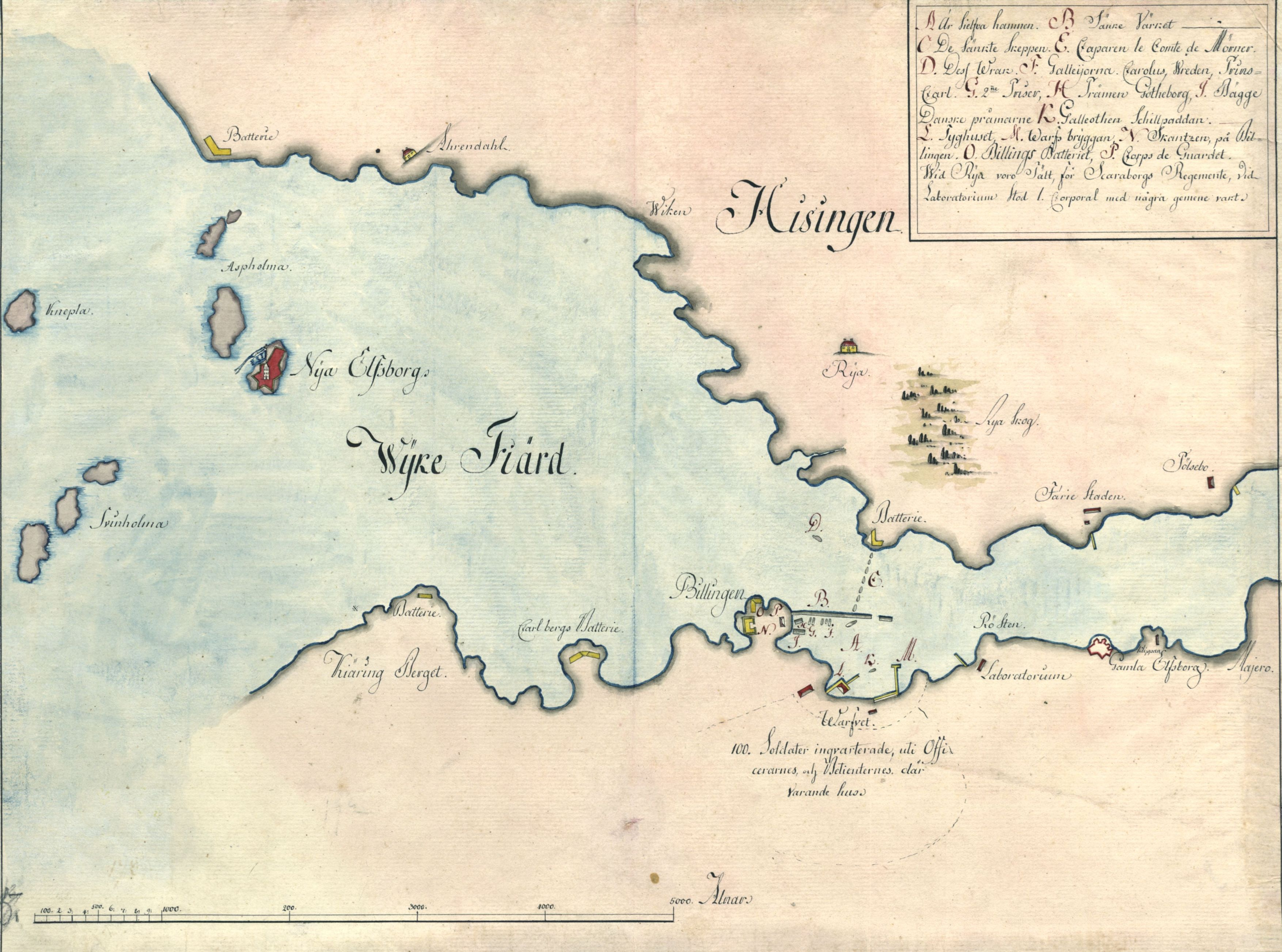
Karta över Göta älvs utlopp i havet samt Nya Älvsborg med kringliggande öar och befästningar i samband med amiral Tordenskjolds attack på Nya Varvet hösten 1719. Källa: Krigsarkivet

### Försvarsverk
Ett försvarsverk anlades 1668 på Rya Nabbe, och år 1700 byggdes verket på Billingen om samt utökades med en skans uppe på krönet. Dessa tre verk utgjorde närförsvar för den nya flottstationen på Nya Varvet.
En konsekvens av krigshandlingarna 1719 blev att de båda provisoriska batterierna vid Arendal byggdes ut ordentligt, samt att väster om dem – på udden mitt för Aspholmen – lät Fischer uppföra en fyrkantig redutt. Fältmarskalken greve K.G. Rehnsköld kunde i oktober 1719 rapportera att Nybro, Arendals och Kippholms skansar var färdigbyggda.

### Ostindiefarare
Den 12 september 1745 rände Ostindiefararen Götheborg på grundet Hunnebådan strax utanför Knippelholmarna, cirka 900 meter väster om Nya Älvsborg och sjönk med hela sin värdefulla last. Lotsen Caspar Matthisson - som senare ansågs som ensam vållande till olyckan - fördes redan samma dag som grundstötningen ägde rum, till Nya Älvsborg. Efter ett par veckor fördes han till Gamla Amiralitetsvarvet för rättegång.
Då ostindiefararen Terra Nova 1780 återvände från en av sina resor, drejade hon bi utanför Vinga och sköt efter lots. Efter att två lotsar kommit ombord, fortsatte inseglingen mot Göteborg. Vid passerandet hälsades Nya Älvsborgs fästning med 8 hurrarop och svarade med 4, på vilka besättningen tackade med 4.

### Skeppsmask
Skador på grund av skeppsmaskar, tidigare kända i norra Bohuslän, började i mitten av 1700-talet också att dyka upp i Göteborgsområdet. Då galären Greve Wrangel sjönk i hamnen på Nya Varvet 1762, och man befarade att övriga galärer också skulle drabbas, så sänktes som ett vetenskapligt experiment galären Greve Meijerfeldt i södra Aspholmssundet på 13 fots djup, samt Greve Taube och Greve Cronstedt på 11 fots djup norr om Nya Älvsborg, i sundet mellan Aspholmarna och Hisingen år 1765. "..på det man måtte erfara den skada den förmenta masken och det bräckta vattnet i hamnen härstädes kunna förorsaka".

## Den nutida fästningen
Fästningen är byggnadsminnesmärkt sedan den 25 januari 1935, vilket senare är förstärkt med: Skydd enligt Naturresurslagen 2 kap. Riksintresse: hela området; Skydd enligt FSBM (Statligt byggnadsminne): Nya Älvsborgs fästning samt Skydd enligt Kulturmiljölagen 2 kap. Fornlämningar: ödekyrkogården med mera på Aspholmarna. Ursprungligen var skyddsföreskrifterna: "Nya Älvsborgs fästning, såväl själva fästningstornet som samtliga tillhörande bastioner och övriga försvarsanläggningar samt därjämte följande inom fästningen belägna byggnader, som ej äro egentliga fästningsverk, nämligen Kommendantshuset samt exteriörerna av Stenkasernen, Corps de garde och Hornverkshuset."
Göteborgs hamn har byggts ut i etapper under senare delen av 1900-talet, och kommit närmare fästningen. 
Cirka 350 meter rakt norr om fästningsön ligger Älvsborgshamnen, och cirka 430 meter nordost om ön ligger Skandiahamnen.
Den 13 augusti 1965 firades Älvsborgs fästnings 300-årsjubileum. I samband med Göteborgs 350-årsfirande år 1971 etablerades Nya Älvsborgs fästning som turistmål, och under de första 25 åren besöktes fästningen av en miljon människor. Samtidigt startade Börje Börjesson från Donsö reguljär båttrafik dit ut på somrarna.
Under turistsäsongen, från början av juli till mitten av augusti, avgår skärgårdsbåtar från Lilla Bommen och efter 30 minuters resa ut till Nya Älvsborg erbjuds guidade turer av fästningen, som hyrs ut av SFV till Strömma Skärgårdsbåtar. Dessutom finns möjlighet att utforska fästningen på egen hand. Fästningen är öppen för slutna sällskap under hela året.

### Galleri

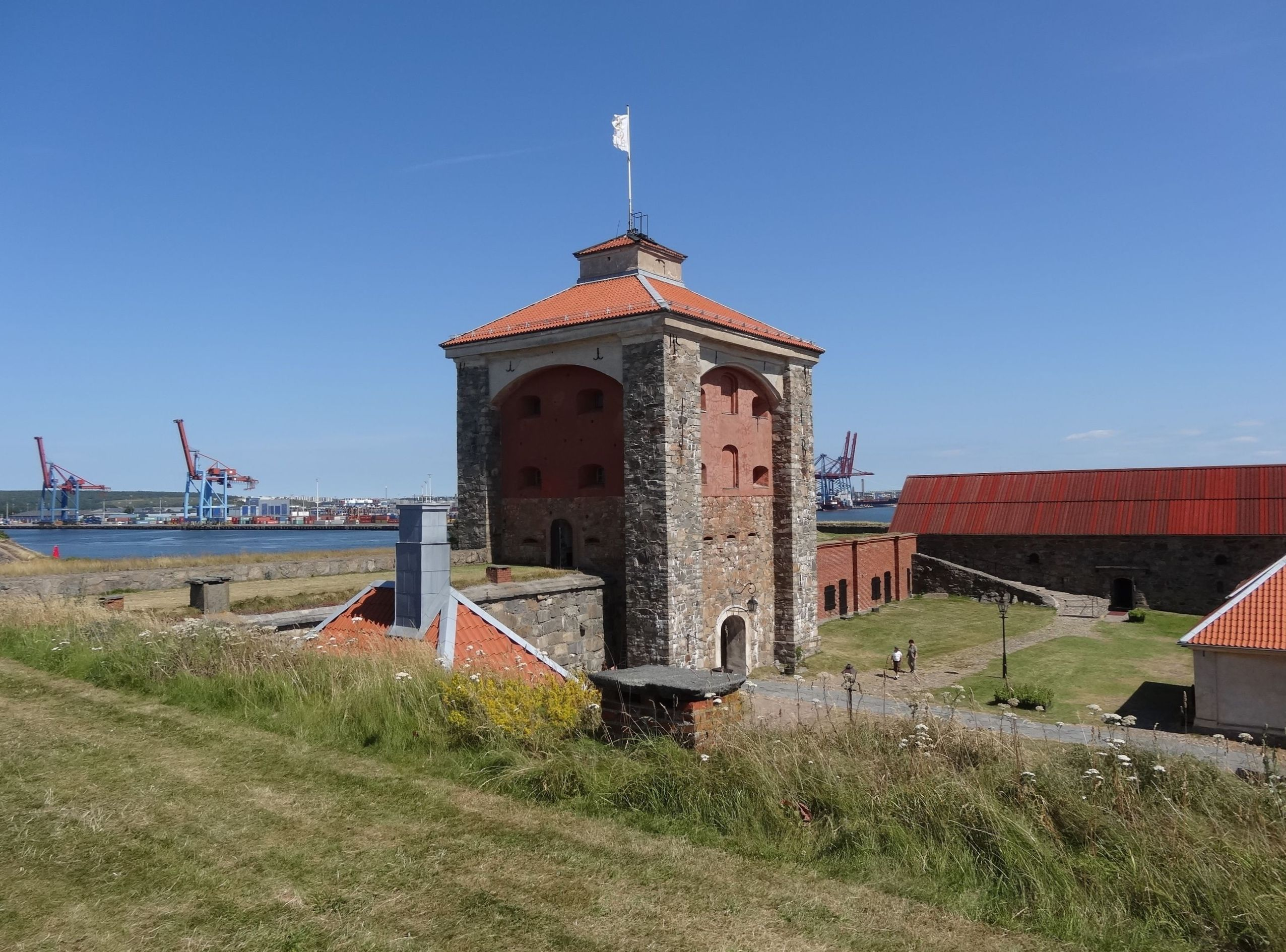
Fästningen är ett annorlunda utflyktsmål, mitt i Göteborgs hamninlopp.
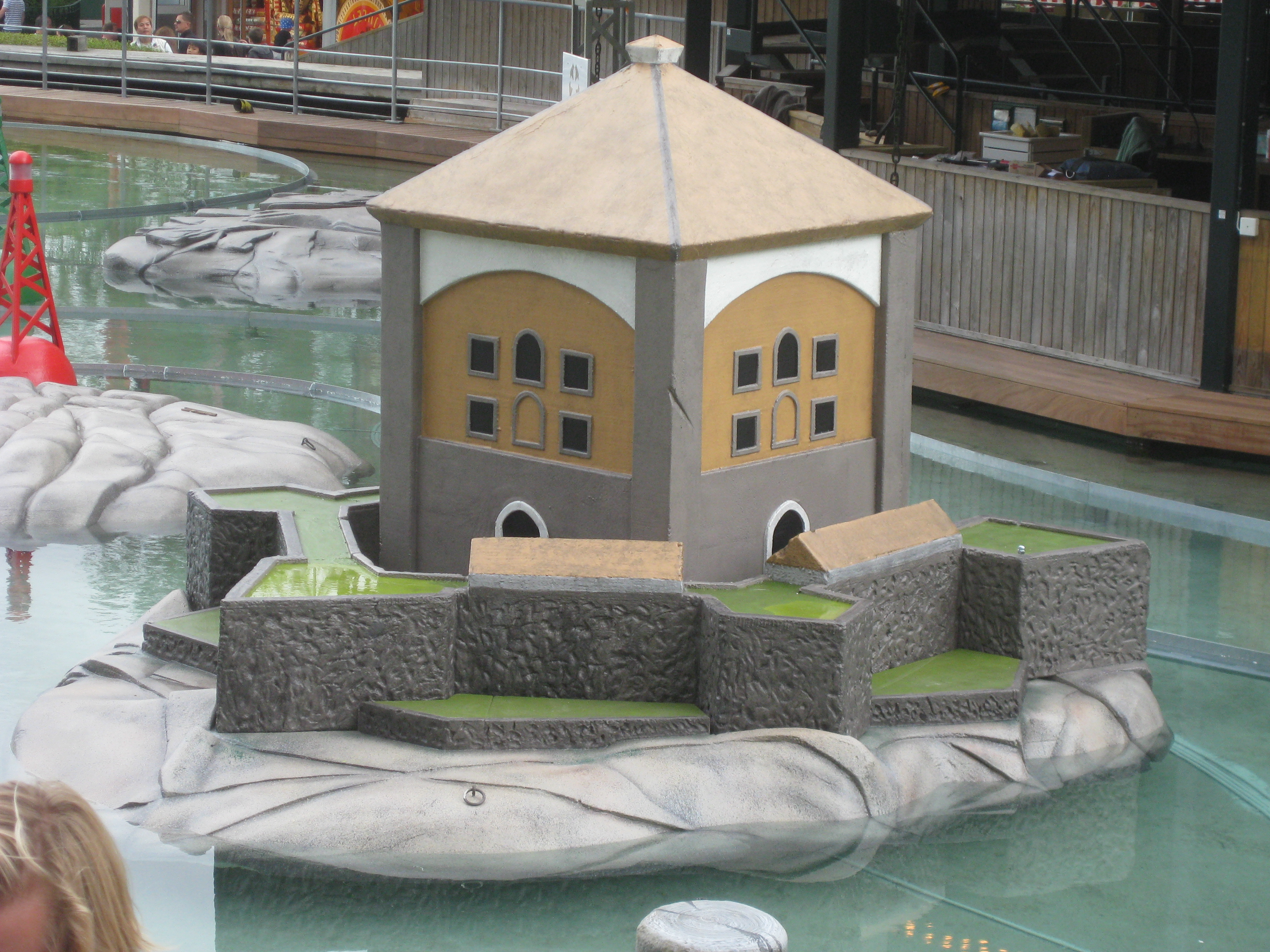
Modell av Nya Älvsborg på åkattraktionen Skepp o' skoj på Liseberg.
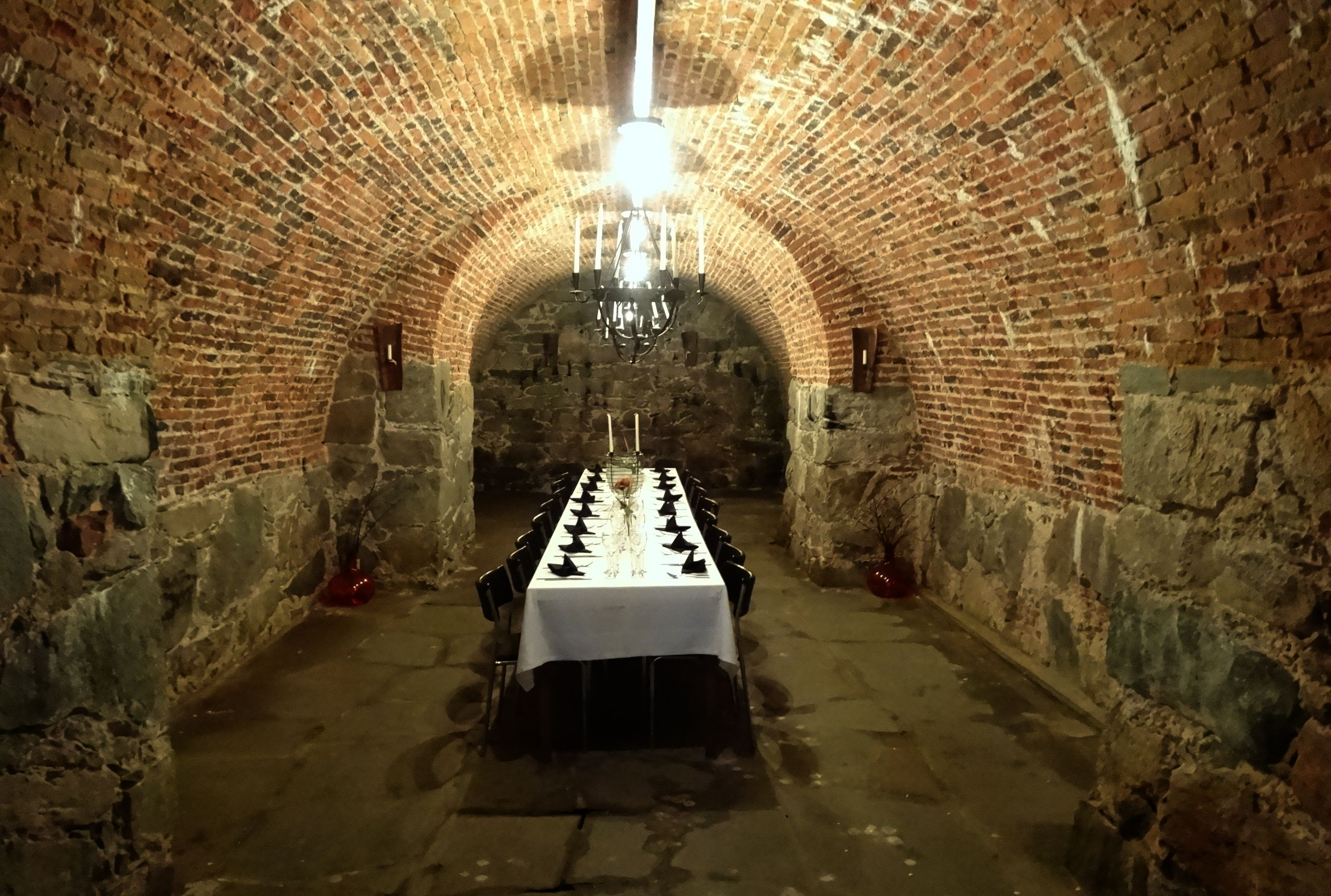
Ett av stenvalven i kurtin 3. Festlokaler med plats för 25-40 personer